# Duomo di Milano

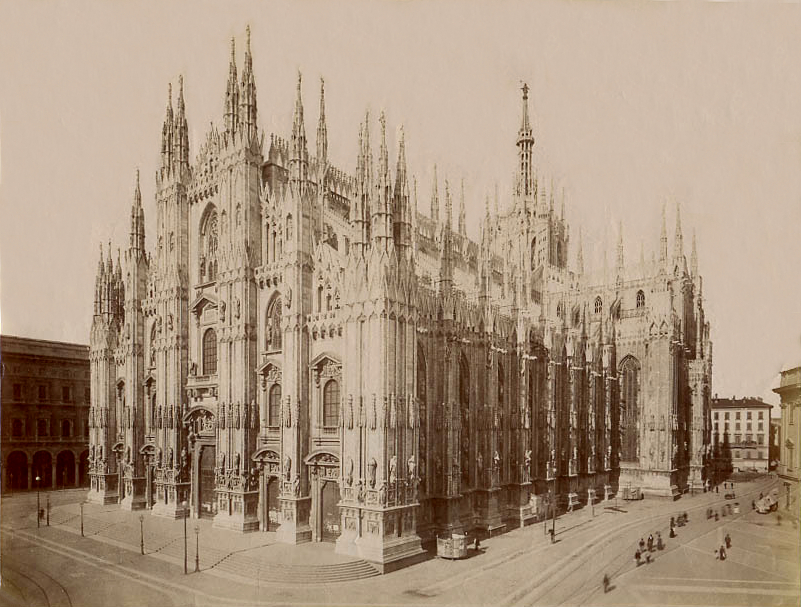
Il duomo in una foto storica di Giacomo Brogi

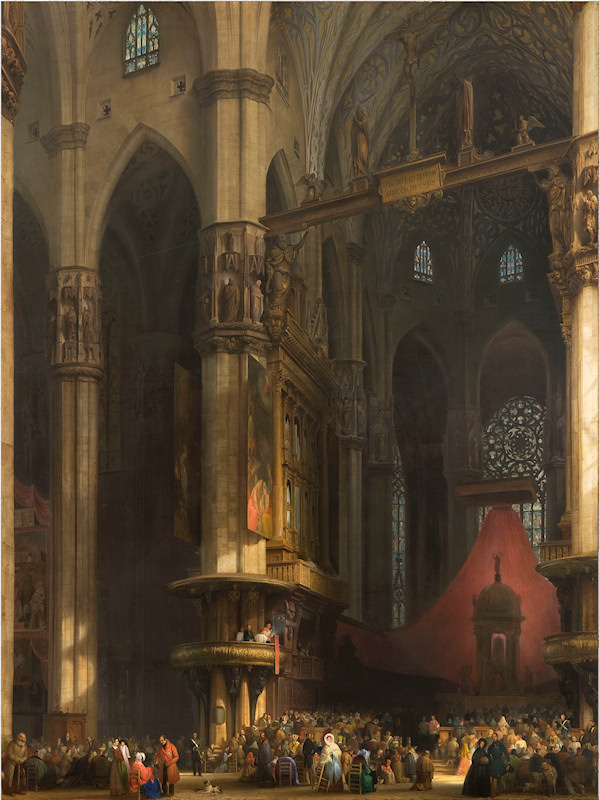
Luigi Bisi, Interno del Duomo di Milano

Il Duomo di Milano, ufficialmente Cattedrale Metropolitana della Natività della Beata Vergine Maria (Dòmm de Milan in milanese, IPA: [ˈdɔm de miˈlãː]), è la cattedrale dell'arcidiocesi di Milano e monumento nazionale italiano. Simbolo del capoluogo lombardo, e situato nell'omonima piazza al centro della metropoli, è dedicata a santa Maria Nascente. È la chiesa più grande situata nel territorio della Repubblica Italiana (la basilica di San Pietro, pur essendo più grande, si trova nello Stato della Città del Vaticano), e la sesta al mondo per superficie interna. È sede della parrocchia di Santa Tecla nel duomo di Milano.

## Storia

Il complesso episcopale di Milano sovrapposto alla moderna piazza del Duomo. Il complesso episcopale, che fu demolito per consentire la costruzione del Duomo di Milano, era costituito dalla basilica di Santa Tecla (nomi originari paleocristiani basilica maior o basilica nova), il battistero di San Giovanni alle Fonti, la cattedrale di Santa Maria Maggiore (nomi originari paleocristiani basilica vetus o basilica minor) e il battistero di Santo Stefano alle Fonti

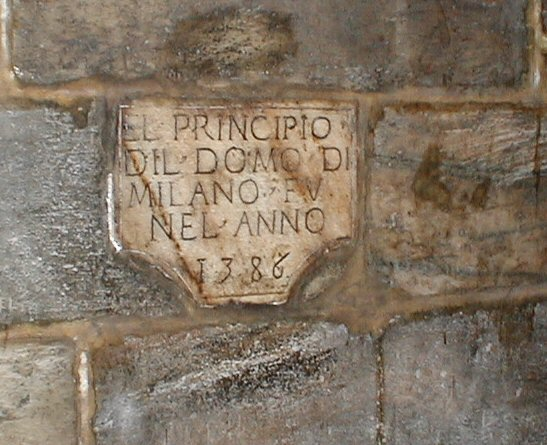
Lapide all'interno del Duomo che commemora l'inizio della costruzione nel 1386

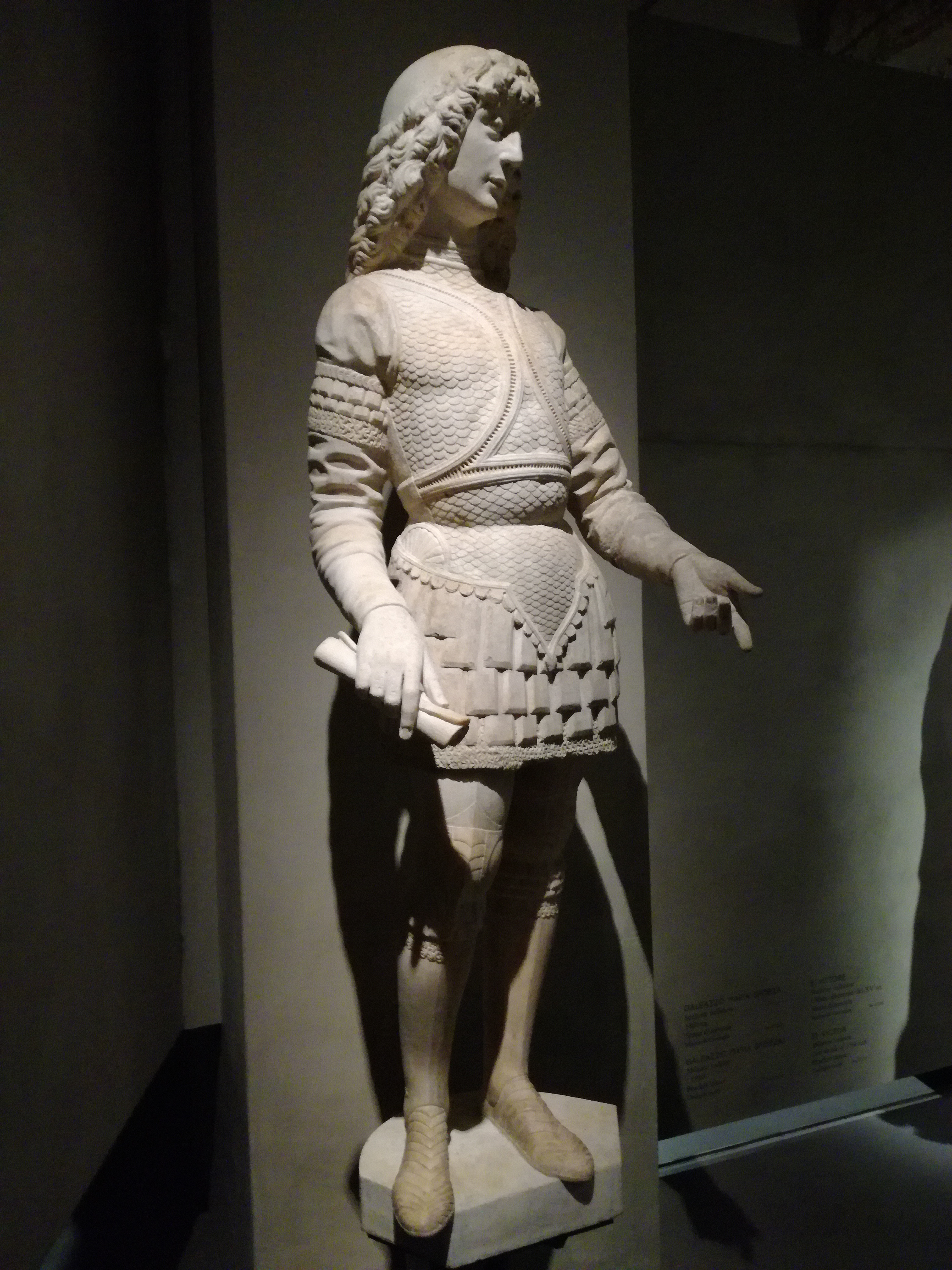
Giovanni Antonio Amadeo, Galeazzo Maria Sforza con l'atto di donazione delle cave di Candoglia, Museo del Duomo di Milano

### Una cattedrale europea
Nel luogo in cui sorge il duomo un tempo si trovavano l'antica cattedrale di Santa Maria Maggiore, la cattedrale invernale, e la basilica di Santa Tecla, cattedrale estiva. Dopo il crollo del campanile (1386), l'arcivescovo Antonio da Saluzzo, sostenuto dalla popolazione, promosse la ricostruzione di una nuova e più grande cattedrale (12 maggio 1386), che sorgesse sul luogo del più antico cuore religioso della città. La costruzione della cattedrale fu dettata anche da scelte politiche ben precise: con il nuovo cantiere la popolazione di Milano intendeva rimarcare la centralità di Milano agli occhi di Gian Galeazzo che, con un colpo di Stato, aveva da poco deposto lo zio Bernabò e riunificato i domini viscontei, preminenza messa in dubbio dalla scelta del nuovo signore di risiedere e di mantenere la sua corte, come già il padre Galeazzo II, a Pavia e non a Milano. Per il nuovo edificio si iniziò ad abbattere entrambe le chiese precedenti: Santa Maria Maggiore venne demolita per prima, Santa Tecla in un secondo momento, nel 1461-1462 (parzialmente ricostruita nel 1489 e definitivamente abbattuta nel 1548).
La nuova chiesa, a giudicare dai resti archeologici emersi dagli scavi nella sacrestia, doveva prevedere originariamente un edificio in mattoni secondo le tecniche del gotico lombardo. Nel 12 gennaio 1387 si gettarono le fondazioni dei piloni, opere colossali che erano state già progettate su disegno l'anno precedente. Durante il 1387 si continuarono gli scavi delle fondazioni e si continuarono i piloni. Ciò che fu fatto prima del 1386 venne tutto disfatto o quasi. Nel corso dell'anno il duca di Milano Gian Galeazzo Visconti assunse il controllo dei lavori, imponendo un progetto più ambizioso. Il materiale scelto per la nuova costruzione divenne allora il marmo di Candoglia (e in misura molto minore anche il marmo di Ornavasso) e le forme architettoniche quelle del tardo gotico di ispirazione renano-boema. Il desiderio di Gian Galeazzo era infatti quello di dare alla città un grandioso edificio al passo con le più aggiornate tendenze europee, che simboleggiasse le ambizioni del suo Stato, che, nei suoi piani, sarebbe dovuto diventare il centro di una monarchia nazionale italiana come era successo in Francia e in Inghilterra, inserendosi così tra le grandi potenze del continente. Gian Galeazzo mise a disposizione le cave e accordò forti sovvenzioni ed esenzioni fiscali: ogni blocco destinato al Duomo era marchiato AUF (Ad usum fabricae), e per questo esente da qualsiasi tributo di passaggio. Come testimonia il ricco archivio conservatosi fino ai giorni nostri, il primo ingegnere capo fu Simone d'Orsenigo, affiancato da altri maestri lombardi, che nel 1388 iniziarono i muri perimetrali. Nel 1389-1390 il francese Nicolas de Bonaventure venne incaricato di disegnare i finestroni.
A dirigere il cantiere vennero chiamati architetti francesi e tedeschi, come Jean Mignot, Jacques Coene o Enrico di Gmünd, i quali però restavano in carica per pochissimo tempo, incontrando una scoperta ostilità da parte delle maestranze lombarde, abituate a una diversa pratica di lavoro. La fabbrica andò quindi avanti in un clima di tensione, con numerose revisioni, che nonostante tutto diedero origine a un'opera di inconfondibile originalità, sia nel panorama italiano che europeo.
Inizialmente le fondazioni erano state preparate per un edificio a tre navate, con cappelle laterali quadrate, i cui muri divisori potessero fare anche da contrafforti. Si decise poi di fare a meno delle cappelle, portando il numero delle navate a cinque e il 19 luglio 1391 venne deliberato l'ingrossamento dei quattro pilastri centrali. Tuttavia c'era una crescente preoccupazione per la stabilità dell'intera struttura, per via di insufficienti masse inerziali da contrapporre all'azione delle spinte. Così nel settembre dello stesso anno venne interrogato il matematico piacentino Gabriele Stornaloco per definire la sezione trasversale e l'alzato, attraverso una precisa diagrammazione geometrica e cosmologica (lo Stornaloco era anche un astronomo e cosmografo). Il 1º maggio 1392 si scelse la forma delle navate progressivamente decrescenti per un'altezza massima di 76 braccia.
Tuttavia i rapporti tra Gian Galeazzo e i vertici della fabbrica (scelti dai cittadini di Milano) furono spesso tesi: il signore (che nel 1395 era divenuto duca di Milano) intendeva trasformare il duomo nel pantheon dinastico dei Visconti, inserendo nella parte centrale della cattedrale il monumento funebre del padre Galeazzo II e ciò trovò la forte opposizione sia della fabbrica sia dei milanesi, che volevano rimarcare la propria autonomia. Ne nacque uno scontro, che costrinse Gian Galeazzo a decidere la fondazione di un nuovo cantiere destinato esclusivamente alla dinastia viscontea: la Certosa di Pavia, alla quale, senza scrupolo, destinò a più riprese molti dipendenti della fabbrica del Duomo, anche di alto livello, come Giacomo da Campione o Giovannino de’ Grassi.

### Costruzione del corpo basilicale

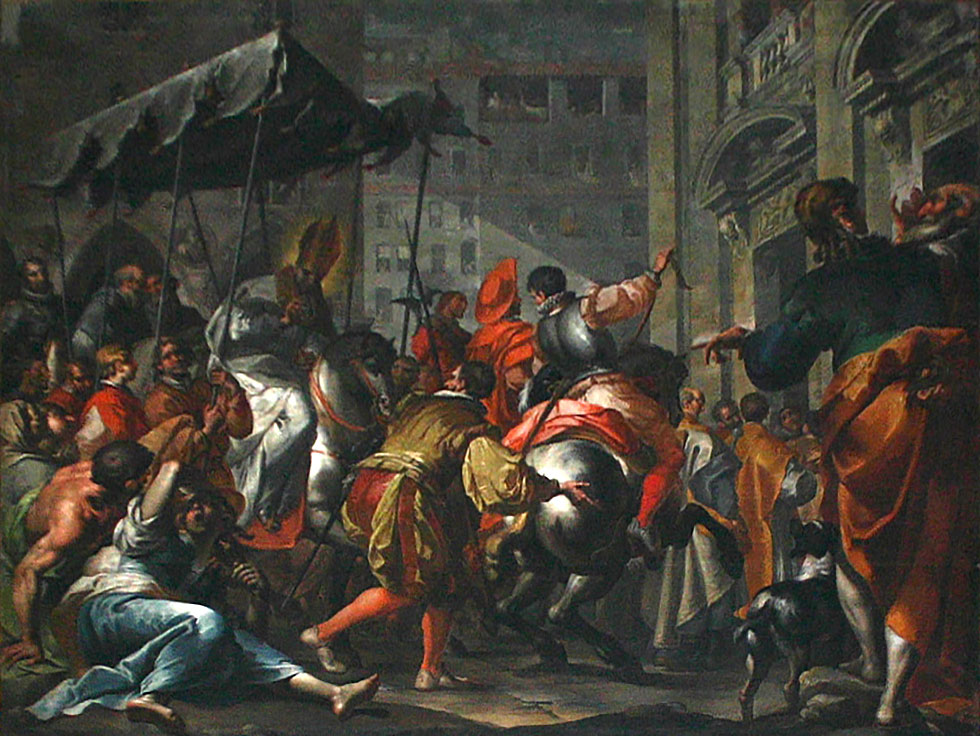
Filippo Abbiati, San Carlo entra a Milano (1670-80)

Nel 1393 fu scolpito il primo capitello dei pilastri, su disegno di Giovannino de' Grassi, il quale curò un nuovo disegno per i finestroni e fu ingegnere generale fino alla morte nel 1398. La presenza dei capitelli sui pilastri lo differenzia nettamente dal gotico d'oltralpe, dove le nervature dei pilastri proseguono nelle arcate dando maggiore slancio verticale alla costruzione. Nel 1400 prese il suo posto Filippino degli Organi, che curò la realizzazione dei finestroni absidali. Dal 1407 al 1448 egli fu responsabile capo della costruzione, che portò a termine la parte absidale e il piedicroce, chiuso provvisoriamente dalla facciata ricomposta di Santa Maria Maggiore.
Il 16 ottobre 1418 papa Martino V consacrò l'altare maggiore, spostato nella sua posizione definitiva al centro della nuova crociera tra l'11 e il 12 ottobre. L'altare fino a quel momento era rimasto infatti nella sua precedente collocazione nel vecchio corpo di Santa Maria Maggiore, protetto dai resti della vecchia abside, demolita solo in quest'occasione. La cerimonia fu grandiosa ed ebbe una grandissima partecipazione popolare, anche se vanno considerate inverosimili le cifre proposte dalle cronache dell'epoca (80 000 e 100 000 persone), corrispondenti probabilmente alla totalità della popolazione cittadina di allora.
Dal 1452 al 1481 fu a capo del cantiere Giovanni Solari, che per i primi due anni fu affiancato anche dal Filarete, architetto toscano chiamato dal duca Francesco Sforza. Seguirono Guiniforte Solari, figlio di Giovanni, e Giovanni Antonio Amadeo, che con Gian Giacomo Dolcebuono costruì il tiburio nel 1490. Alla morte dell'Amadeo (1522) i successivi maestri fecero varie proposte "gotiche", tra le quali quella di Vincenzo Seregni di affiancare la facciata con due torri (1537 circa), non realizzata.
Nel 1567 l'arcivescovo Carlo Borromeo impose una ripresa solerte dei lavori, mettendo a capo della Fabbrica Pellegrino Tibaldi, che ridisegnò il presbiterio, il quale venne solennemente riconsacrato nel 1577, anche se la chiesa non era ancora terminata.

### Questione della facciata

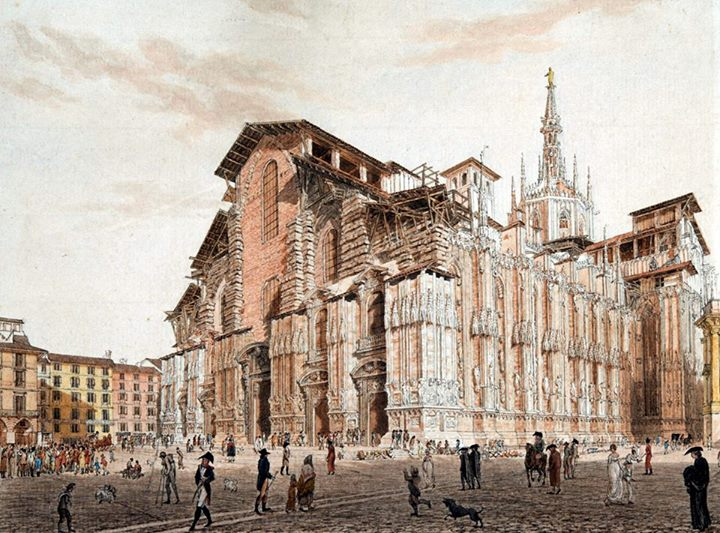
Il Duomo alla fine del Settecento

Per quanto riguarda la facciata, Pellegrino Tibaldi disegnò un progetto nel 1580, basato su un basamento a due piani animato da colonne corinzie giganti e con un'edicola in corrispondenza della navata centrale, affiancata da obelischi. La morte di Carlo Borromeo nel 1584 significò l'allontanamento del suo protetto che lasciò la città, mentre il cantiere veniva preso in mano dal suo rivale Martino Bassi, che inviò a Gregorio XIV, papa milanese, un nuovo progetto di facciata.

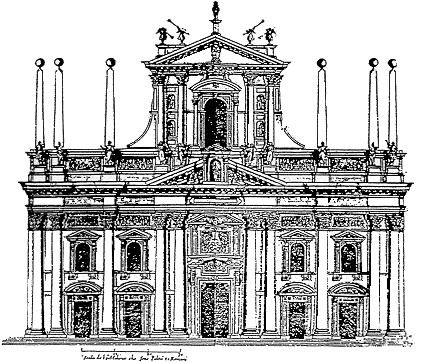
Progetto del Tibaldi.

Nel XVII secolo la direzione dei lavori vide la presenza dei migliori architetti cittadini, quali Lelio Buzzi, Francesco Maria Richini (fino al 1638), Carlo Buzzi (fino al 1658) e i Quadrio. Nel frattempo nel 1628 era stato fatto il portale centrale e nel 1638 i lavori della facciata andavano avanti, con l'obiettivo di creare un effetto a edicole ispirato a Santa Susanna di Roma. A tal fine pervennero nel XVIII secolo i disegni di Luigi Vanvitelli (1745) e Bernardo Antonio Vittone (1746).
Tra il 1765 e il 1769 Francesco Croce completò il coronamento del tiburio e la guglia maggiore, sulla quale fu innalzata cinque anni dopo la Madonnina di rame dorato, destinata a diventare il simbolo della città. Lo schema della facciata di Buzzi venne ripreso a fine secolo da Luigi Cagnola, Carlo Felice Soave e Leopoldo Pollack. Quest'ultimo diede inizio alla costruzione del balcone e della finestra centrale.
Nel 1805, su istanza diretta di Napoleone Bonaparte, Giuseppe Zanoia avviò i lavori per il completamento della facciata, in previsione dell'Incoronazione di Napoleone Re d'Italia, che avvenne il 6 maggio 1805. Il progetto venne finalmente concluso nel 1813 da Carlo Amati. Proseguì per tutto l'Ottocento l'aggiunta di statue e l'erezione delle guglie, a opera di vari architetti (Pestagalli, Vandoni, Cesa Bianchi), su ispirazione delle guglie quattrocentesche. Tra gli scultori che vi lavorarono nei primi anni dell'Ottocento, si può ricordare Luigi Acquisti.

### Manutenzione e restauri

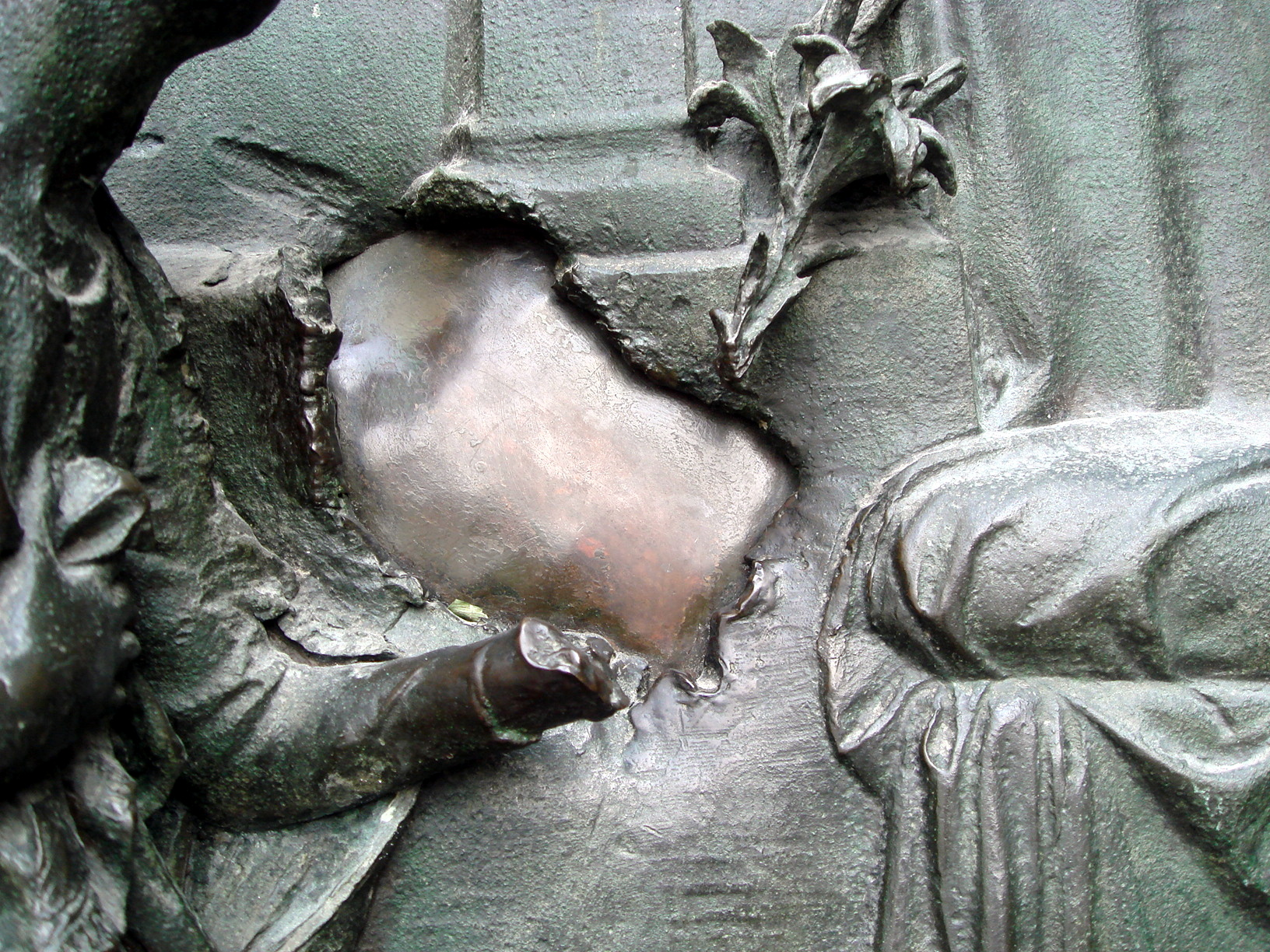
Portone principale: un dettaglio del danno del bombardamento

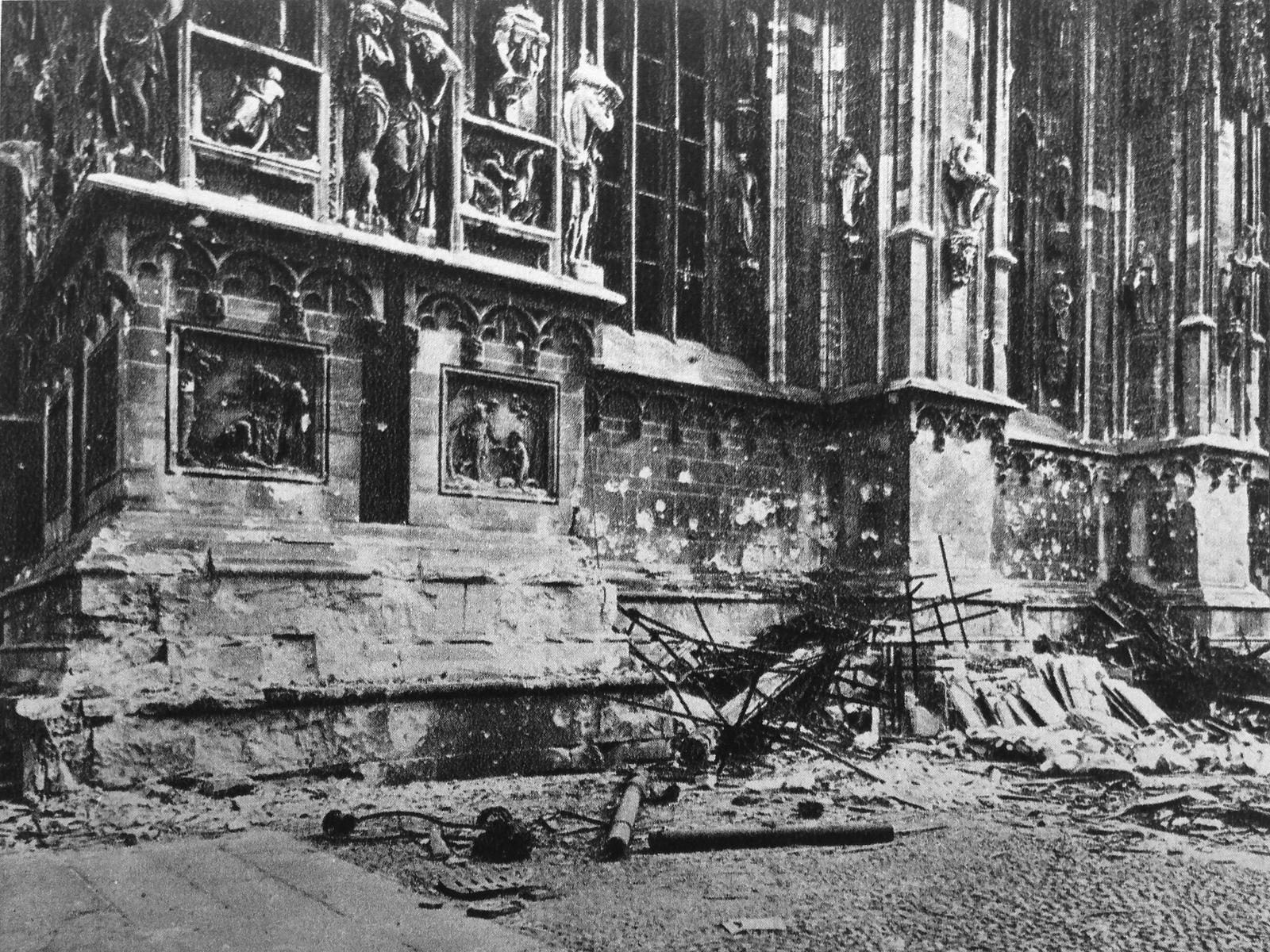
Fianco destro dopo i bombardamenti del 1943

Nel 1866 venne demolito il basso campanile che si trovava sulla navata e le campane vennero trasferite nel tiburio, tra le doppie volte. Per tutto il XIX secolo furono completate le guglie e le decorazioni architettoniche, fino al 1892. Per tutto il secolo si susseguirono inoltre lavori di restauro, volti a sostituire i materiali danneggiati dal tempo.
Nel corso della seconda guerra mondiale, la Madonnina venne coperta da stracci, onde evitare che i riflessi di luce sulla sua superficie dorata da poco rifatta potessero venire usati come punto di riferimento per i bombardieri alleati in volo sulla città, mentre le vetrate furono preventivamente rimosse e sostituite da rotoli di tela. Pur non essendo stato centrato da bombe a elevato potenziale, anche il duomo venne danneggiato durante i bombardamenti aerei e il suo portone centrale bronzeo mostra ancora oggi alcune "ferite" da parte di spezzoni di bombe esplose nelle vicinanze. Nel secondo dopoguerra, a seguito dei danni subiti dai bombardamenti aerei, il Duomo fu restaurato in gran parte, successivamente le restanti porte di legno furono sostituite con altre di bronzo, opera degli scultori Arrigo Minerbi, Giannino Castiglioni e Luciano Minguzzi.
I quattro piloni centrali che sostengono il tiburio vennero costruiti in serizzo con solo la parte esterna in marmo. Le due parti, interna ed esterna, erano tenute insieme da calce e mattoni rotti. Questa mancanza di uniformità diminuiva sensibilmente la loro capacità di sostegno. Inoltre, il tiburio e la guglia della Madonnina vennero costruiti su archi a tutto tondo, posizionati sopra gli archi ogivali. Questi archi sollecitavano i piloni in maniera non uniforme, spingendoli verso l'esterno. Nel corso del XIX secolo, nel timore che potessero crollare, vi furono numerosi interventi di restauro, i quali, più che risolvere i problemi, ne occultarono i segni. Verso la metà del XX secolo, a causa dell'aumento del traffico (con conseguenti continue vibrazioni) e dell'abbassamento della falda freatica (che portò i piloni a sprofondare leggermente), la situazione statica del Duomo divenne critica.
Nel 1969, per evitare crolli (pezzi di marmo, anche di grosse dimensioni, si erano già staccati, piombando nelle navate), la zona circostante il Duomo venne chiusa al traffico e si ordinò il rallentamento dei treni della linea 1 della metropolitana. Il restauro statico dei piloni iniziò nel 1981 e venne concluso nel 1986 in occasione del seicentenario della costruzione. La manutenzione della cattedrale continua a essere affidata alla Veneranda Fabbrica del Duomo di Milano, i cui interventi sono continui, tanto da fare nascere l'espressione milanese Longh come la fabbrica del Domm, per intendere qualcosa di interminabile.

### Architetti, ingegneri e consulenti della fabbrica
- Simone da Orsenigo, Generale ingegnere dal 1387 al 1391;
- Giacomo da Campione, ingegnere dal 1388 al 1398;
- Marco da Campione, ingegnere dal 1388 al 1390;
- Nicola da Bonaventis di Francia, ingegnere dal 1389 al 1390;
- Hans von Fernach, ingegnere nel 1391;
- Marco da Carona, ingegnere dal 1391 al 1405;
- Giovannino de' Grassi, ingegnere dal 1391 al 1398;
- Ulrich Ensingen da Ulm, ingegnere nel 1394;
- Jean Mignot da Parigi, ingegnere dal 1399 al 1400;
- Filippino degli Organi, ingegnere dal 1400 al 1448;
- Antonio di Pietro Averulino, detto il Filarete, ingegnere dal 1452 al 1454;
- Giovanni Solari, ingegnere dal 1451 al 1463;
- Guiniforte Solari da Carona, ingegnere dal 1459 al 1480;
- Giovanni Antonio Amadeo, architetto dal 1490 al 1522;
- Leonardo da Vinci, consulente per il tiburio dal 1487 al 1488;
- Luca Fancelli, consulente per il tiburio dal 1487 al 1491;
- Bramante, consulente per il tiburio nel 1490;
- Gian Giacomo Dolcebuono, ingegnere dal 1490 al 1503;
- Andrea Fusina, architetto dal 1506 al 1527;
- Cristoforo Solari, architetto dal 1501;
- Bernardo Zenale da Treviglio, ingegnere dal 1520 al 1525;
- Giulio Romano, consulente per la porta in Compito;
- Vincenzo Seregni, architetto dal 1547 al 1567;
- Pellegrino Tibaldi, architetto dal 1567 al 1585;
- Martino Bassi da Seregno, architetto dal 1587 al 1591;
- Fabio Mangone, ingegnere dal 1627 al 1629;
- Francesco Maria Richini, architetto dal 1631 al 1638;
- Carlo Buzzi, dal 1638 al 1658;
- Gian Lorenzo Bernini, consulente per la facciata nel 1656;
- Gerolamo Quadrio, dal 1658 al 1679;
- Andrea Biffi, dal 1679 al 1686;
- Gianbattista Quadrio, dal 1686 al 1723;
- Antonio Quadrio, 1723 al 1743;
- Bartolomeo Bolla, dal 1743 al 1761;
- Luigi Vanvitelli, consulente per la facciata dal 1745 al 1751;
- Francesco Croce, dal 1760 al 1773;
- Carlo Felice Soave, dal 1795 al 1803;
- Giovanni Antonio Antolini, dal 1801 al 1802;
- Leopoldo Pollack, dal 1806 al 1836;
- Giuseppe Zanoia, nel 1806;
- Carlo Amati, dal 1806 al 1813;
- Pietro Pestagalli, dal 1813 al 1853[18].

## Contesto urbanistico
(Mark Twain)

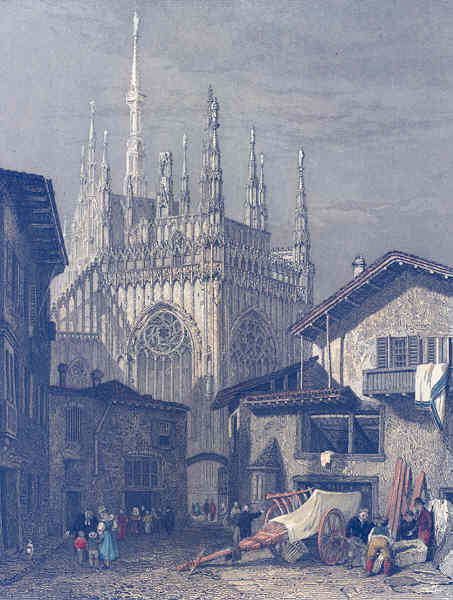
Il Duomo con in primo piano "la cassina", ovvero il complesso degli edifici della fabbrica del duomo contenenti tutti i laboratori del cantiere, incisione del 1832

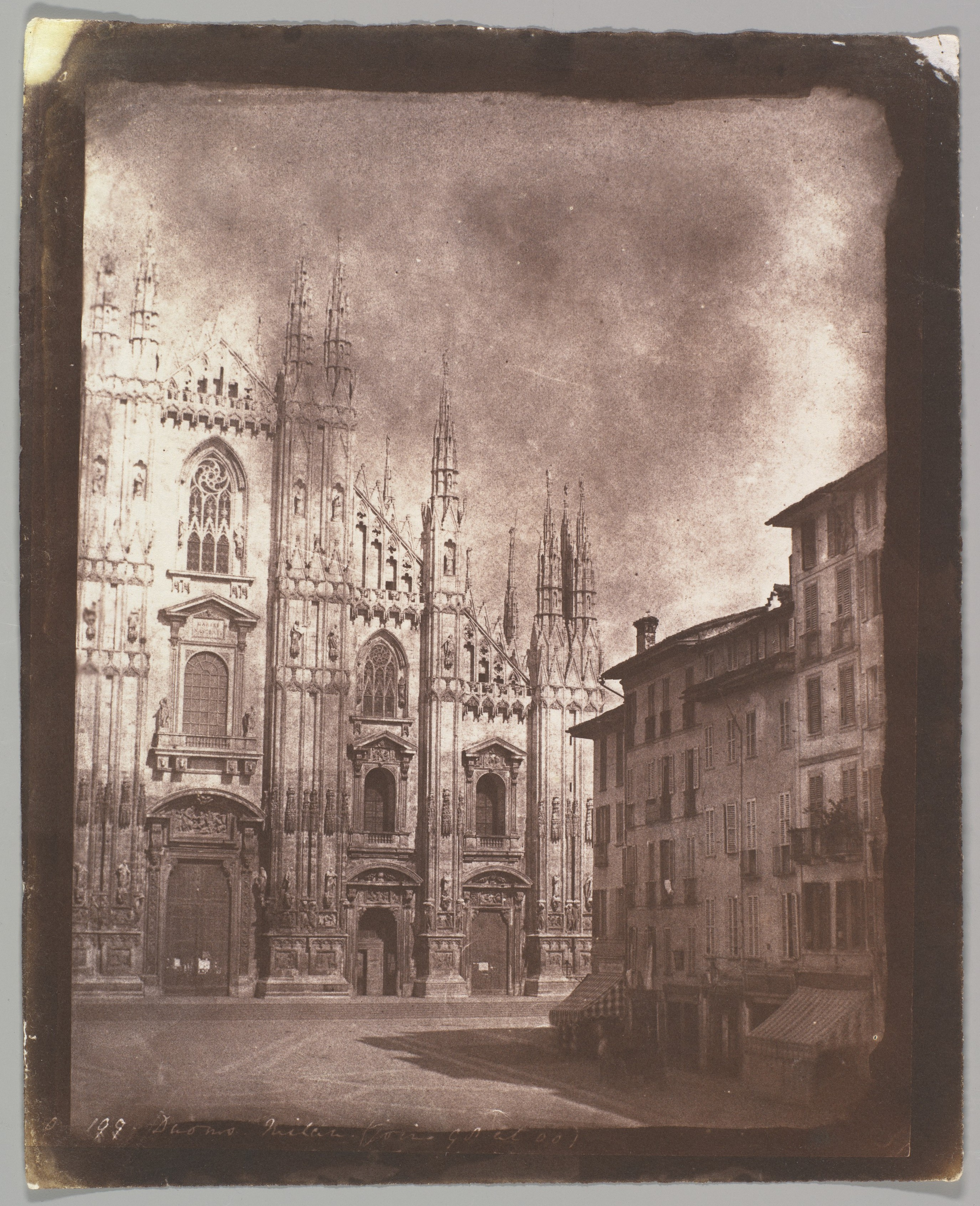
Lo spazio ridotto della piazza del Duomo nel 1846 (foto di Calvert Jones)

Anticamente il Duomo era circondato dal fitto tessuto urbanistico medievale che, come attorno ad altre grandi cattedrali francesi e tedesche, creava vedute improvvise e maestose del mastodontico edificio, il quale sembrava una montagna di marmo emergente da una trama di minuti edifici di mattoni. L'antico aspetto della zona è testimoniato oggi da vedute antiche e da una serie di fotografie della metà dell'Ottocento. Con l'apertura della piazza di Giuseppe Mengoni tra il 1865 e il 1873, la facciata del Duomo poté diventare un grandioso sfondo scenografico, ma, come non mancarono di fare notare le numerose polemiche, banale.
Il fianco sinistro resta visibile quasi soltanto di scorcio, a causa della vicinanza degli edifici circostanti, mentre l'imbocco di via Vittorio Emanuele II permette di osservare l'articolarsi dei volumi dell'abside, del transetto e del tiburio, fino alla guglia maggiore della Madonnina. Altri interessanti scorci sono visibili da Piazza Fontana, dallo squarcio del Verziere, dalla piazzetta del Palazzo Reale o dalla terrazza del primo piano dell'Arengario.

## Architettura

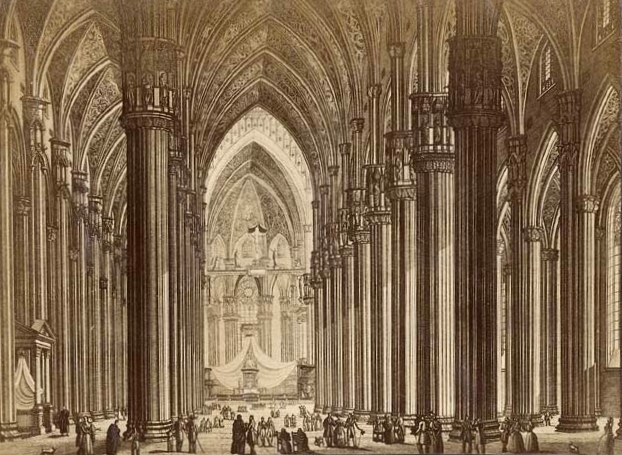
Interno della basilica in una stampa del XIX secolo

Lo stile del Duomo, essendo frutto di lavori secolari, non risponde a un preciso movimento, ma segue piuttosto un'idea di "gotico" mastodontico e fantasmagorico via via reinterpretato. Nonostante ciò, e nonostante le contraddizioni stilistiche nell'architettura, il Duomo si presenta come un organismo unitario. La gigantesca macchina di pietra infatti affascina e attrae l'immaginazione popolare, in virtù anche della sua ambiguità, fatta di ripensamenti, di discontinuità e, talvolta, di ripieghi. Anche il concetto di "autenticità" gotica, quando si pensa a come in realtà gran parte delle strutture visibili risalga al periodo neogotico, per non parlare delle frequenti sostituzioni, è in realtà una storpiatura della stessa essenza del monumento, che va visto invece come un organismo architettonico sempre in continua e necessaria ricostruzione.
Il duomo ha una pianta a croce latina, con piedicroce a cinque navate e transetto a tre, con un profondo presbiterio circondato da deambulatorio con abside poligonale. All'incrocio dei bracci si alza, come di consueto, il tiburio. L'insieme ha un notevole slancio verticale, caratteristica più transalpina che italiana, ma questo viene in parte attenuato dalla dilatazione in orizzontale dello spazio e dalla scarsa differenza di altezza tra le navate, tipico del gotico lombardo.
La struttura portante è composta dai pilastri e dai muri perimetrali rinforzati da contrafforti all'altezza degli stessi piloni. Questa è una caratteristica che differenzia il duomo milanese dalle cattedrali transalpine, limitando, rispetto al gotico tradizionale, l'apertura dei finestroni (lunghi e stretti) e dando all'insieme (a eccezione dell'abside) una forma prevalentemente "chiusa", dove la parete è innanzitutto un elemento di forte demarcazione, sottolineata anche dall'alto zoccolo di tradizione lombarda. Viene così a mancare lo slancio libero verso l'alto. Ciò è evidente anche se si considera che guglie e pinnacoli non hanno funzione portante, infatti vennero sporadicamente aggiunti nel corso dei secoli, fino al completamento del coronamento nel XIX secolo.

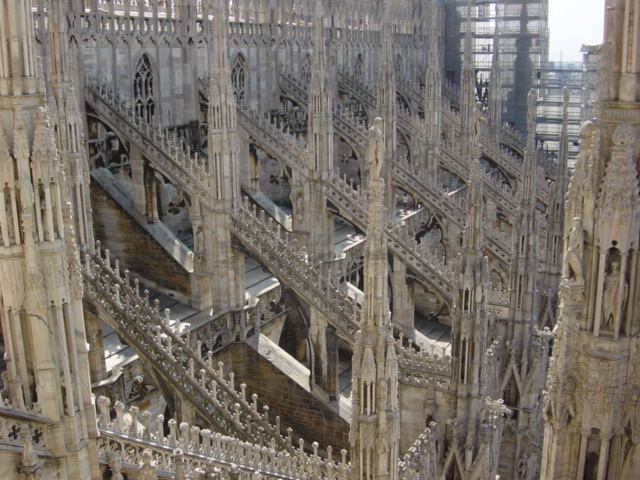
Contrafforti, archi rampanti e pinnacoli

I contrafforti hanno forma di triangoli e servono per contenere le spinte laterali degli archi. Il basamento è in muratura, come pure le parti interne delle pareti e degli altri elementi, mentre nei pilastri è stata usata un'anima di serizzo; anche le vele delle volte sono in mattoni. Il paramento a vista, che ha anche un ruolo portante, non solo di rivestimento, è invece in marmo di Candoglia bianco rosato con venature grigie: la cava, fin dall'epoca di Gian Galeazzo Visconti, è ancora di proprietà della Fabbrica del Duomo.
Le pareti esterne sono animate da una fitta massa di semipilastri polistili che sono coronati in alto, al di sotto delle terrazze, da un ricamo di archi polilobati sormontati da cuspidi. Le finestre ad arco acuto sono piuttosto strette, poiché come si è detto le pareti hanno funzione portante.

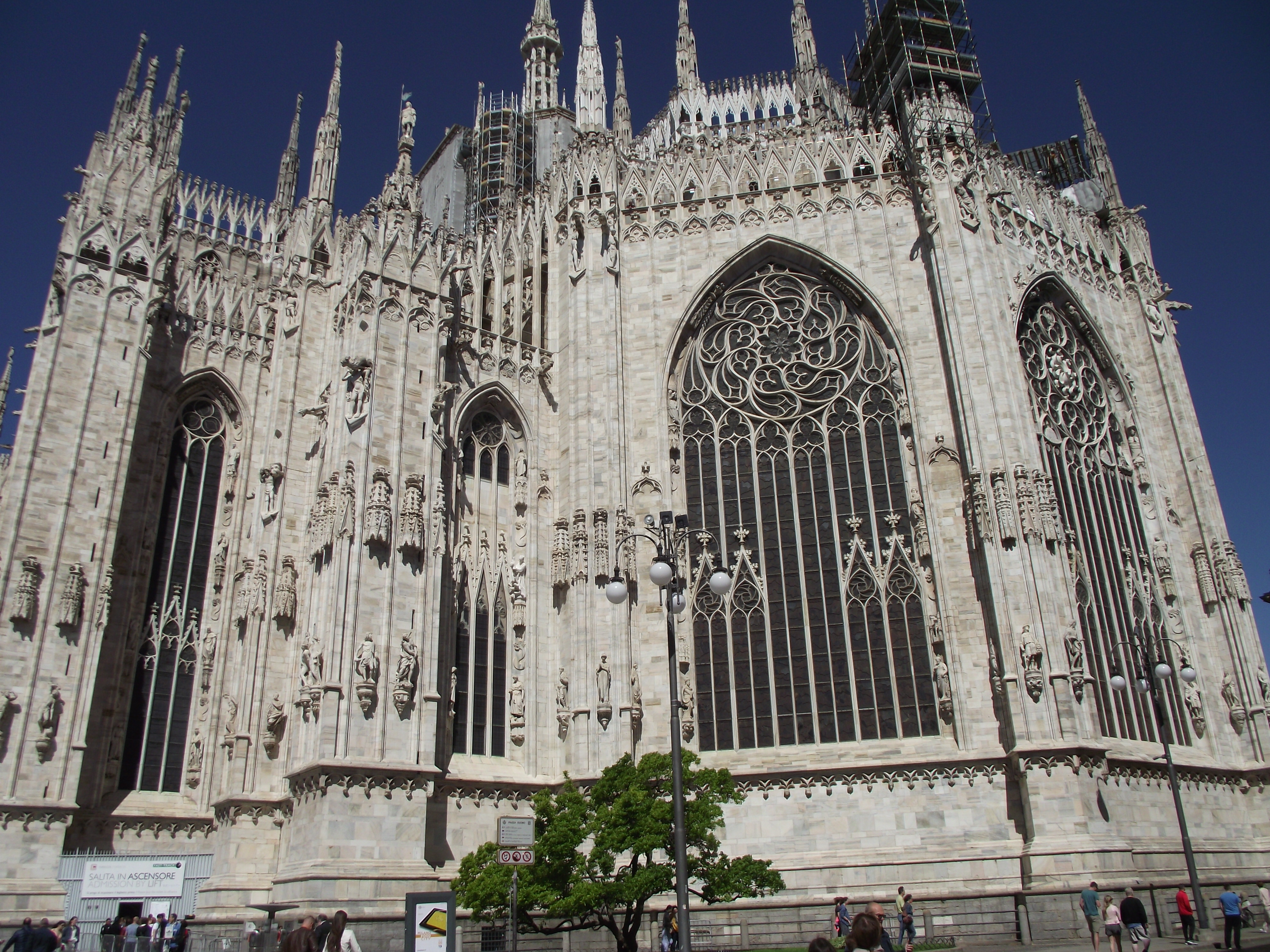
La zona absidale.

La copertura a terrazze (pure in marmo) è un unicum nell'architettura gotica, ed è sorretta da un doppio ordine incrociato di volte minori. In corrispondenza dei pilastri si leva una "foresta" di pinnacoli, collegati tra di loro da archi rampanti. In questo caso i pinnacoli non hanno funzione strutturale, infatti risalgono quasi tutti alla prima metà del XIX secolo. Nei disegni antichi e nel grande modello del 1519 di Bernardo Zenale (Grande Museo del Duomo di Milano) si vede una cresta centrale che doveva evidenziare ancora maggiormente la forma triangolare, sia lungo la navata che il transetto, raccordandosi al tiburio, e che venne esclusa dal progetto nel 1836.

### Architettura esterna
La parte completata per prima è quella absidale, traforata da grandi finestroni, dove compare lo stemma di Gian Galeazzo Visconti. Le statue, i contrafforti, i doccioni e le guglie risalgono in genere dall'epoca del suo successore, Filippo Maria Visconti, fino al XIX secolo. La quattrocentesca guglia Carelli fu la prima a essere costruita.
A partire dall'abside, che è del XIV secolo, i fianchi via via sono posteriori avvicinandosi alla facciata, fino al XVII secolo. I contrafforti esterni sono coronati da guglie e legati al basamento da più fasce orizzontali. In alto si trova una cornice ad archetti polilobi su peducci con figure antropomorfe e zoomorfe. Tra i contrafforti, in alto, si trovano le finestre che illuminano le navate.
L'abside è poligonale e inquadrata dai corpi delle due sagrestie, che sono coronate dalla guglie più antiche. Illuminano l'abside tre enormi finestroni con nervature in marmo che disegnano, nell'ogiva, i rosoni (di Filippo degli Organi, inizio del XV secolo). Il finestrone centrale, con la manta dei Visconti, è dedicato all'Incarnazione di Cristo.

### Facciata

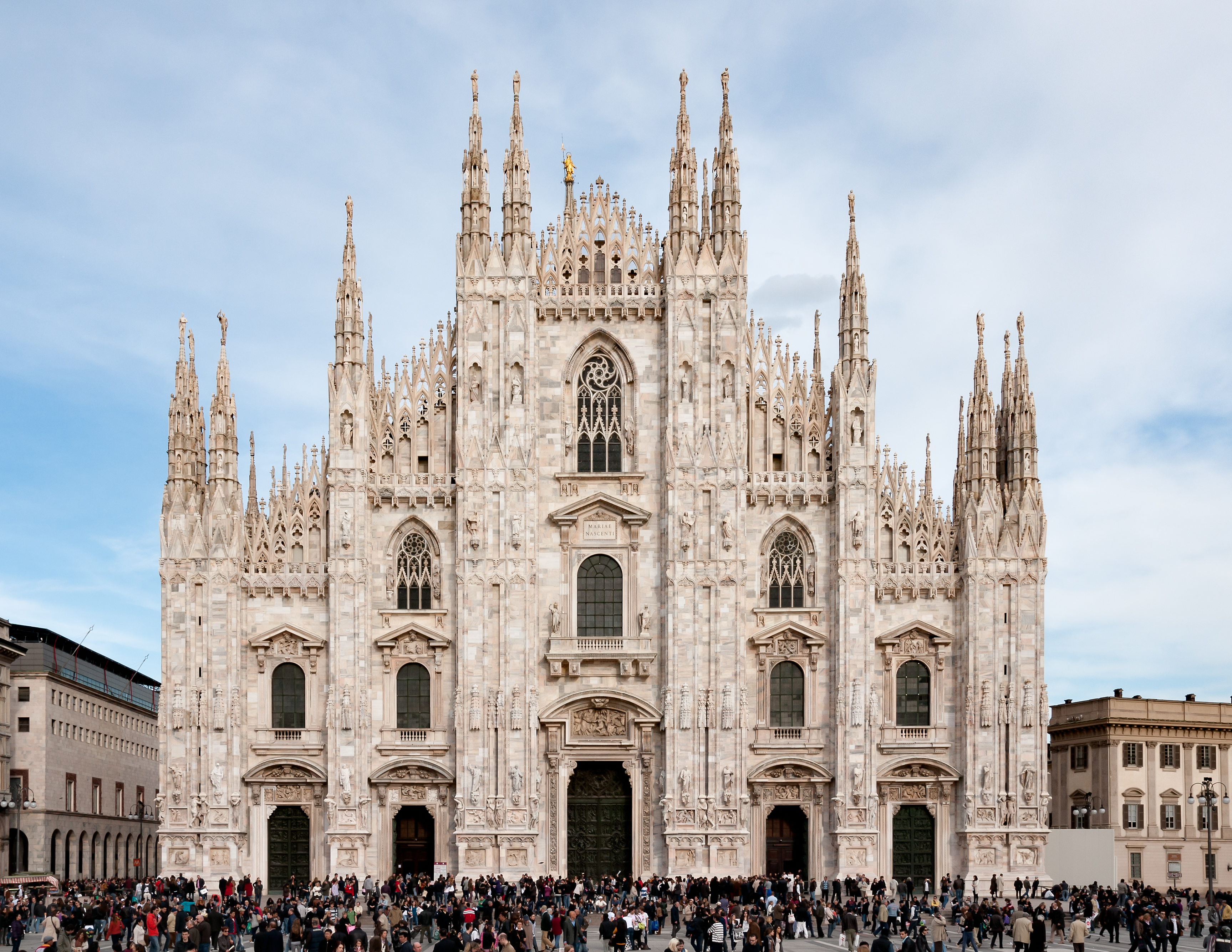
La facciata.

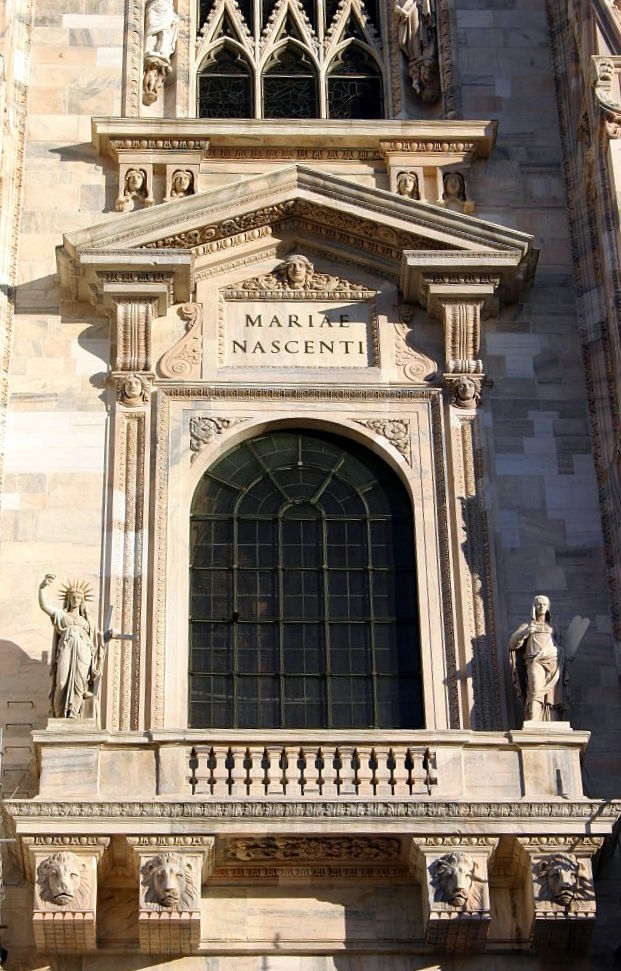
Finestrone seicentesco

La facciata testimonia di per sé la complessa vicenda edilizia del complesso del Duomo, con la sedimentazione di secoli di architettura e scultura italiana.
Cinque campiture fanno intuire la presenza delle navate, con sei contrafforti (doppi alle estremità e attorno al portale centrale) sormontati da guglie. La costruzione della facciata cominciò nel 1590, sotto la direzione dell'architetto Pellegrino Tibaldi, in stile tardomanierista, continuando poi nella prima metà del Seicento sotto la direzione del Richini e di Carlo Buzzi. Risalgono a quel periodo i cinque portali e parte delle finestre soprastanti, con il coronamento a timpano spezzato. La decorazione a bassorilievo dei portali venne scolpita ai tempi dell'arcivescovo Federico Borromeo su disegni del Cerano. I basamenti dei contrafforti centrali sono decorati da rilievi seicenteschi, con telamoni disegnati da Carlo Buzzi. I rilievi sui basamenti dei contrafforti laterali sono invece del XVIII e XIX secolo. A partire dalla metà del Seicento infatti i lavori procedettero a rilento a causa dell'acceso dibattito sulla scelta del progetto da adottare. La conclusione, in stile neogotico, avvenne a partire dal 1805 su ordine di Napoleone. A tale epoca appartengono i tre finestroni neogotici, realizzati su progetto del Soave e poi dell'Amati. Le statue di Apostoli e Profeti sulle mensole sono tutte ottocentesche. Del primo decennio dell'Ottocento sono le due statue neoclassiche che ornano la balaustra del finestrone centrale, la Legge mosaica dell'Acquisti e la Legge Nuova di Camillo Pacetti. Alcuni studiosi sostengono che questa statua sia stata fra le principali fonti di ispirazione per la realizzazione della newyorkese Statua della Libertà. L'ultimo atto di completamento è costituito dalle porte in bronzo, novecentesche. È del 1906 quella centrale, dalle leggere linee neogotiche, mentre le altre quattro furono realizzate nel dopoguerra.
Si va dal Tardo Rinascimento del Tibaldi, al Barocco di Francesco Maria Richini, al neogotico napoleonico dell'Acquisti. Nel 1886 la 'Grande Fabbrica' indisse un concorso internazionale per un integrale rifacimento della facciata in stile gotico e nell'ottobre del 1888 la giuria scelse Giuseppe Brentano come vincitore, un giovane allievo di Boito. Il progetto, concepito a modello delle cattedrali francesi, è ancora visibile nella navata destra del Duomo. Pur essendo già ordinati i marmi e predisposti i lavori, anche a causa della prematura morte del Brentano la realizzazione del progetto venne congelata. In seguito, le forti polemiche che insorsero al momento dello smantellamento dei portali barocchi finirono per bloccarlo del tutto. L'unica parte del progetto realizzata, il portale bronzeo di Lodovico Pogliaghi, fu adattato con un'aggiunta alla cornice seicentesca.

## Decorazione

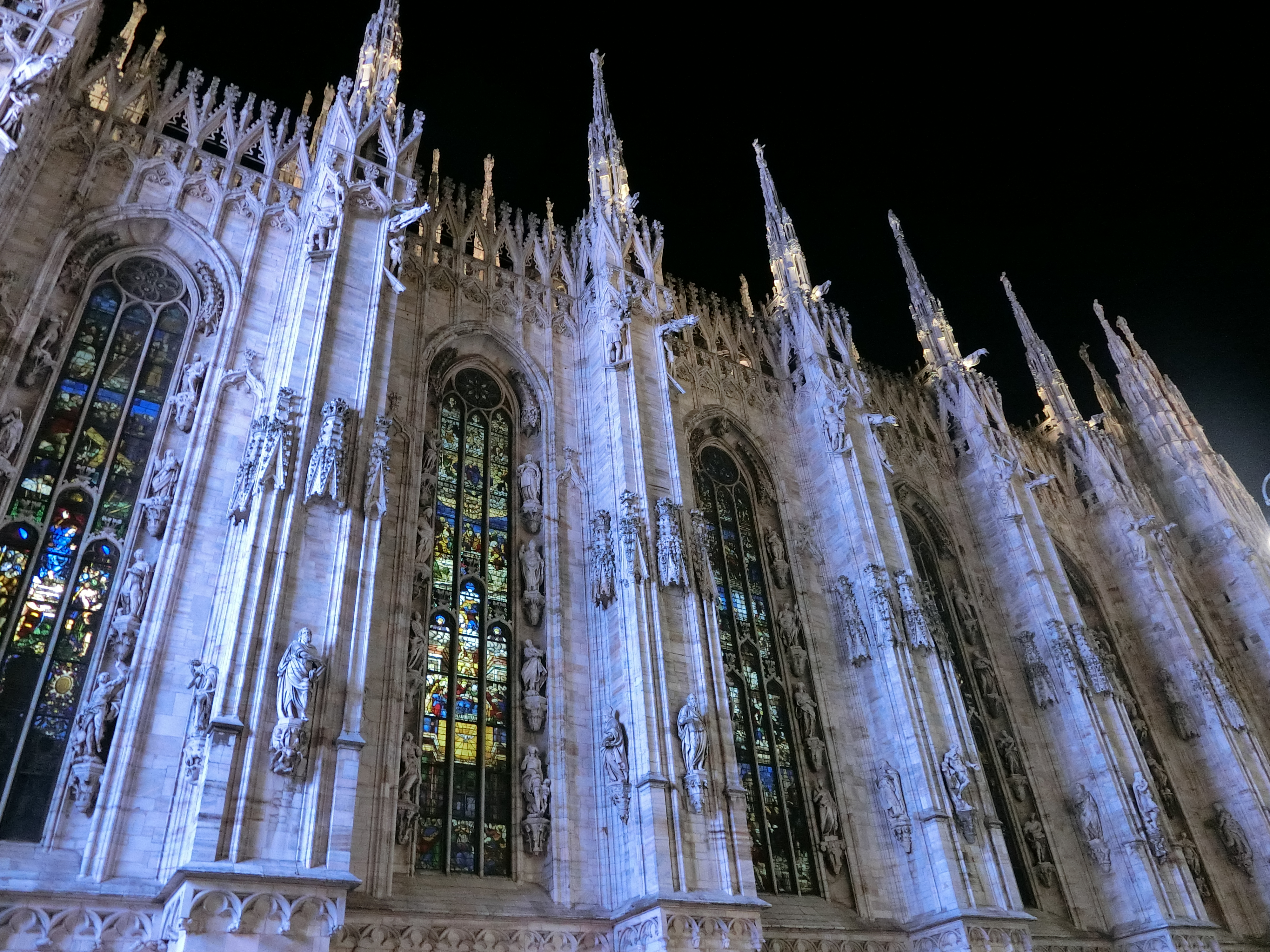
Fiancata nord

La caratteristica distintiva del Duomo di Milano, oltre alla forma di compromesso tra verticalità gotica e orizzontalità di tradizione lombarda, è la straordinaria abbondanza di sculture. A quello che è un incomparabile campionario di statuaria dal XIV al XX secolo si dedicarono maestri di diversa provenienza, soprattutto all'inizio, con esempi che vanno dai maestri campionesi ai modi secchi di Giovannino de' Grassi, per poi passare allo stile morbido e cosmopolita dei maestri boemi, renani e dello stesso Michelino da Besozzo, fino agli esempi di scultura rinascimentale, barocca e neoclassica, con anche qualche opera art déco degli anni venti e trenta del Novecento. Tra le sculture vi sono anche i portali di sacrestia, i primi ad essere scolpiti dentro il Duomo e risalenti agli ultimi anni del Trecento.
L'altro grandioso ciclo decorativo riguarda le vetrate. Il duomo contiene, con le sue cinquantacinque vetrate monumentali, una straordinaria testimonianza della storia dell'arte vetraria dall'inizio del Quattrocento alla fine del Novecento. Alla loro produzione collaborarono, nel corso dei secoli, maestri vetrai di scuola italiana, fiamminga e tedesca, spesso in collaborazione con importanti pittori che fornirono i cartoni per le vetrate, quali Giuseppe Arcimboldo, Pellegrino Tibaldi e altri.

### Decorazione della facciata

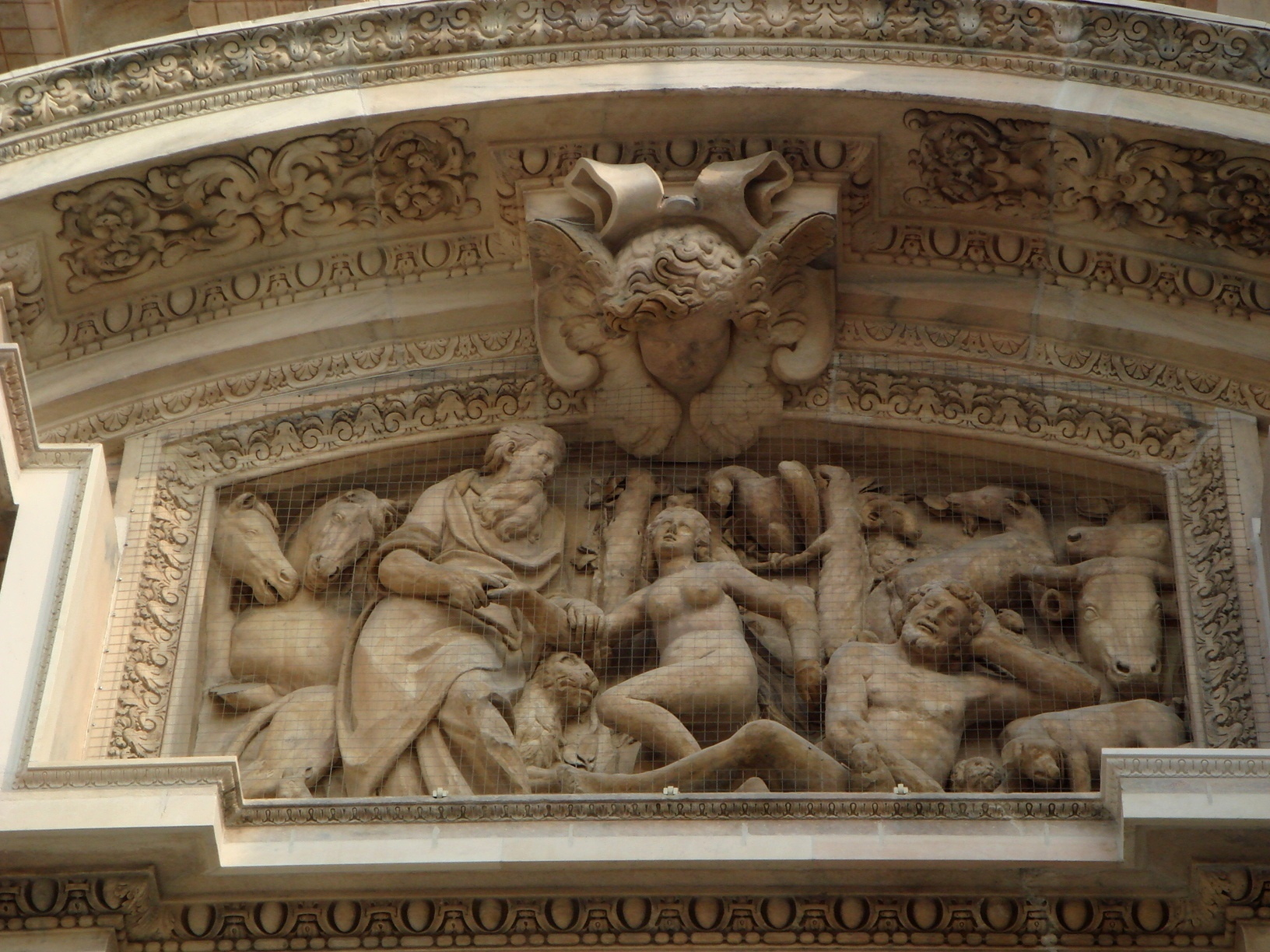
Portale centrale, Creazione di Eva

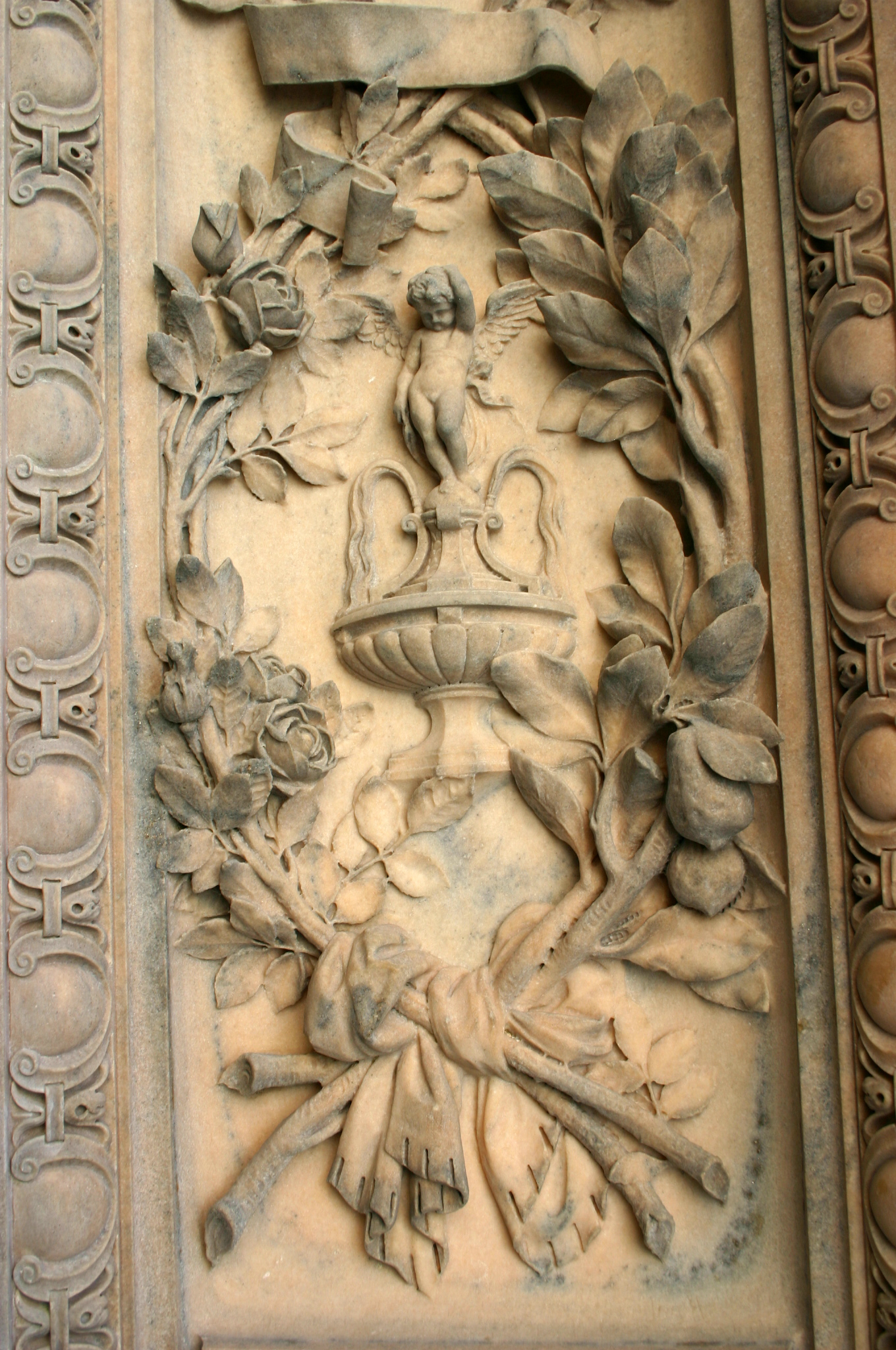
Decorazione delle paraste del portale centrale

#### Porta dell'Editto di Costantino
Sulla facciata, partendo dal basamento esterno di sinistra i rilievi ritraggono:
- Morte di Assalonne
- Sansone toglie le porte di Gaza
- Sansone sbrana il leone
- Sacrificio di Caino
- Sacrificio di Abele[11]

Il timpano del portale sinistro è decorato dai rilievi di Ester ad Assuero su disegno di Giovanni Battista Crespi detto il Cerano, mentre la Porta dell'Editto di Costantino risale al 1948 ed è opera di Arrigo Minerbi. Fu iniziata dallo scultore nel 1937 ma inaugurata solo nel dopoguerra. Il Minerbi infatti era stato allontanato a causa delle leggi razziali, essendo di famiglia ebrea. La porta è composta da dodici formelle rettangolari, oltre al fastigio superiore in mezzo al quale campeggia la figura di Costantino I. In basso sono ritratti i sei vescovi di Milano precedenti l'editto di Costantino, fra i quali si riconoscono sant'Anatalone e san Calimero. Salendo, si vedono torture e persecuzioni subite dai martiri cristiani prima dell'editto. Al centro sono quindi le tavole dell'editto, promulgato a Milano nel 313 d.C., e al di sopra la liberazione dei cristiani e la loro esultanza. In cima, l'apoteosi di Costantino.

#### Porta di Sant'Ambrogio
Il secondo basamento ha rilievi di:
- Sacrificio di Noè
- David con la testa di Golia
- Torre di Babele[11]

Il fregio al di sopra del portale mostra Sisara e Giaele, sempre disegnato dal Cerano e la porta in bronzo con rilievi sulla Vita di Sant'Ambrogio è di Giannino Castiglioni (1950).

#### Porta di Maria
Il terzo basamento ha:
- Serpente di bronzo
- Letto di Salomone
- Figure simboliche[11]

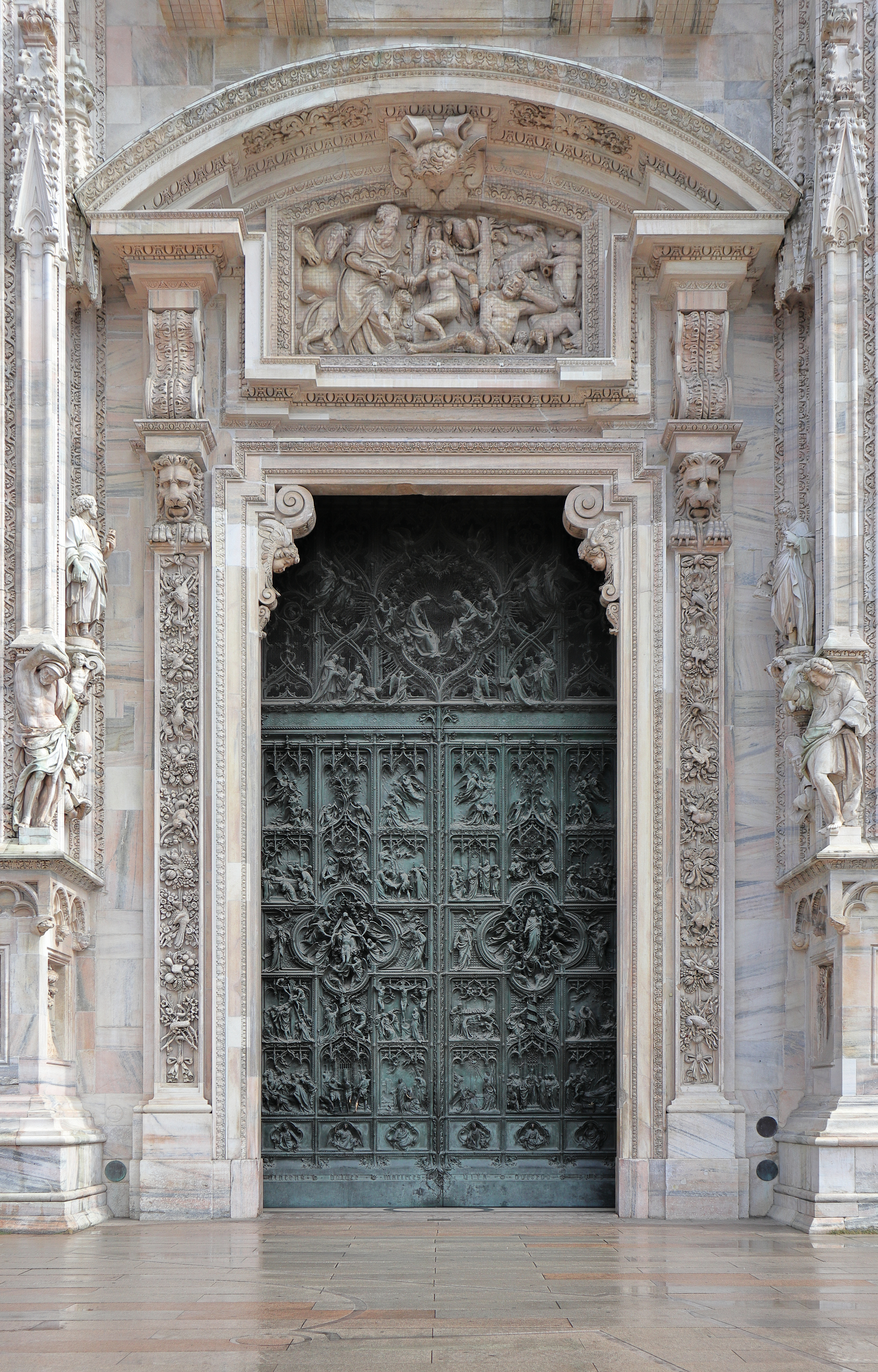
La porta bronzea centrale.

Il portale centrale ha le paraste riccamente decorate da motivi con fiori, frutta e animali, e un timpano con la Creazione di Eva, su disegno del Cerano. La porta bronzea è di Lodovico Pogliaghi e presenta Storie della vita di Maria tra rilievi floreali. Fu la prima a essere realizzata e fu inaugurata nel 1906. Essa era stata eseguita come parte del progetto di rifacimento della facciata progettato da Brentano. Quando il progetto fu abbandonato, fu adattata all'antico portale seicentesco con l'aggiunta del fastigio superiore, traforato, con L'incoronazione di Maria fra cori angelici. La porta rappresenta, sul battente di destra, gli episodi dolorosi, con al centro la Pietà, mentre a sinistra gli episodi gaudiosi, con al centro l'Assunzione. L'episodio dell'Annunciazione riporta ancora i segni di danni bellici provocati nel 1943 da un bombardamento aereo sulla città.

#### Porta della battaglia di Legnano
Nel quarto basamento il fregio marmoreo a coronamento del portale ritrae Giuditta che taglia la testa a Oloferne, disegnato dal Cerano, mentre il portale bronzeo del 1950 fu iniziato da Franco Lombardi e terminato da Virginio Pessina, con pannelli raffiguranti la Storia di Milano dalla distruzione del Barbarossa alla vittoria di Legnano.
I rilievi del quarto basamento ritraggono:
- Torre davidica
- Mosè fa scaturire le acque
- Sogno di Giacobbe[11]

#### Porta della Storia del Duomo
Il fregio del portale mostra Salomone e la regina di Saba di Gaspare Vismara, su disegno del Cerano. La porta bronzea con Episodi della storia del Duomo è di Luciano Minguzzi (1965).
Il sesto basamento, esterno a destra, ha rilievi di
- Roveto ardente
- Cacciata dal Paradiso terrestre
- Grappolo della Terra Promessa
- Mosè salvato dalle acque
- Raffaele e Tobiolo[11]

Più in alto spiccano particolarmente le grandi statue relative all'Antico Testamento di Luigi Acquisti.

### Statue esterne

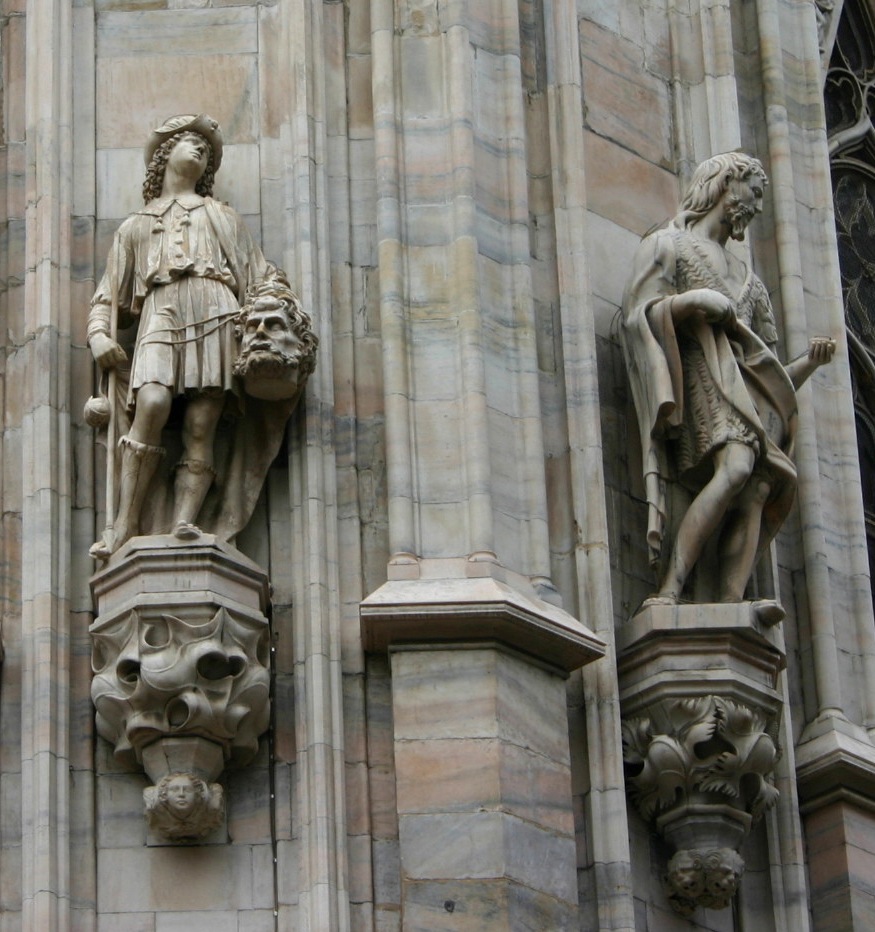
Davide con la testa di Golia e San Giovanni Battista

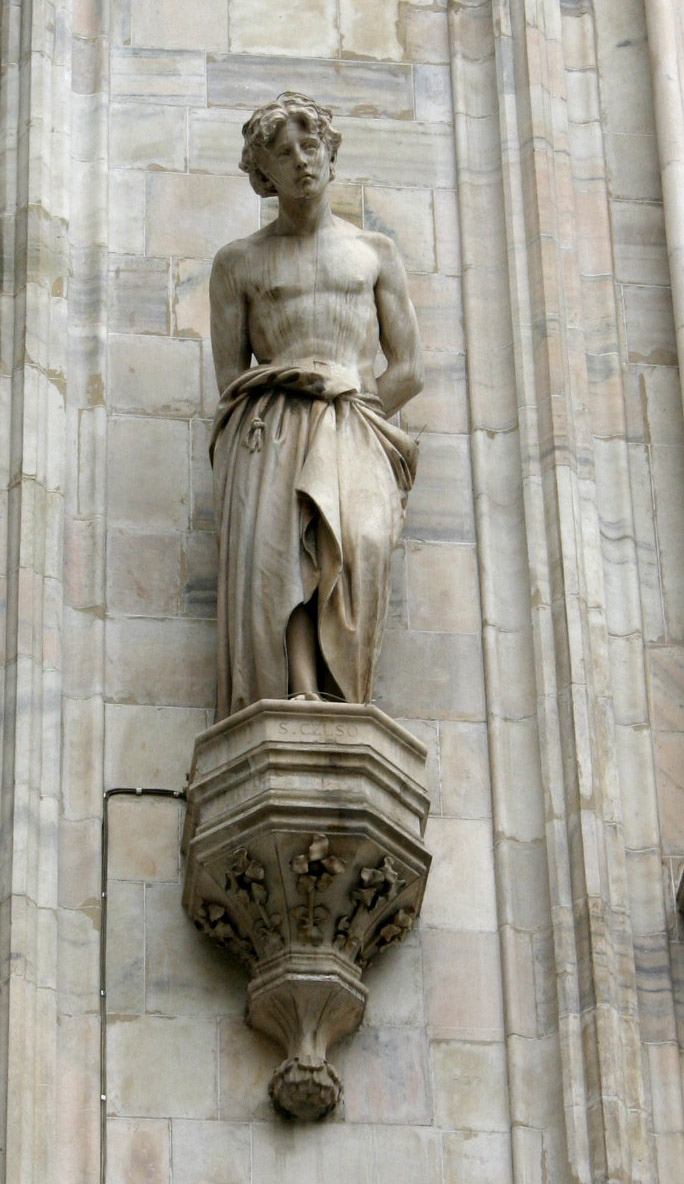
San Celso Martire

Tutto l'esterno è decorato da un ricchissimo corredo scultoreo. Sulle mensole degli sguanci delle finestre si trovano statue e busti, sui contrafforti statue coperte da baldacchini marmorei (in basso) e 96 "giganti" (in alto), sui quali svettano i doccioni figurati come esseri mostruosi. Altre statue si trovano sulle guglie, sia a coronamento che nelle nicchie. Il complesso delle sculture è una straordinaria galleria dell'arte a Milano tra il XIV e il neoclassicismo, alla realizzazione della quale parteciparono maestri lombardi, tedeschi, boemi, francesi (fra cui i borgognoni), toscani, veneti e campionesi.
Fra le statue più importanti vi sono:

#### Fianco destro
- Dal fianco destro, secondo contrafforte in basso Sant'Ambrogio di Carlo Simonetta (1649).
- Sul terzo contrafforte in alto David di Gian Andrea Biffi (1597) e al centro Figura virile di Cristoforo Solari.
- Sul settimo, in alto, Vescovo, attribuito ad Angelo Marini
- Nel transetto destro, negli sguanci tra la X e la XIV finestra si trovano una serie di mezze figure di Sante, della fine del Trecento.
- Sull'ottavo contrafforte, in alto, Costantino di Angelo Marini e al centro una notevole Maddalena di Andrea Fusina
- Sulla tredicesima finestra Santa Caterina d'Alessandria (in alto) e San Paolo (in basso) entrambe della scuola del Bambaia
- Sul quindicesimo contrafforte, in alto, San Pietro Martire della scuola di Jacopino da Tradate, e, al centro, Santo Stefano di Walter Monich.
- Sul diciassettesimo, sul capocroce destro, in alto Davide e Abigaele di Biagio Vairone

#### Abside

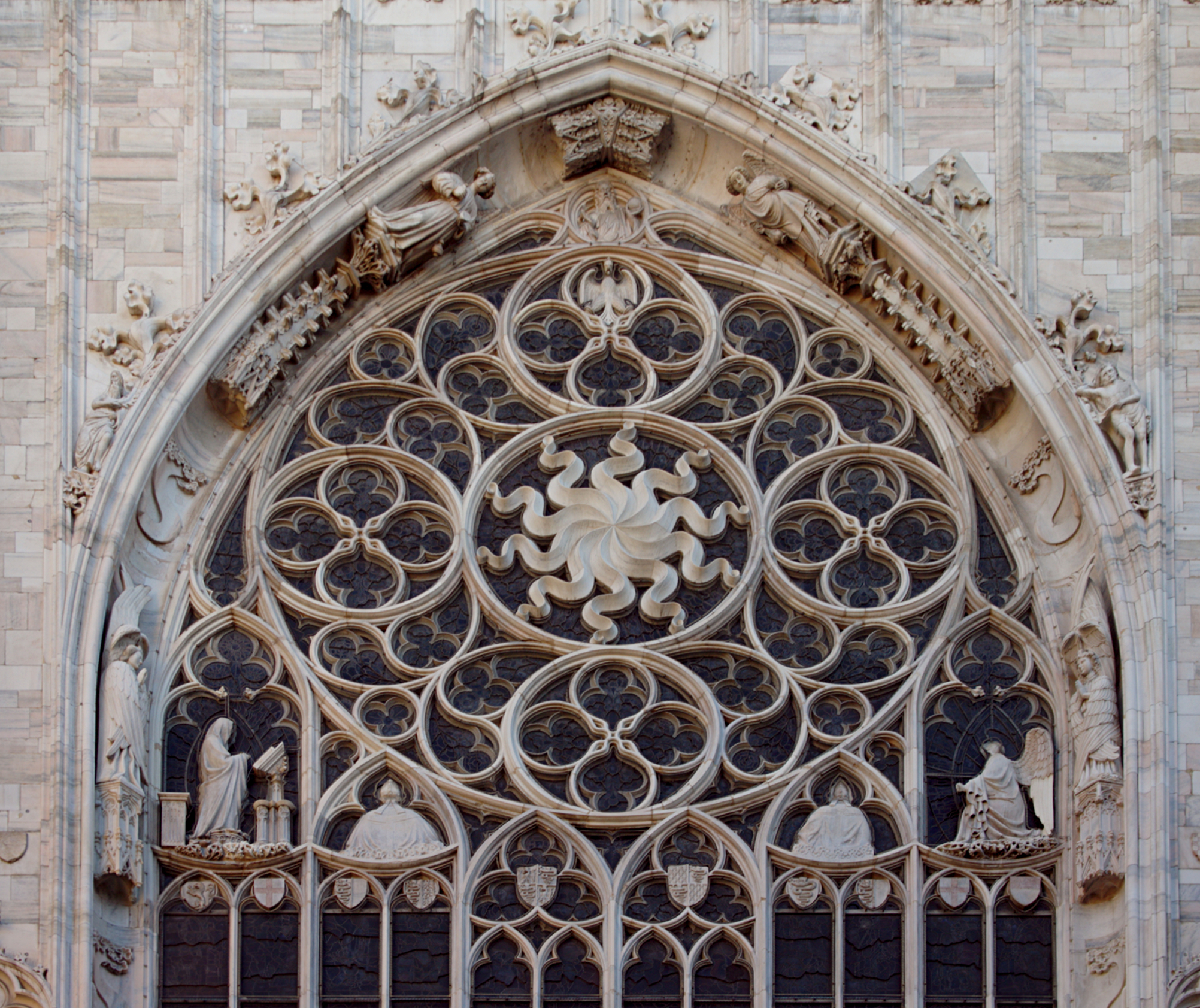
Il centro del rosone dell'abside, con la "razza" viscontea, la Trinità e l'Annunciazione

- Sul diciannovesimo contrafforte, sull'abside, al centro, San Giovanni Battista di Francesco Briosco (1514) e a destra David pure di Biagio Vairone
- Negli sguanci del finestrone mediano in basso Isachab e Joachim di scuola del Bambaia, al centro due Serafini di Pieter Monich (1403) e in alto due Angeli attribuiti a Matteo Raverti e Niccolò da Venezia (1403). Al centro del rosone si trova la "razza", stemma di Gian Galeazzo Visconti, affiancata ai lati dalle figure dell'Annunciazione, disegnate da Isacco Imbonate e Paolino da Montorfano (1402)
- Sul contrafforte venti al centro Giuda maccabeo del Fusina (1420) e in alto Nudo virile di Jacopino da Tradate (1404), la Suonatrice di corno di Giorgio Solari (1404) e il notevole Gigante di Matteo Raverti (1404)
- Sulla ventunesima finestra, in alto, le statue quattrocentesche di Adamo, Abele, Caino ed Eva.
- Sul ventunesimo contrafforte in basso Tobia, attribuito alla fine del XV-inizio del XVI secolo.

#### Fianco sinistro
- Nel capocroce sinistro, sulla ventiduesima finestra, Sibilla cumana del XVI secolo.
- Sul ventiduesimo contrafforte, al di sotto della guglia Carelli, un Profeta in alto (XVI secolo) e Salomone al centro (1508)
- Sulla ventitreesima finestra un quattrocentesco Adamo in alto e un cinquecentesco Costantino in basso
- Sulla venticinquesima finestra, nel transetto sinistro, un San Rocco (XVI secolo), San Galdino, Alessandro V, quest'ultima della scuola di Jacopino da Tradate, e un San Francesco d'Assisi (1438)
- Sulla ventiseiesima finestra alcune mezze figure di Sante di scuola borgognona e una Santa Redegonda attribuita a Niccolò da Venezia (1399).
- Sulla ventiseiesima San Bernardino della seconda metà del XVI secolo.
- Sul ventisettesimo contrafforte una Santa Rosalia di Carlo Francesco Mellone (1695)
- Sulla ventinovesima finestra le quattrocentesche statue della Maddalena, Santo monaco e San Nazario.
- Sulla trentesima San Bartolomeo della scuola di Jacopino da Tradate e mezze figure di Sante del XIV e XV secolo.
- Sulla trentunesima, in basso, Apostolo con libro, della bottega di Cristoforo Solari (seconda metà del XV secolo)
- Sul fianco sinistro del piedicroce, trentatreesima finestra, San Rocco della prima metà del XVI secolo
- Sulla trentacinquesima San Sebastiano della metà del XV secolo
- Sul trentasettesimo contrafforte, in alto, Giuditta attribuita ad Antonio Rizzo
- Sulla trentottesima finestra un Profeta della fine del XVI secolo.

### Architettura interna

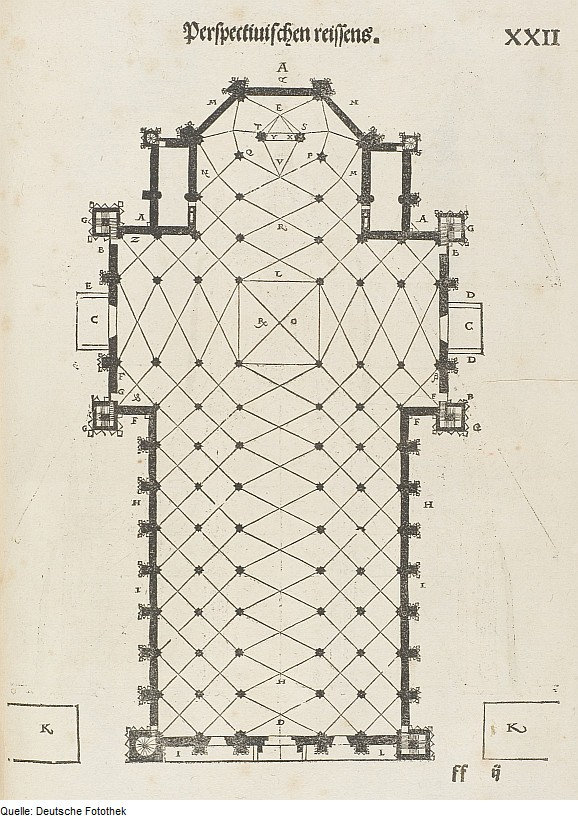
Schema della pianta e delle volte del Duomo di Milano

L'interno è diviso in cinque navate, e il transetto in tre. Il presbiterio è profondo e cinto da un deambulatorio, a fianco del quale si aprono le due sagrestie. La navata centrale è ampia il doppio di quelle laterali, che sono di altezza leggermente decrescente, in modo da permettere l'apertura di piccole finestre ad arco acuto nel cleristorio, sopra gli archi delle volte, che illuminano l'interno in maniera diffusa e tenue. Manca il triforio.
I cinquantadue pilastri polistili dividono le navate e sorreggono le volte a costoloni dipinte con un traforo gotico. Questa decorazione fu iniziata dall'abside (metà del XV secolo), proseguita nel tiburio (1501) e ancora nel XVII, fino alle integrazioni e i rifacimenti di Achille Alberti e Alessandro Sanquirico (dal 1823). Dal 1964 non è stata più reintegrata.
Molto originali sono i capitelli monumentali a nicchie e cuspidi con statue, che decorano i pilastri lungo la navata centrale, il transetto e l'abside. Alcuni capitelli sono a doppio registro, con statue di santi nelle nicchie sormontate da statue di profeti nelle cuspidi. Gli altri pilastri hanno decorazioni a motivi vegetali.

### Pavimento
Del pavimento originale medievale non esiste alcuna traccia ma secondo il celebre architetto Beltrami, poi autore di un importante rifacimento fra il 1914 e il 1920, l'attuale decorazione geometrica, commissionata in origine al Tibaldi nel 1567, risentirebbe nel disegno di un influsso di quello precedente andato perduto: infatti l'impianto geometrico, con l'eccezione dei rosoni e dei campanelli che si frappongono alle linee geometriche, richiamano un motivo tipico della fine del secolo XIV o del primo XV. Il Beltrami riconosce infatti nella decorazione del pavimento del Duomo una grande rassomiglianza con quella tipicamente tardo trecentesca che ricopre la parete di fondo del loggiato del castello di Pandino presso Cremona.
Il disegno del pavimento attuale fu commissionato il 24 luglio 1567 al Tibaldi (1527-1596) in seguito alle disposizioni emanate da San Carlo per il decoro della Cattedrale, ma i lavori iniziarono nel 1584, terminando, con variazioni, solo tra il 1914 e il 1940. Si tratta di un complesso intreccio di marmi chiari e scuri, tra i quali il nero di Varenna, il bianco e rosa di Candoglia, e il rosso d'Arzo (in origine, oggi quasi completamente sostituito dal rosso di Verona). Tibaldi definì anche gli altari laterali, i mausolei, il coro e il presbiterio (risistemato nel 1986), sulle richieste del cardinale Borromeo. L'interno oggi ha un aspetto che risente soprattutto di quest'epoca, legata al periodo della Controriforma. Nel XVIII secolo alcuni monumenti vennero trasferiti nelle campate verso la facciata, da poco completate.

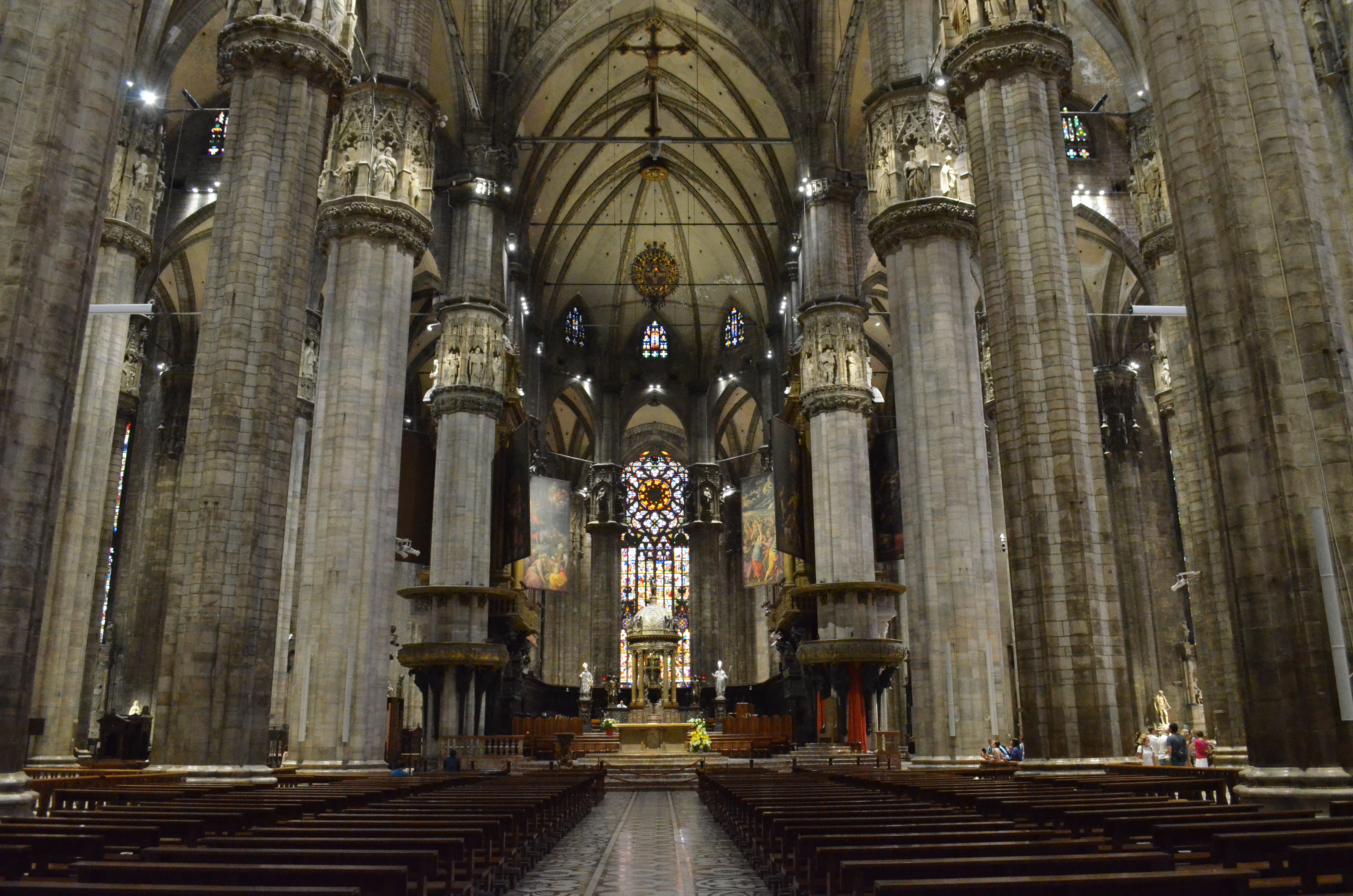
Le navate
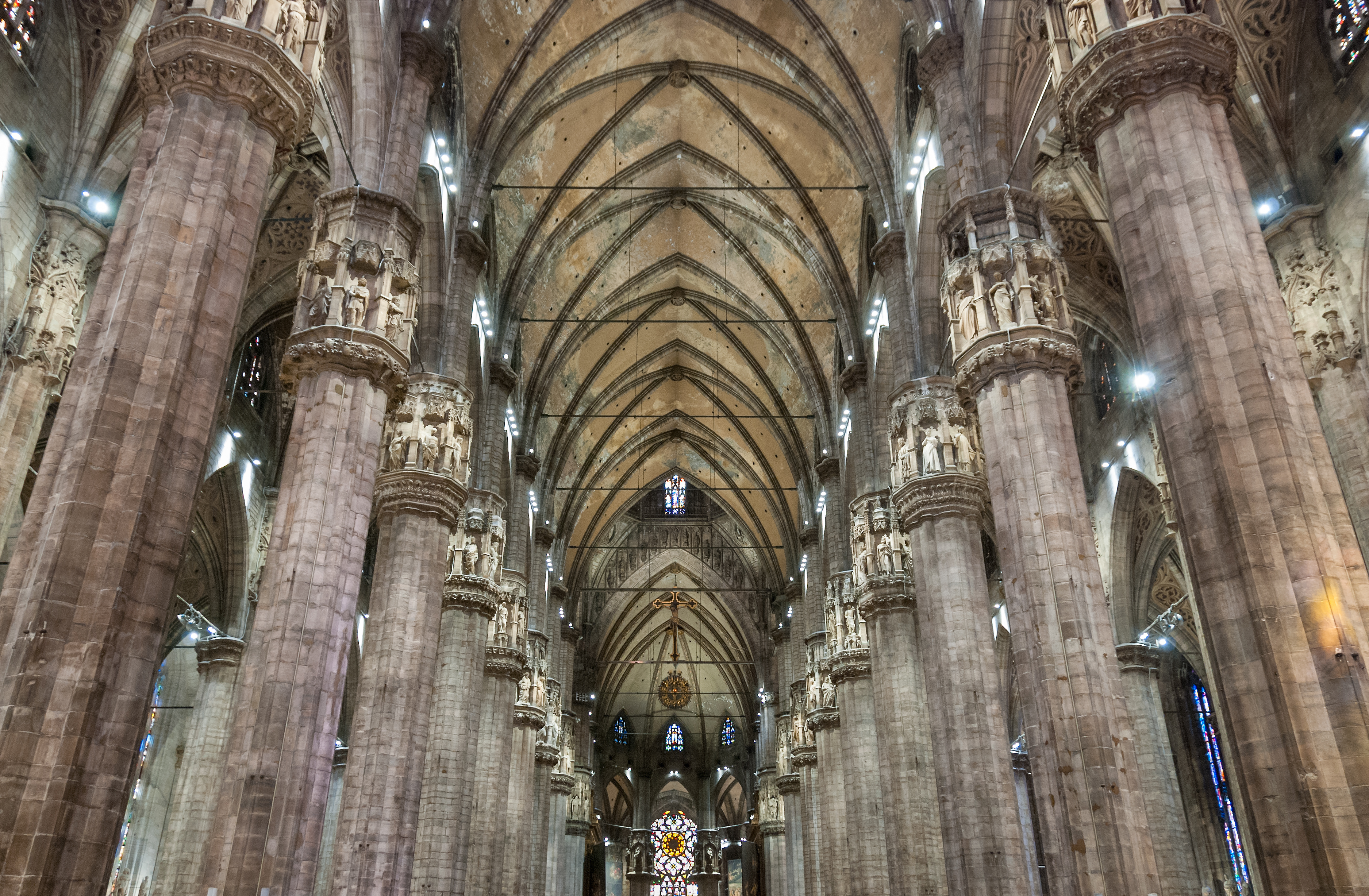
Le volte
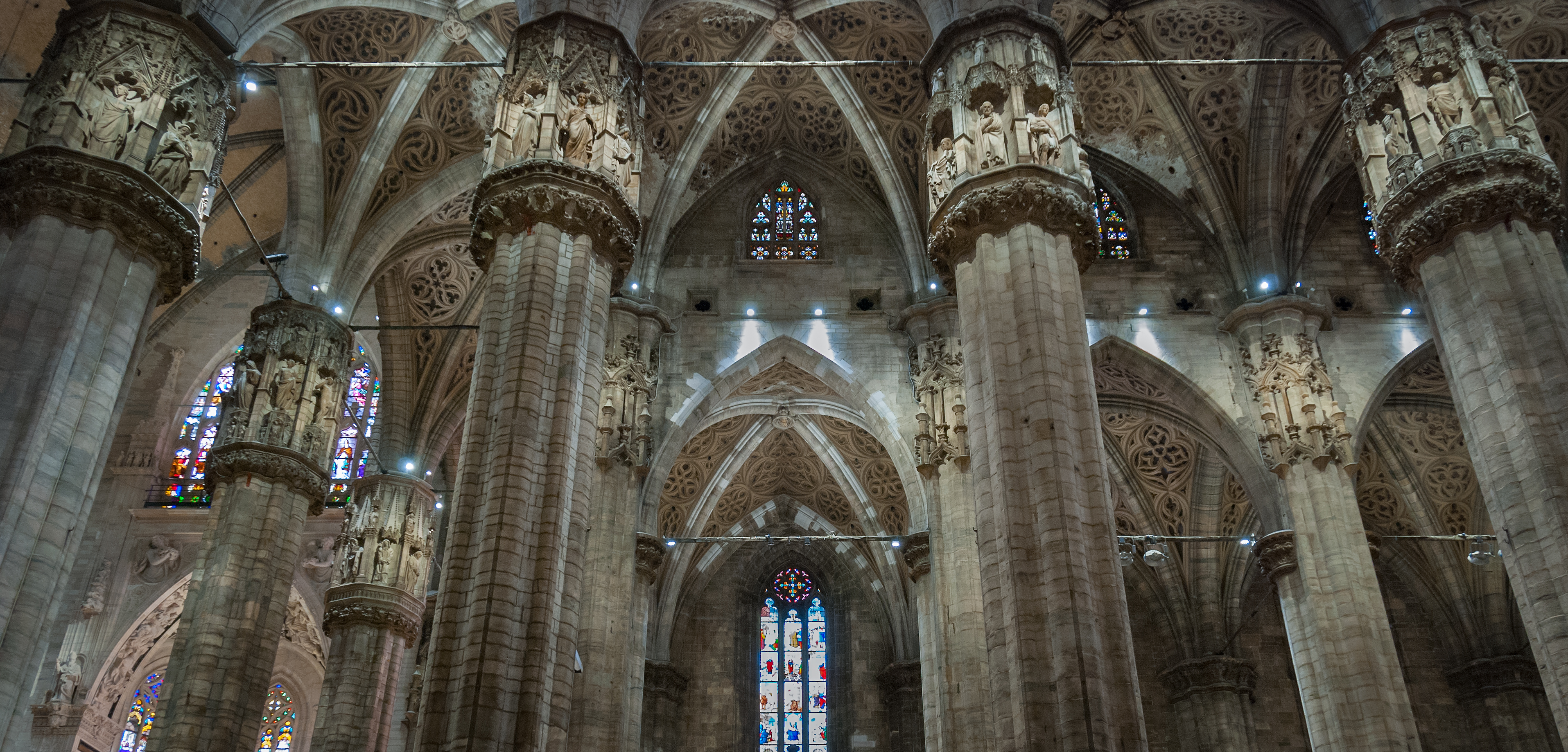
Le volte
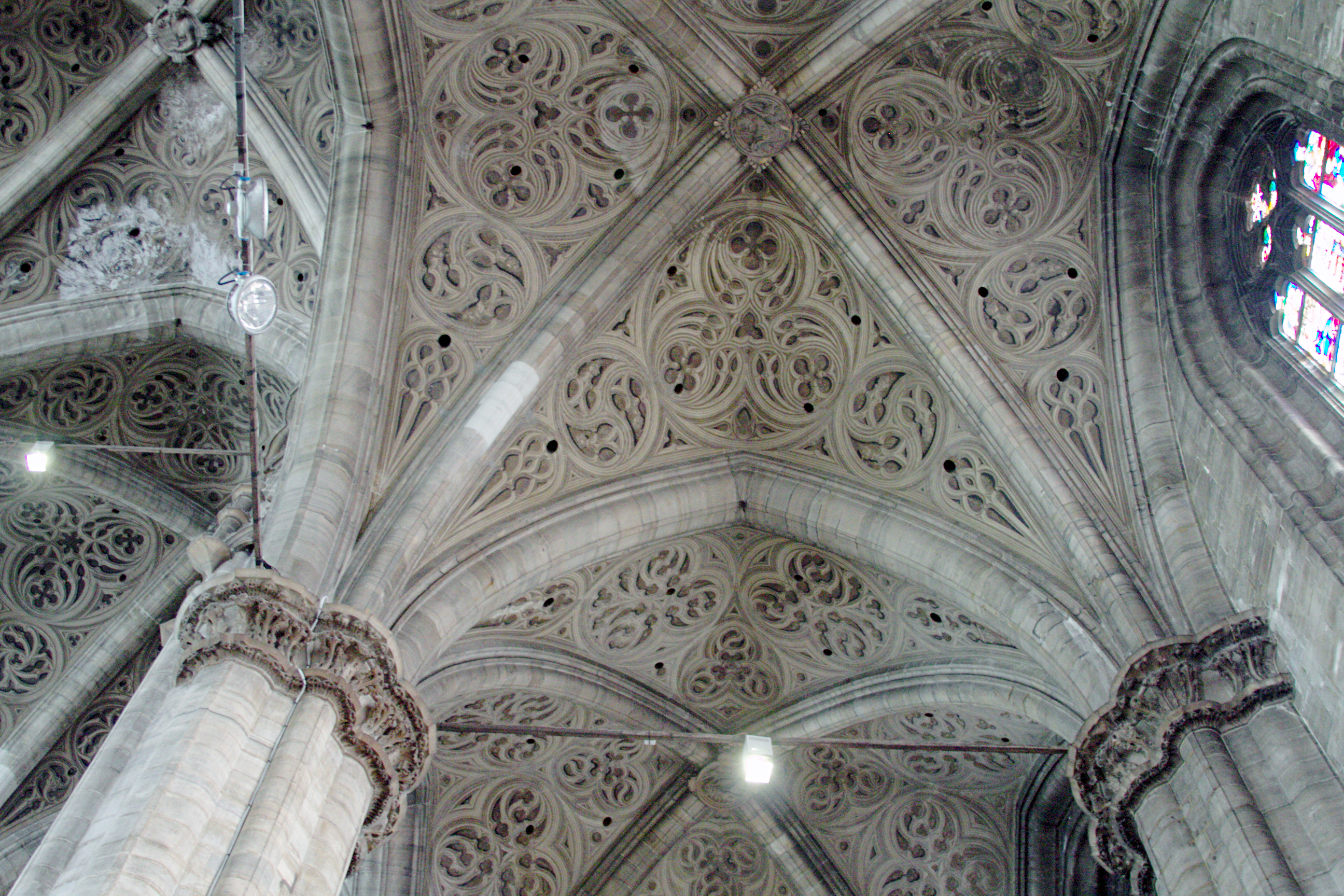
Particolare delle volte
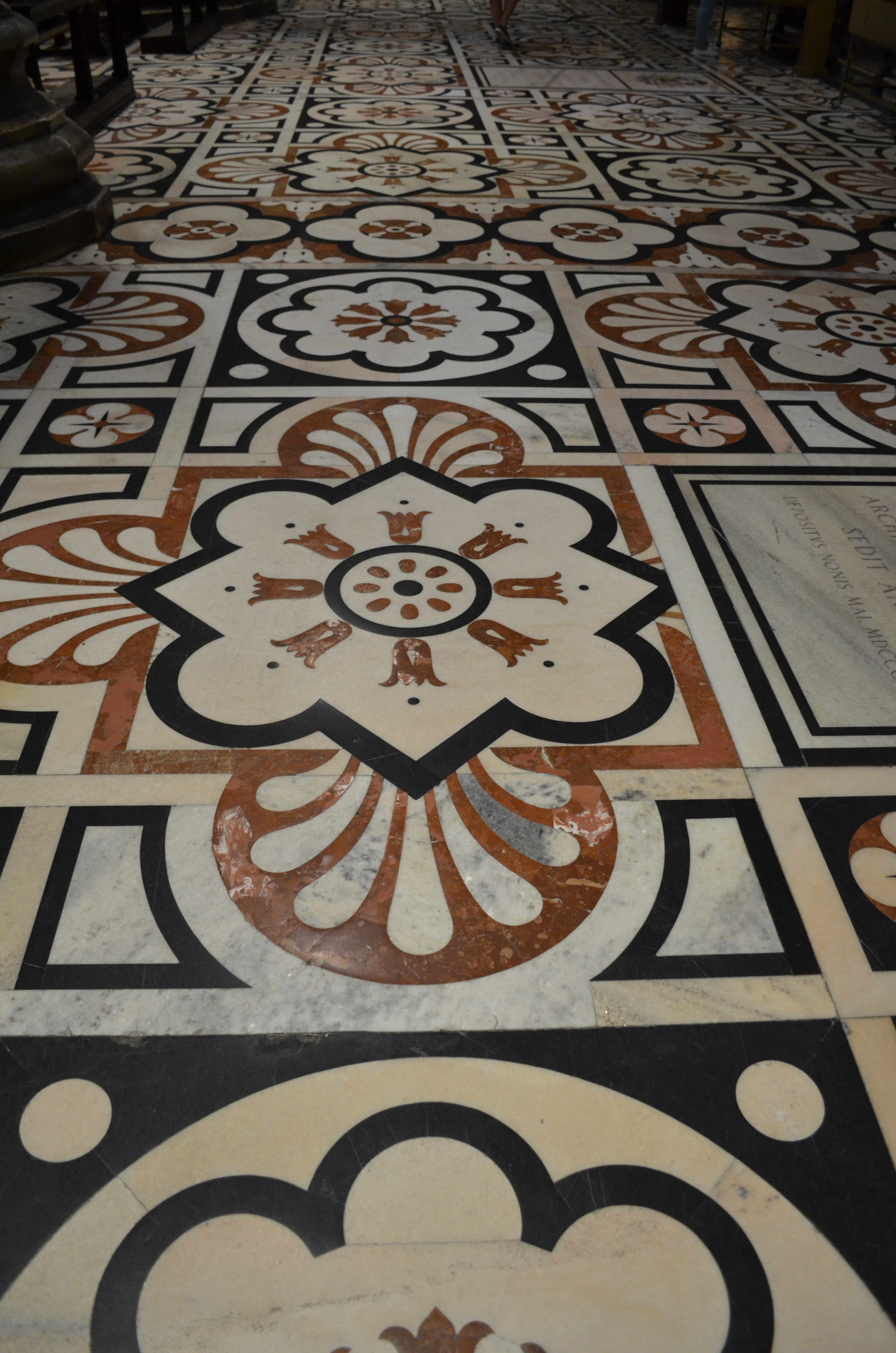
Il pavimento

### Decorazione interna

#### Quadroni di San Carlo

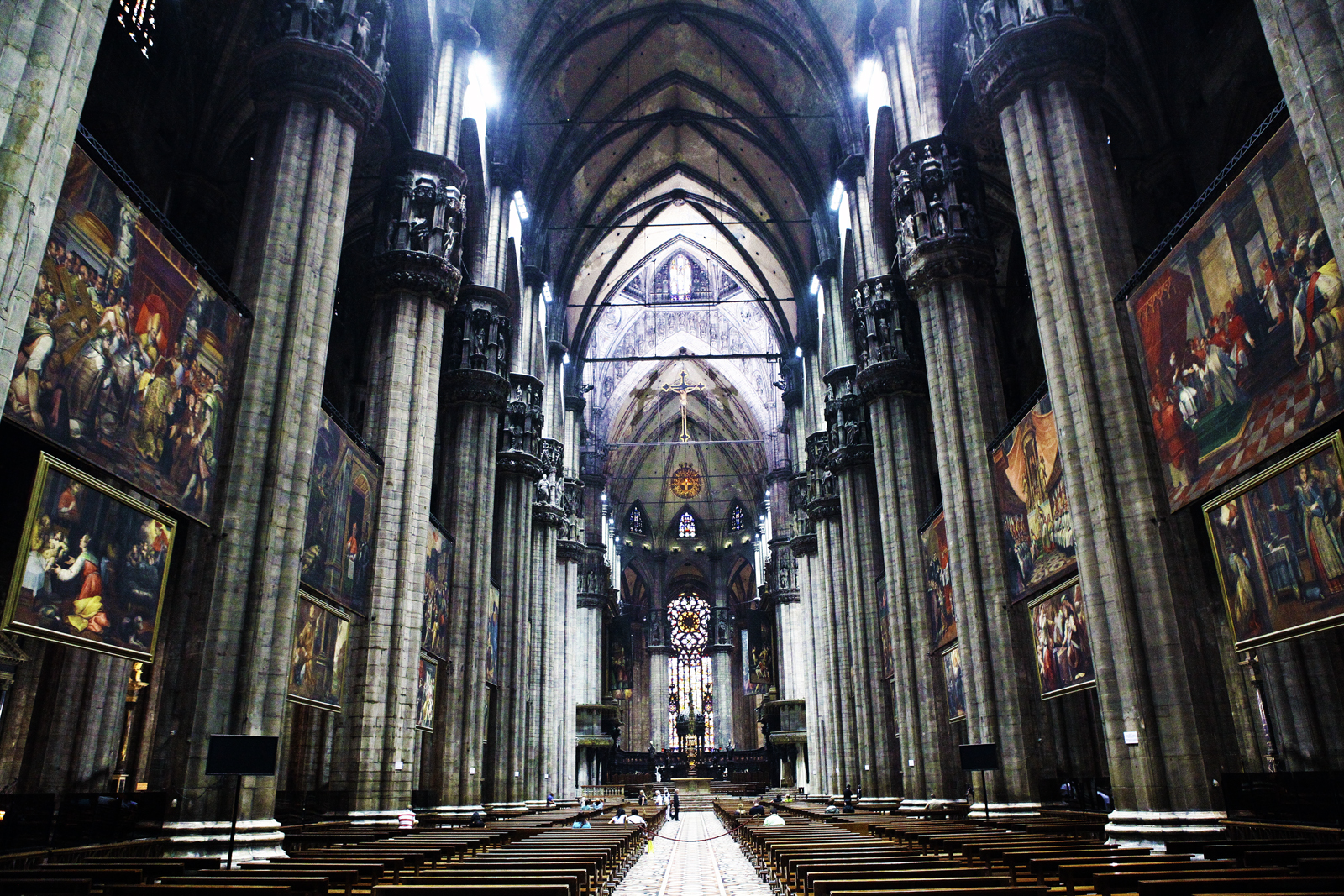
I Quadroni di San Carlo.

Nel mese di novembre, periodo dedicato a san Carlo Borromeo, (celebrato il 4 novembre) nel Duomo vengono esposti i cosiddetti "Quadroni di San Carlo", un ciclo di cinquantasei grandi tele che celebrano la vita e i miracoli del santo compatrono di Milano. Realizzate nel corso del Seicento, costituiscono il più importante ciclo pittorico del barocco lombardo.
Il primo ciclo, fu commissionato tra il 1602 e il 1604 dalla Fabbrica del Duomo, a soli diciotto anni dalla la morte del santo, ad alcuni dei più affermati pittori della Milano del tempo: il Cerano (quattro dipinti), il Duchino (7), il Fiammenghino (5), Carlo Buzzi (2), Carlo Francesco Procaccini (1), e altri. Questo ciclo comprende le 28 tele più grandi (6 metri per 4,75), che narrano i Fatti della vita del beato Carlo. A esso si aggiunse il secondo ciclo, i Miracoli di San Carlo, di altrettanti dipinti riguardanti i suoi miracoli e guarigioni. Questi quadri sono più piccoli rispetto alla prima serie e misurano approssimativamente 2,4×4,4 metri. Furono realizzati tra il dicembre del 1609 e il novembre 1610, quando san Carlo venne canonizzato. Agli esecutori del primo ciclo si aggiunse Giulio Cesare Procaccini, autore, con il Cerano, delle tele più apprezzate dalla critica.
Oltre a questa serie di teleri in epoca barocca vennero dipinte altre due grandi cicli: il ciclo del Ritrovamento della vera croce, che veniva esposto in occasione della festa del Sacro Chiodo, e il ciclo del SS. Sacramento, narrante prodigi e miracoli del SS. Sacramento. Cessata con la seconda guerra mondiale la consuetudine delle loro esposizioni, sono attualmente collocati presso il museo diocesano in Sant'Eustorgio.

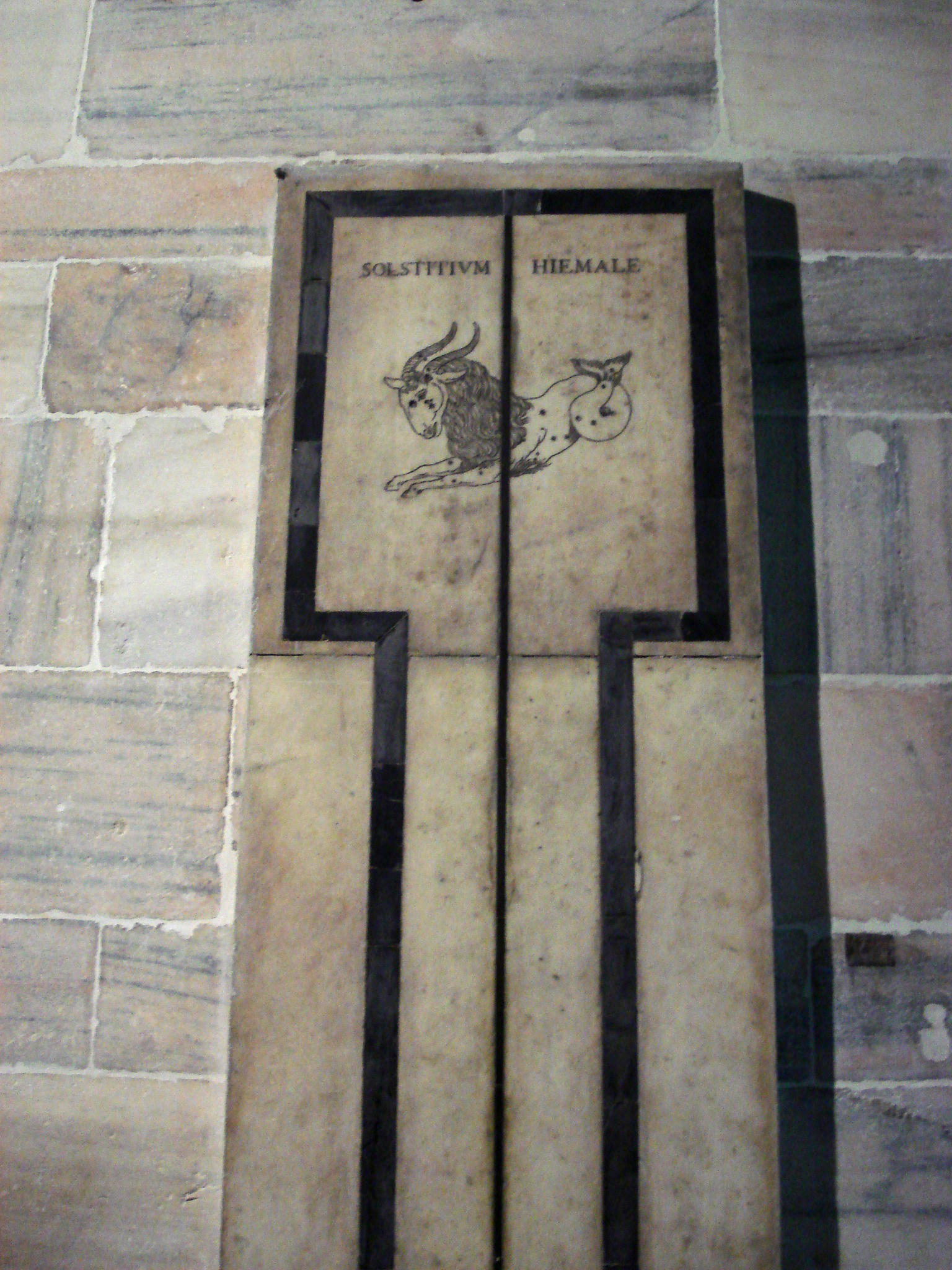
Estremità della meridiana con il segno del capricorno

#### Controfacciata
Il portale mediano, in controfacciata, venne disegnato da Fabio Mangone agli inizi del XVII secolo, ma realizzato solo nel 1820. Il coronamento presenta le statue di sant'Ambrogio e san Carlo, rispettivamente di Pompeo Marchesi e di Gaetano Monti. Sull'attico una lapide ricorda le due consacrazioni, del 1418 e del 1577. Le vetrate dei finestroni classicheggianti del primo livello sono del XIX secolo, realizzate dai fratelli Bertini, con san Carlo, sant'Ambrogio e san Michele, mentre è di Mauro Conconi santa Tecla. Quelle dei finestrini neogotici sono degli anni cinquanta del XX secolo, realizzate dall'ungherese Hajnal, recuperando i vivi colori della tradizione medioevale. Rappresentano, ai lati, la Chiesa e la Sinagoga, mentre al centro la Trinità con un'insolita iconografia. L'Assunta nella vetrata centrale fu realizzata su cartoni di Luigi Sabatelli.

#### Meridiana
In vicinanza dell'ingresso del Duomo si trova la meridiana con il simbolo del capricorno, composta da una striscia d'ottone incassata nel pavimento che attraversa la navata e che risale per tre metri sulla parete di sinistra (a nord). Sulla parete rivolta a sud, a un'altezza di quasi 24 metri dal pavimento, è praticato un foro attraverso il quale, al mezzogiorno solare, un raggio di luce si proietta sulla striscia del pavimento. Per evitare che in alcuni giorni dell'anno il foro d'ingresso della luce finisca in ombra, sul lato sud della chiesa manca l'archetto marmoreo. Ai lati della linea metallica sono installate delle lastre di marmo indicanti i segni zodiacali con le date di ingresso del sole.
Lo strumento fu realizzato nel 1786 dagli astronomi di Brera, restaurato più volte e modificato nel 1827 in seguito al rifacimento del pavimento del Duomo.

#### Navata esterna destra

##### Monumenti funerari

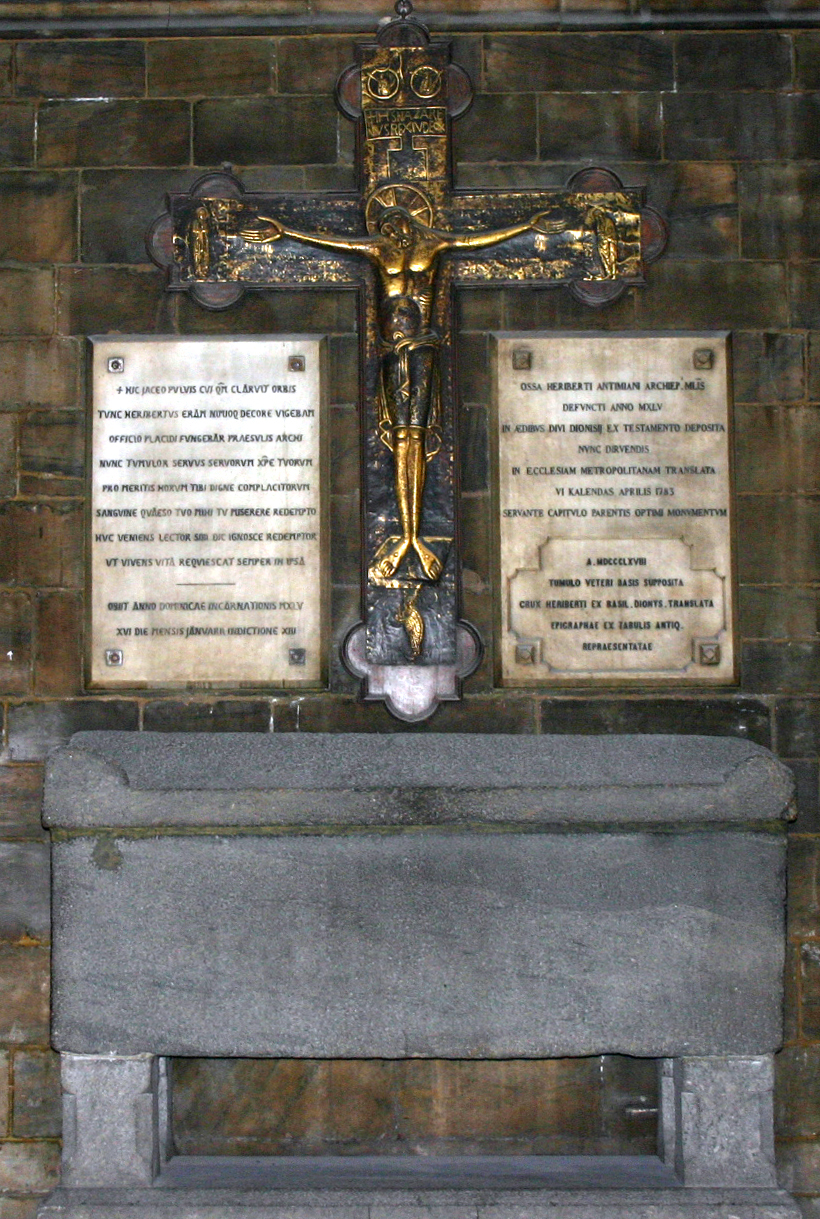
Tomba di Ariberto da Intimiano

Nella prima campata della navata esterna destra si trova il sarcofago dell'arcivescovo Ariberto da Intimiano (m. 1045), e resse le sorti del Comune di Milano dal 1018 al 1045 riunendo su di sé il potere temporale e vescovile sulla città. L'avello, in semplice pietra grezza di serizzo senza ornamenti, è sormontato da una copia del famoso crocifisso in lamina di rame dorato, oggi nel Museo del Duomo, donato originariamente da Ariberto al monastero di San Dionigi. La croce, pregevole opera protoromanica, reca un'immagine iconica del Cristo di gusto ancora bizantino. Sulla sommità della croce, nei due tondi, sono le personificazioni del Sole e della Luna. Al termine dei bracci trilobati della croce, sono le figure di Maria e di Giovanni, mentre ai piedi del Cristo è un'immagine dello stesso Ariberto che reca in dono il convento di San Dionigi. La croce era ritenuta dalla tradizione quella recata sul Carroccio durante la battaglia di Legnano del 1176 contro l'imperatore Federico Barbarossa.

A sinistra un piccolo marmo seicentesco riporta un'iscrizione che ricorda
La vetrata è decorata da Storie di San Giovanni evangelista, tratte dalla Legenda Aurea di Jacopo da Varazze, qui ricomposte e restaurate negli anni sessanta. La vetrata fu commissionata dal Collegio dei Notai a Cristoforo de' Mottis che la realizzò nel periodo1473-1477. È una delle più belle vetrate del pieno rinascimento conservate in duomo. Il gusto umanista che pervade gli episodi della vita del santo si manifesta negli eleganti costumi quattrocenteschi e nelle splendide architetture di gusto classico rese con rigorosa prospettiva.

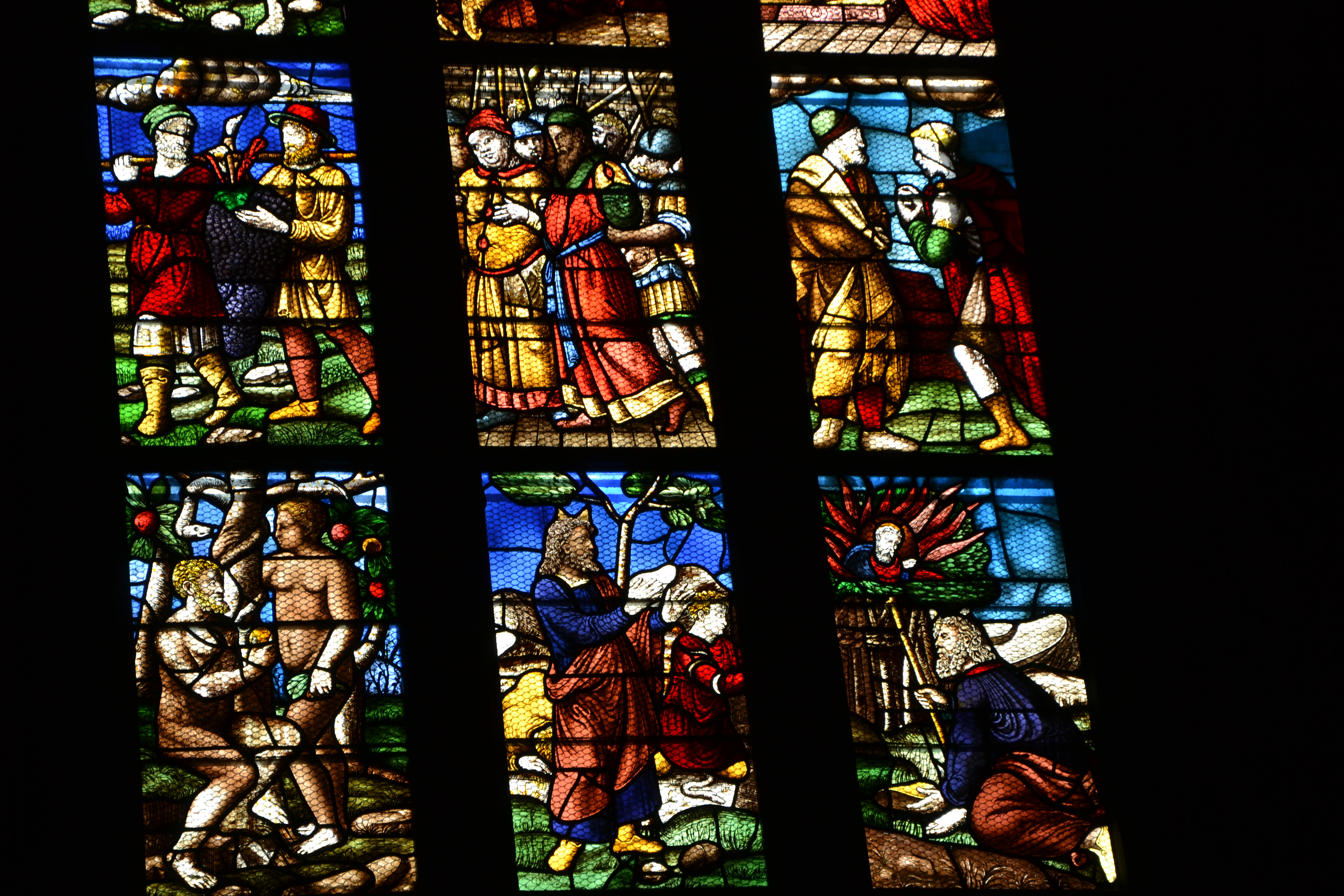
Vetrata del Vecchio Testamento, XV secolo

Nella seconda campata seguono il sarcofago dell'arcivescovo Ottone Visconti, considerato il fondatore della Signoria dei Visconti, che ebbe inizio con la battaglia di Desio del 1277 in cui l'arcivescovo sconfisse la potente famiglia dei Torriani. Successivamente nello stesso sepolcro fu tumulato anche Giovanni Visconti, discendente di Ottone, arcivescovo di Milano dal 1342 al 1354. Il monumento è opera di un maestro campionese del primo XIV secolo elevato su due colonne in marmo rosso di Verona e proveniente dall'antica basilica di Santa Tecla.
La vetrata è decorata con Storie del Vecchio Testamento di maestri lombardi e fiamminghi databili verso la metà del XVI secolo, e vetri raffiguranti la passione di Cristo ispirati alle incisioni di Albrecht Dürer. Provengono dai grandi finestroni absidali, rifatti nel corso dell'Ottocento.
Nella terza campata si trova l'elenco degli arcivescovi di Milano e una vetrata con altre Storie del Vecchio Testamento, di maestri lombardi (Arcimboldi), renani e fiamminghi (metà del XVI secolo).
La quarta campata presenta il sarcofago di Marco Carelli, un mecenate che alla fine del XIV secolo donò trentacinquemila ducati alla Fabbrica del Duomo per accelerare i lavori di costruzione. Il monumento, disegnato da Filippino degli Organi nel 1406, è un capolavoro della scultura tardogotica. Sul coperchio è rappresentato il defunto in posizione giacente secondo la consuetudine dell'epoca, mentre sui fianchi sono otto statue rappresentanti gli evangelisti e i dottori della Chiesa, scolpite da Jacopino da Tradate entro eleganti edicole suddivise da pinnacoli.
La quarta vetrata raccoglie episodi tratti dal Vecchio Testamento, realizzata da maestranze lombarde nel XVI secolo.
La quinta mostra una lapide con il progetto tardottocentesco di Giuseppe Brentano per la facciata, mai realizzato per l'opposizione incontrata alla demolizione della presente facciata che il progetto rappresentato avrebbe dovuto sostituire.
Segue a sinistra il sepolcro rinascimentale di Gian Andrea Vimercati, morto nel 1548, decorato da una Pietà e due busti di Bambaia (prima metà del XVI secolo).
La quinta vetrata "foppesca" (anche se non è opera diretta di Vincenzo Foppa), è decorata da Storie del Nuovo Testamento (1470-1475) di maestri lombardi che si ispirarono alle opere del famoso pittore con influssi della scuola ferrarese. Sviluppa, a partire dall'Annunciazione in basso fino alla Crocifissione sulla sommità, la Storia della vita di Cristo, ed è considerata una più belle e meglio conservate vetrate rinascimentali del Duomo. In essa è particolarmente evidente la tecnica a grisaille, con la quale gli antichi esecutori trasferivano sul vetro il disegno che i pittori realizzavano sui cartoni che fungevano da modello.

##### Altari del Pellegrini
Alla sesta campata vi è un altare detto di sant'Agata composto da colonne composite e frontone, opera di Pellegrino Tibaldi, dove si trova la pala di Federico Zuccari con San Pietro visita in carcere sant'Agata (1597).
La sesta vetrata è tra le poche di epoca rinascimentale a essersi conservata integralmente. Narra le Storie di sant'Eligio, patrono degli orefici. Fu infatti ordinata dal Collegio degli Orafi a Niccolò da Varallo, che la eseguì tra il 1480 e il 1489). Ciascun episodio reca in basso il titolo in latino. Le raffigurazioni sono caratterizzate da toni semplici e familiari, molti dei quali mostrano scene di vita quotidiana del XV secolo.
Nella settima campata si trova l'Altare del Sacro Cuore, pure disegnato dal Pellegrini, con una pala marmorea di Edoardo Rubino, collocata nel 1957. La vetrata, disegnata nel 1958 da János Hajnal, ricorda i beati cardinali Schuster e Ferrari, entrambi arcivescovi di Milano.
L'ottava campata presenta l'Altare della Madonna, pure disegnato dal Pellegrini, con la pala marmorea della Virgo Potens, opera di autore forse renano del 1393, detta di Jacomolo, dal nome del donatore. La vetrata con Storie di sant'Agnese e santa Tecla è opera di Pompeo e Guido Bertini del 1897-1905. Sotto la mensa di questo altare si trova il corpo del beato cardinale Alfredo Ildefonso Schuster, arcivescovo di Milano dal 1929 al 1954.

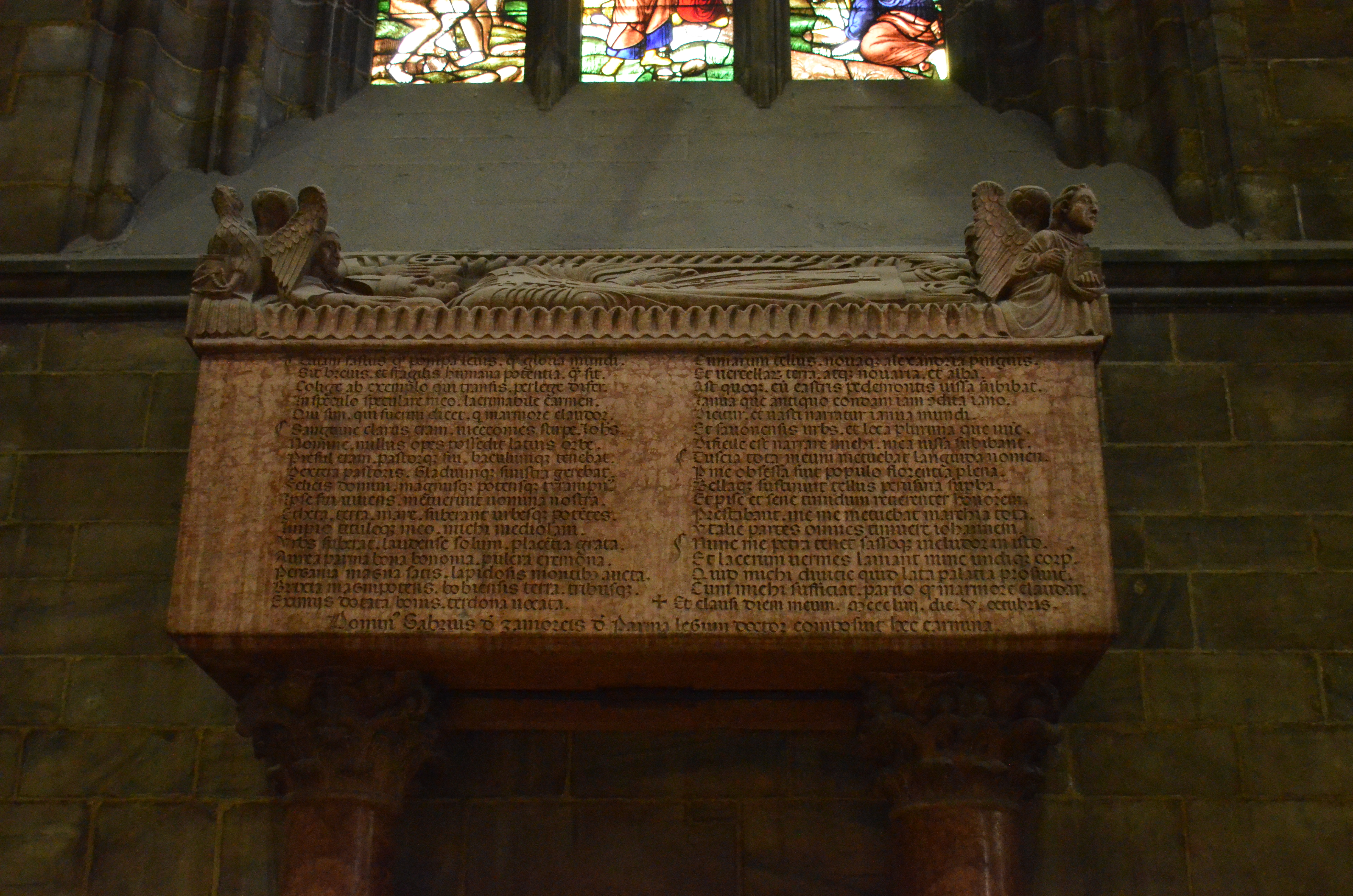
Tomba di Ottone Visconti, 1354
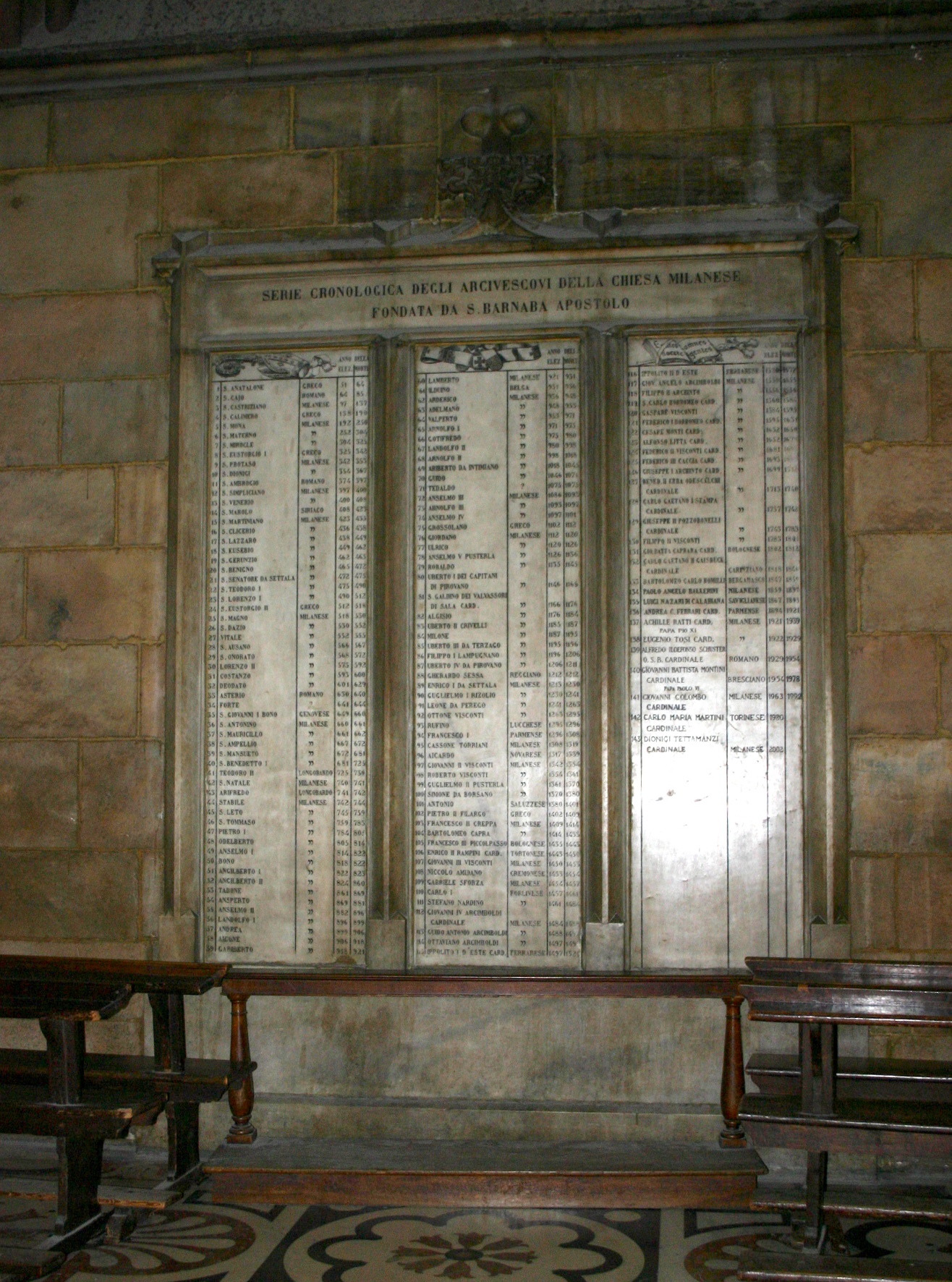
Elenco degli arcivescovi di Milano
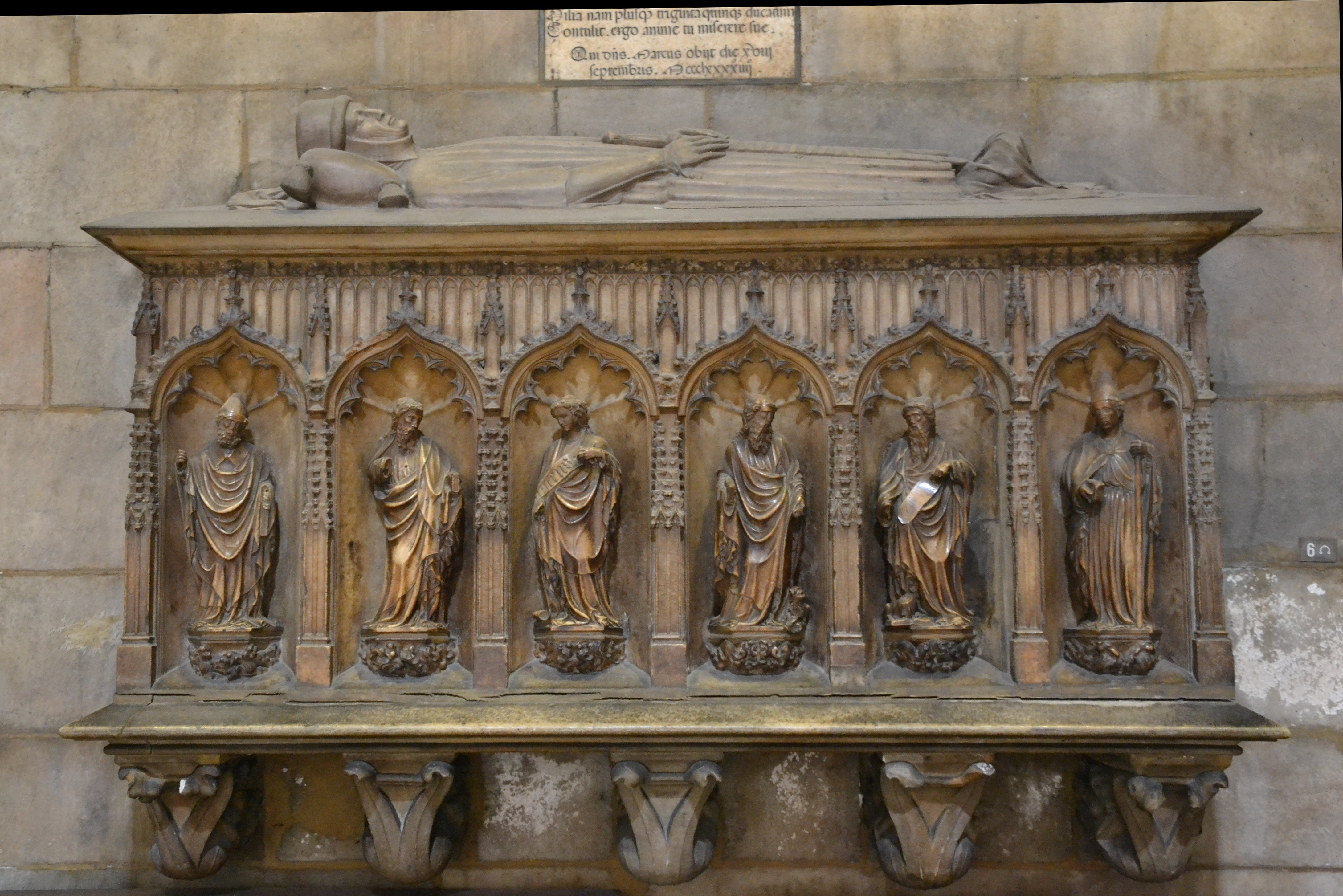
Jacopino da Tradate,Tomba di Marco Carelli (1394)
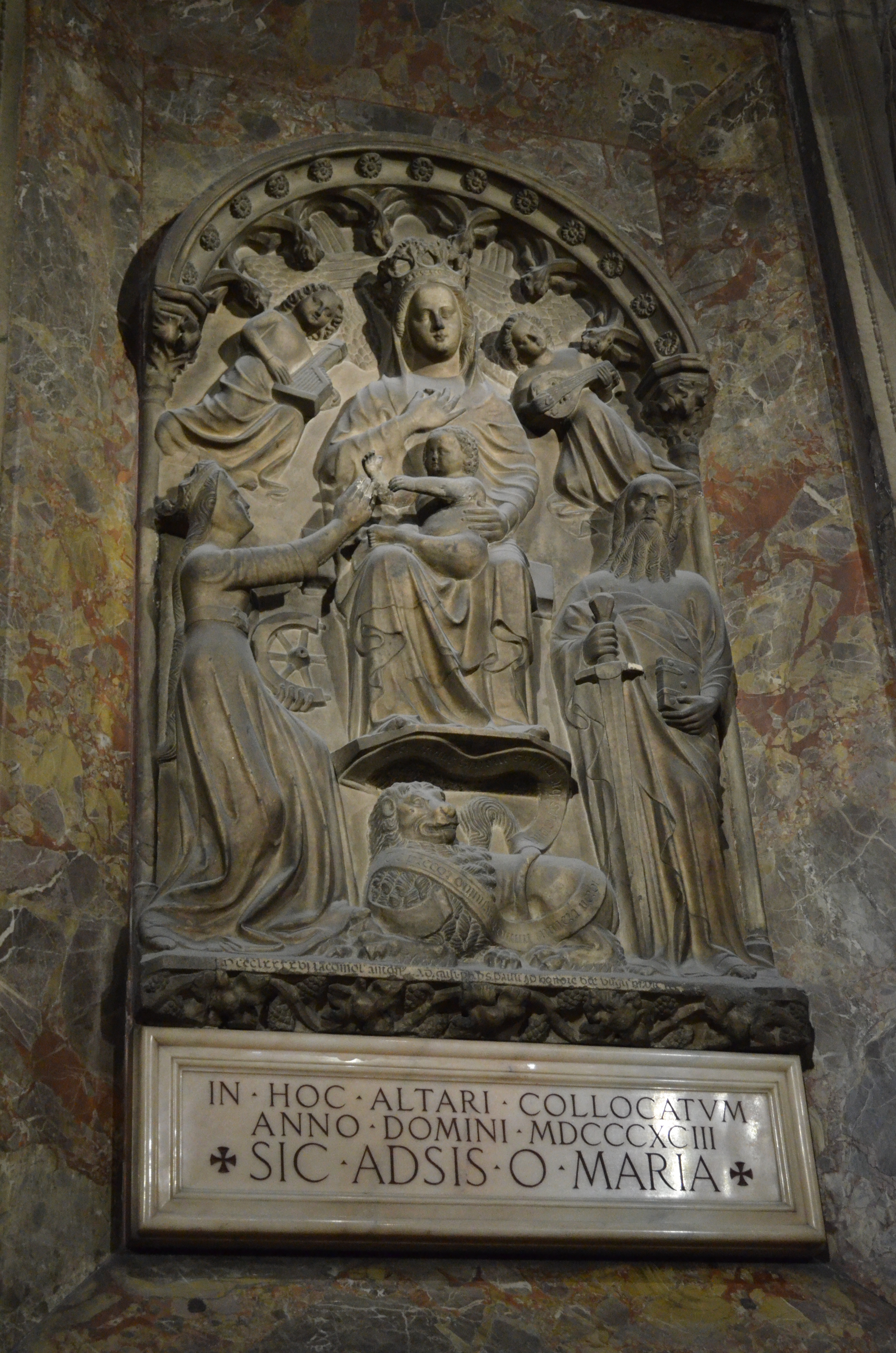
Virgo Potens, 1393
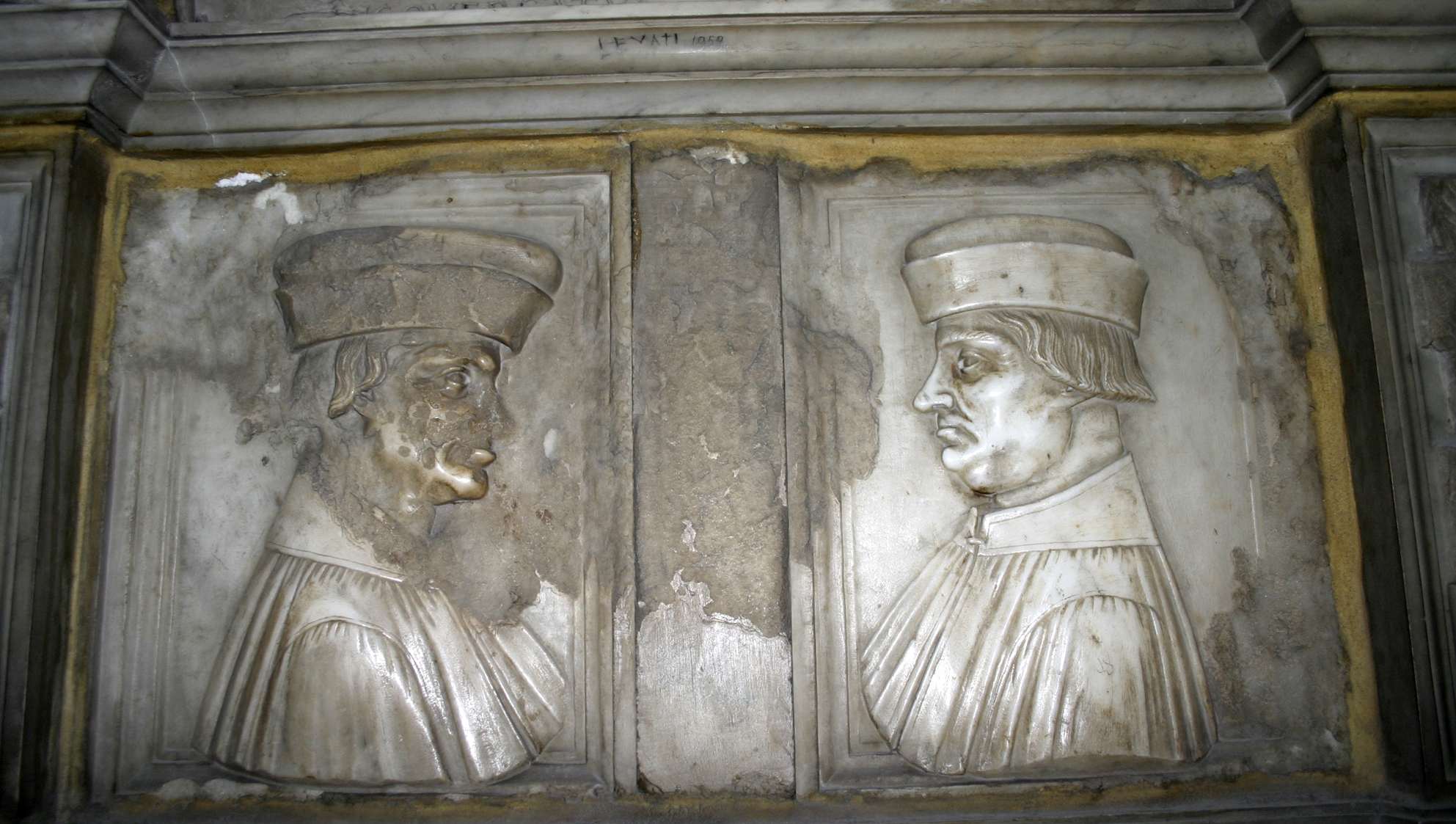
Agostino Busti detto "il Bambaia", tomba di Gian Andrea Vimercati
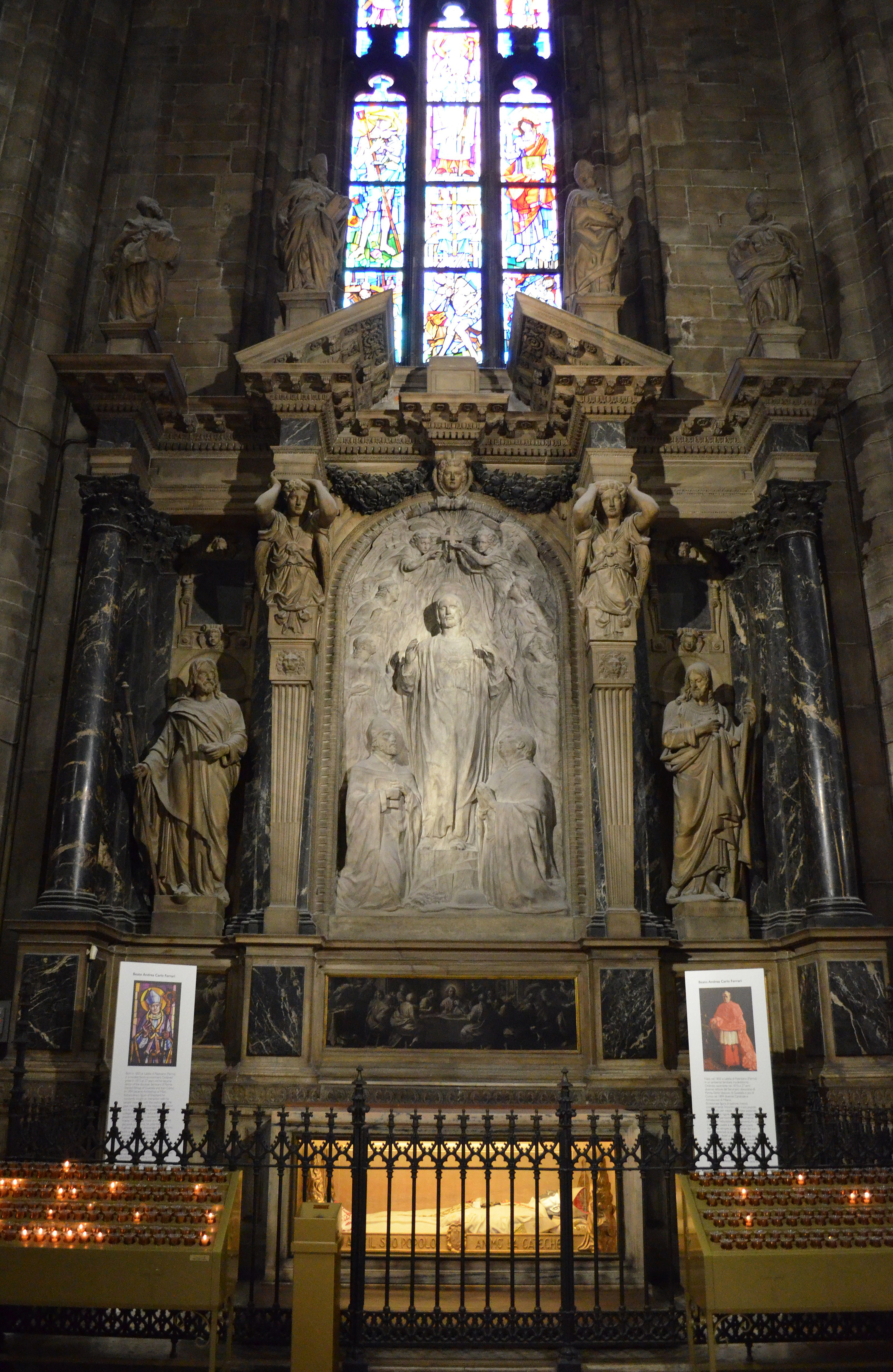
Pellegrino Tibaldi, Altare del Sacro Cuore

#### Navata esterna sinistra

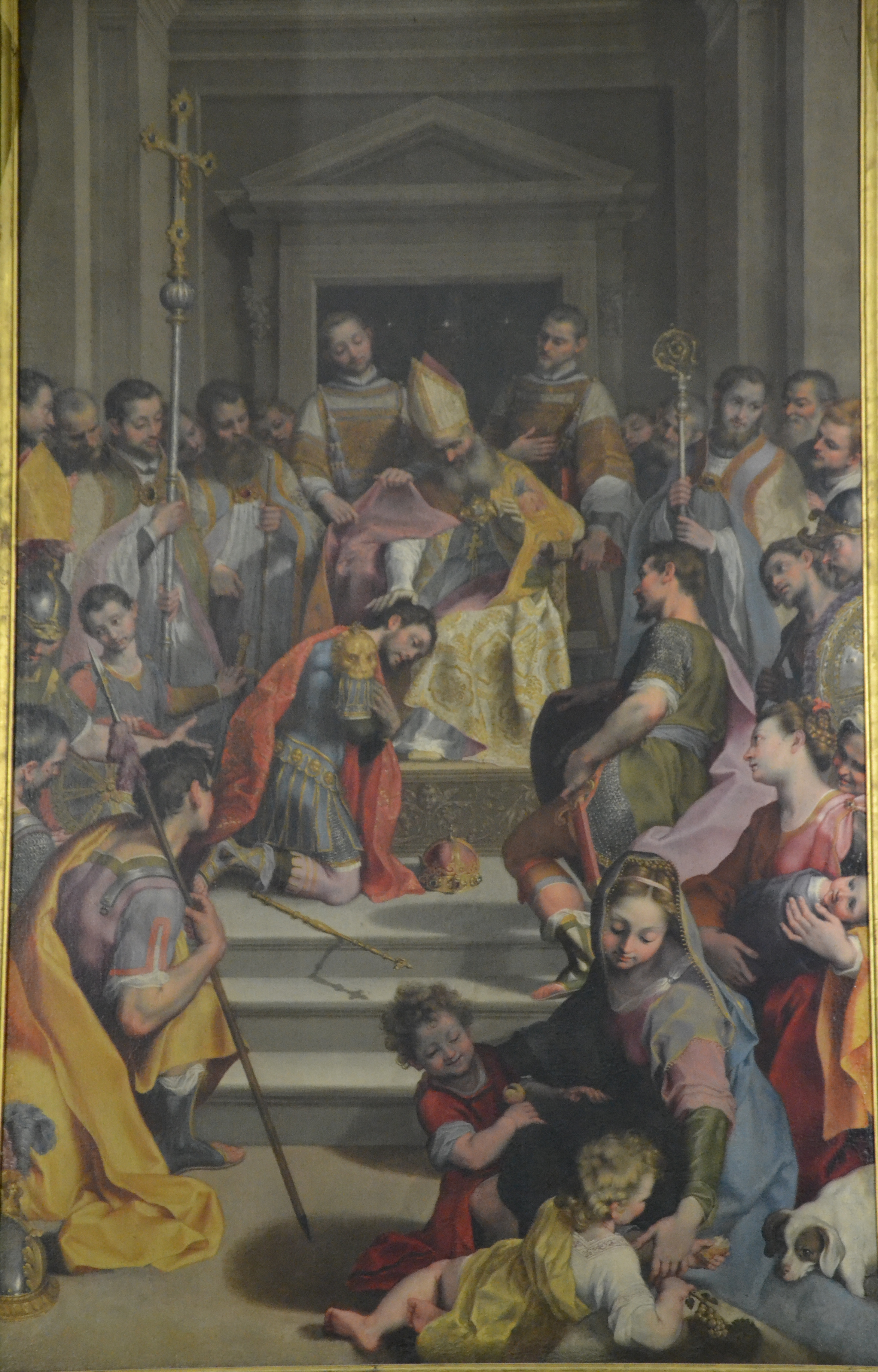
Federico Barocci, Ambrogio impone penitenza a Teodosio (1633)

Nella prima campata della navata esterna sinistra si trovano la meridiana e la vetrata con le Storie di David di Aldo Carpi (1939).
La seconda campata ospita il battistero, opera del Pellegrini, che è composto da un tempietto a base quadrata, sorretto da quattro colonne corinzie, con trabeazione e timpani sui quattro lati. Al centro si trova la vasca, composta da una sarcofago romano in porfido. Alla parete si trovano due lastre marmoree in rosso di Verona, con rilievi di Apostoli, opera probabilmente dei maestri campionesi della fine del XII secolo, proveniente da Santa Maria Maggiore. La vetrata è stata ricomposta con frammenti del XVI secolo e illustra Avvenimenti del Nuovo Testamento, facenti parte del ciclo della Passione di Cristo, proveniente dalla vetrata absidale dedicata al Nuovo Testamento rifatta nell'Ottocento.
Nella terza campata si trova il monumento agli arcivescovi Giovanni, Guidantonio e Giovannangelo Arcimboldi, attribuito a Galeazzo Alessi o a Cristoforo Lombardo (1599). La vetrata ritrae la Battaglia tra san Michele Arcangelo e il diavolo ed è di Giovanni Domenico Buffa (1939). Unica fra tutte le grandi vetrate, ritrae un unico episodio lungo i suoi 17 metri d'altezza. È caratterizzata da toni di acceso espressionismo, con i quali è descritta con grande veemenza e audacia l'assalto con cui gli Arcangeli, rappresentati in alto sotto la guida di Michele su di un destriero di un bianco abbagliante, precipitano i demoni tra le fiamme dell'inferno.
Nella quarta campata è interessante la vetrata con le Storie dei Santi Quattro Coronati, opera manierista eseguita su disegno di Pellegrino Tibaldi nel 1567. Sono tuttora conservati presso la Pinacoteca Ambrosiana i cartoni di mano del Pellegrini, che Corrado Mochis traspose su vetro. Nella posa teatrale delle vigorose figure che animano gli episodi della vita dei santi, si manifesta chiaramente la derivazione romana dello stile del Tibaldi, e in particolare l'ascendenza michelangiolesca delle possenti rappresentazioni. Sono riportati, dal basso, il Miracolo degli scalpelli, il Battesimo in carcere dei quattro scultori convertiti, I quattro santi al lavoro, il Giudizio dei quattro santi, il Martirio davanti all'imperatore Diocleziano.
La quinta conserva il rifacimento del 1832 dell'edicola della Tarchetta dell'Amadeo, i cui frammenti originali sono oggi al Castello Sforzesco. La vetrata cinquecentesca è dedicata alle Glorie della Vergine. Fu realizzata da Pietro Angelo Sesini e Corrado de' Mochis su cartoni di Giovanni da Monte, allievo di Tiziano. Uno degli episodi reca ancora la firma dell'artista (G.M.F., Giovanni da Monte fecit). Come altre vetrate manieriste eseguite durante l'episcopato di Carlo Borromeo, dilata gli episodi rappresentati su più antelli, accrescendone la monumentalità. Chiara è la derivazione da Tiziano in molte scene, quali celebre Assunta dei Frari. Sono raffigurati, dal basso, la Pentecoste, il Transito e l'Assunzione (1565-1566).

##### Altare del Crocifisso di san Carlo
Come nella navata destra anche le ultime tre campate della navata sinistra sono occupate da tre altari tardomanieristi disegnati da Pellegrino Tibaldi, dell'epoca di san Carlo.
Nella sesta campata si trova l'Altare del Crocifisso di san Carlo, che racchiude il celebre crocifisso ligneo che Carlo Borromeo portò in processione durante la peste del 1576, come è ricordato dall'iscrizione: 
 Completano la decorazione dell'altare due statue ottocentesche di sante nelle nicchie fra le colonne di marmo nero, mentre la statuaria a coronamento del timpano è cinquecentesca. Sotto tale altare riposano ora le spoglie del cardinale Carlo Maria Martini, come da sua richiesta a monsignor Luigi Manganini (Arciprete del Duomo).
La vetrata è decorata con le Storie di Sant'Elena, di Rainoldo da Umbria e del Perfundavalle (1574), narranti il ritrovamento della Croce. La vetrata è divisa in soli tre grandi episodi, che narrano la storia della madre di Costantino, la quale, secondo la tradizione, avrebbe rinvenuto la Croce di Cristo durante un pellegrinaggio a Gerusalemme. Il primo episodio in basso mostra Sant'Elena libera i prigionieri; Segue più in alto la scena del Ritrovamento della Croce, e in cima il Miracolo compiuto dalla santa Croce.

##### Altare di san Giuseppe
Nella settima campata l'altare e la vetrata sono dedicati a san Giuseppe. Entro la cornice di due cariatidi, è la pala cinquecentesca dello Sposalizio della Vergine di Enea Salmeggia detto il Talpino, pittore bergamasco allievo del Peterzano. Sui fianchi, le statue di Aronne e Davide di Francesco Somaini databili dopo il 1830. Sono invece del periodo tardomanierista le statue dei Profeti che sormontano il timpano, così come la vetrata con le Storie di san Giuseppe di Valerio Perfundavalle da Lovanio autore sia dei cartoni che della trasposizione su vetro. Voluta da san Carlo, è suddivisa in quattro scene: raffigura dal basso l'Annunciazione, visibile fra le statue, la Visitazione, la Natività e la Fuga in Egitto. Si tratta dell'ultima delle vetrate di epoca manierista conservate in Duomo, realizzata nel 1576. Sotto la mensa di questo altare si trova il corpo di san Mona, arcivescovo di Milano del III secolo, mentre nella pavimentazione antistante l'altare si trova la tomba del cardinale Giuseppe Pozzobonelli, arcivescovo di Milano dal 1743 al 1783.

##### Altare di sant'Ambrogio
L'ultima campata ospita l'Altare di sant'Ambrogio, pure di Pellegrini, con la pala di Sant'Ambrogio che impone la penitenza a Teodosio del pittore urbinate Federico Barocci (1603). Essa mostra l'imperatore Teodosio inginocchiato di fronte a Sant'Ambrogio, lo scettro e la corona deposti a terra. Si riferisce alla penitenza che il vescovo di Milano, allora capitale dell'impero, impose all'imperatore per avere ordinato un massacro tra la popolazione di Tessalonica. L'episodio, frequentemente rappresentato, era inteso come metafora della subordinazione del potere imperiale a quello papale. Sopra il timpano spezzato dell'altare, retto da colonne in marmo policromo con capitelli in bronzo, sono statue di Vescovi. Sulla vetrata rifatta nell'Ottocento si trovano le Storie di sant'Ambrogio di Pompeo Bertini. La vetrata è caratterizzata, rispetto alle precedenti di epoca rinascimentale, dall'uso di colori più spenti e da tonalità più chiare, fra le quali spicca in ogno episodio il rosso della tonaca di Ambrogio. Tutte le scene mostrano, sia nei costumi che nelle architetture sullo sfondo, una particolare attenzione nella ricostruzione storica degli eventi ambientati nella Milano tardoimperiale e una rigorosa costruzione prospettica. Sotto la mensa di questo altare si trova il corpo di San Dionigi, arcivescovo di Milano del IV secolo.

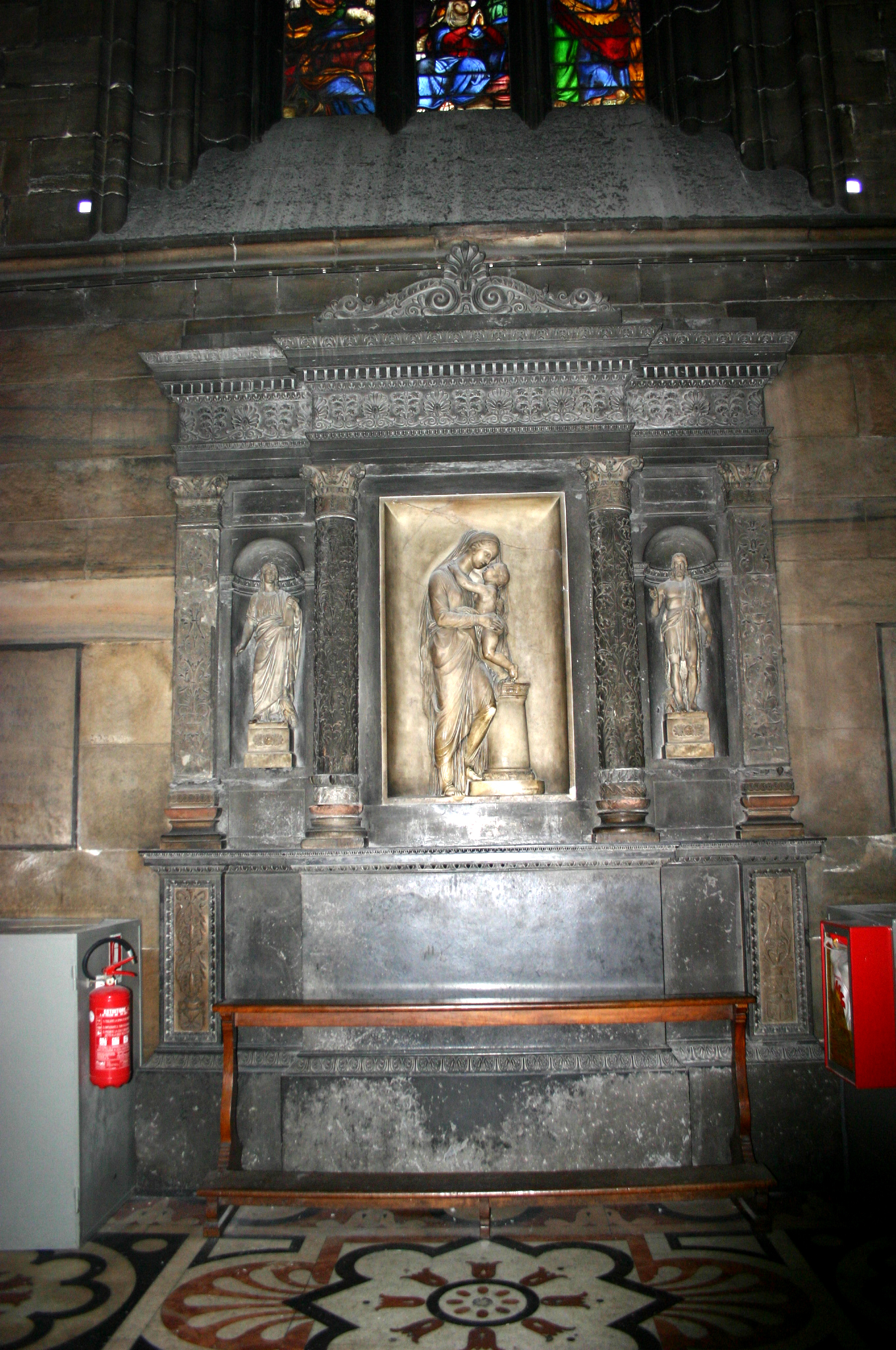
Edicola "della Tarchetta"
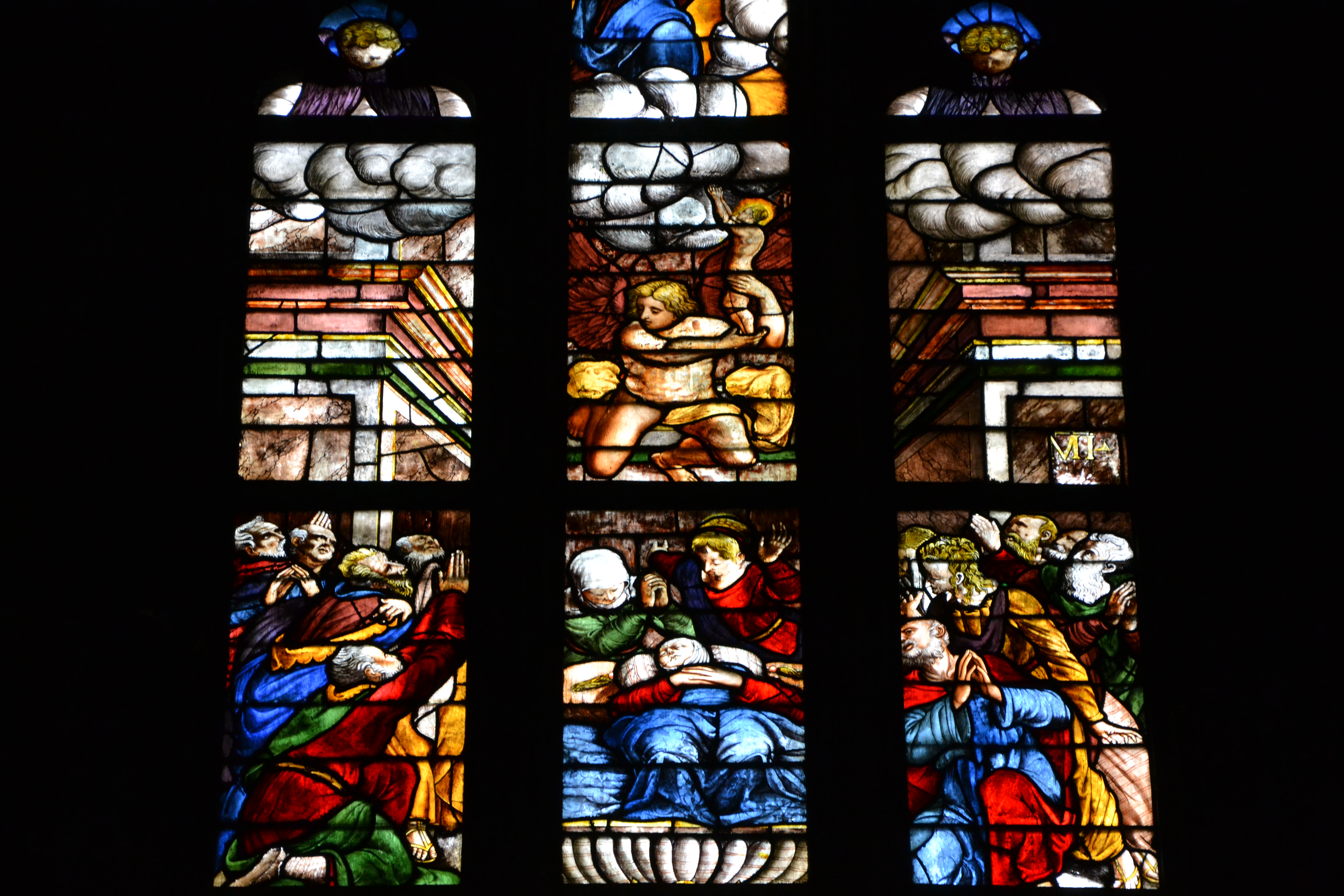
Vetrata delle Glorie della Vergine, Giovanni da Monte, XVI secolo
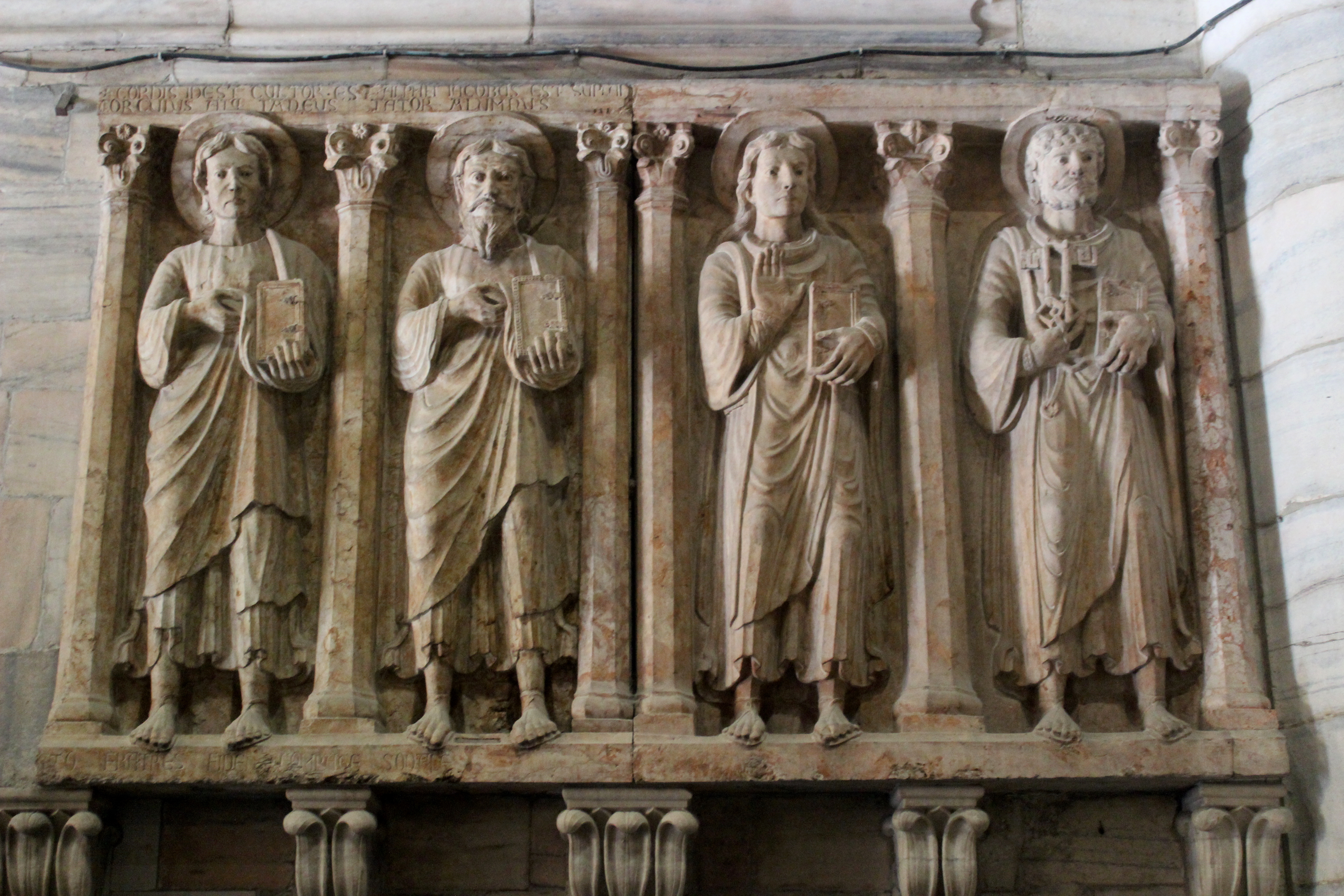
Maestri campionesi, Apostoli, XII secolo
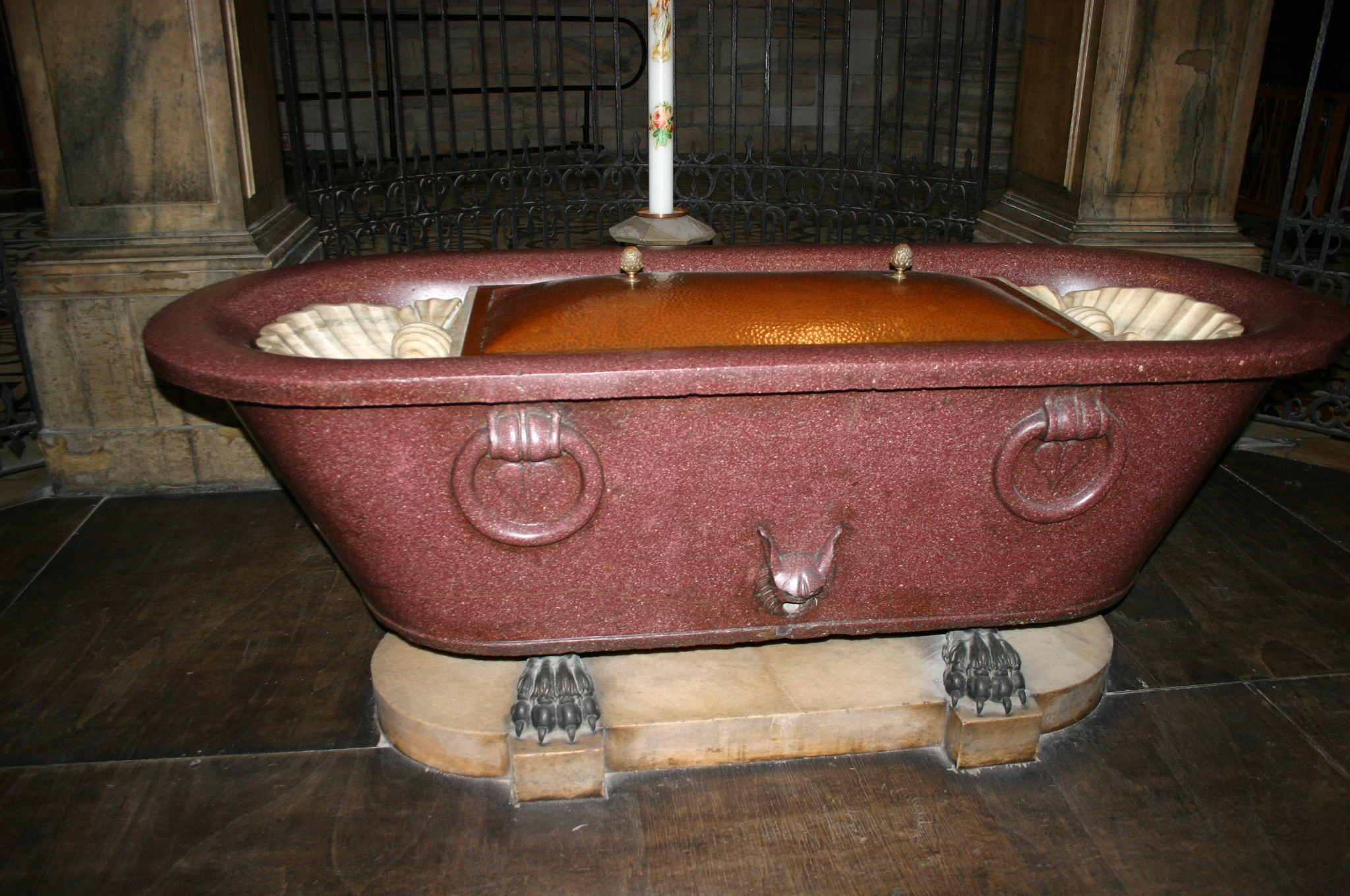
Vasca romana del battistero
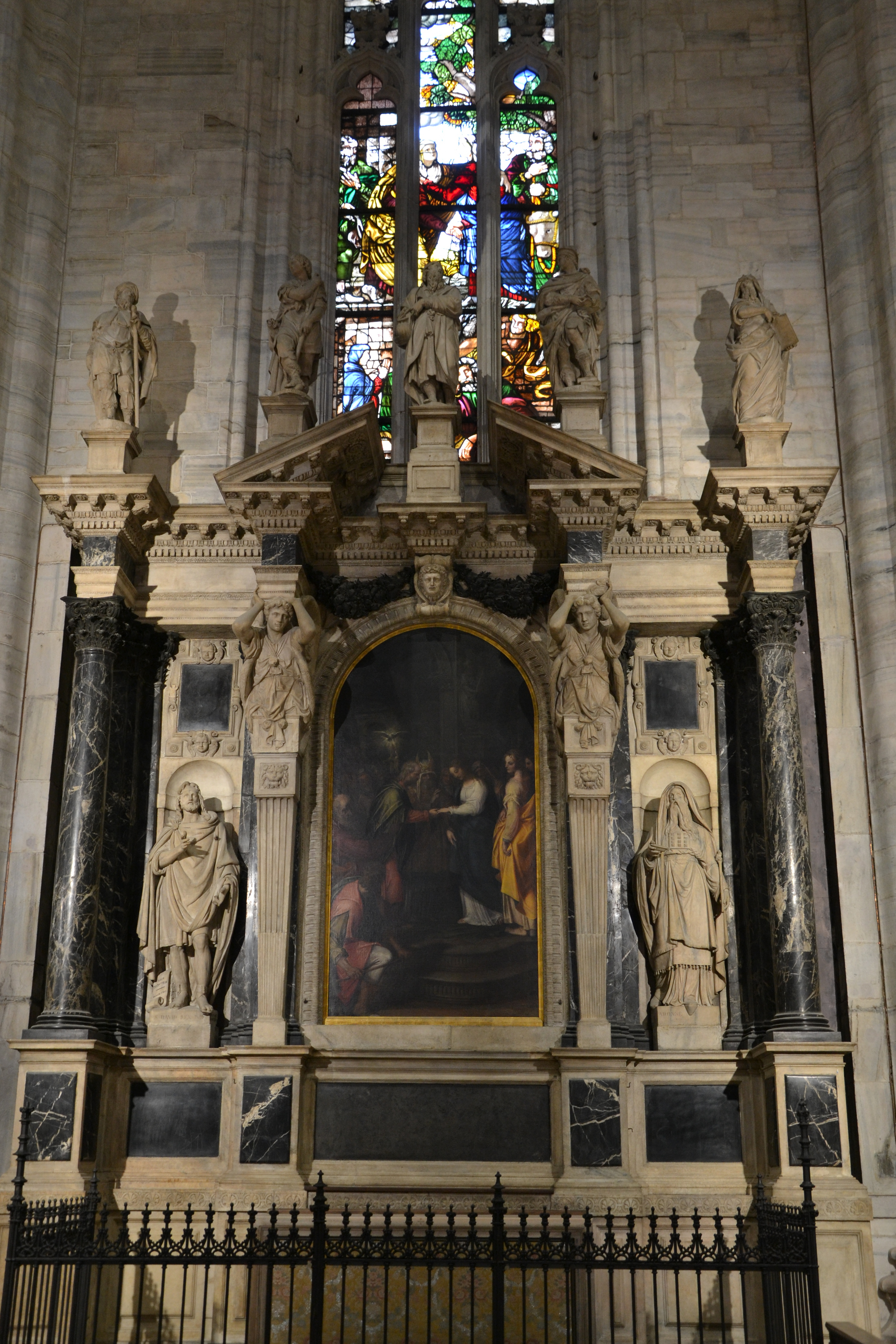
Pellegrino Tibaldi, Altare di S. Giuseppe

#### Braccio sud del transetto

##### Monumento funebre del Medeghino

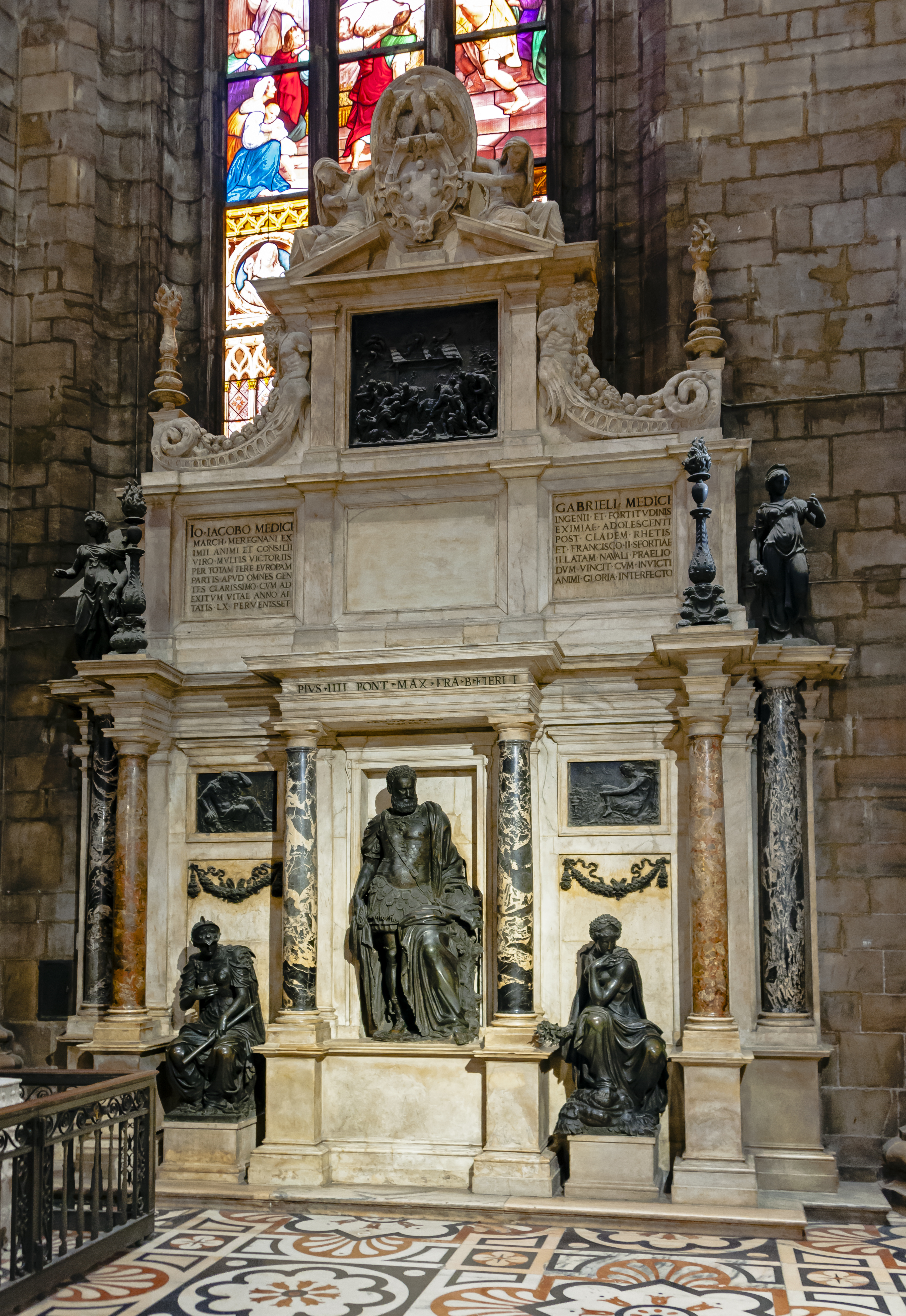
Leone Leoni, monumento funebre a Gian Giacomo Medici detto il Medeghino

Notevole nel transetto destro è il monumento funebre a Gian Giacomo Medici detto il Medeghino, opera di Leone Leoni del 1560-1563. Fu commissionata dal papa Pio IV Medici, fratello del condottiero. È composto da una quinta di marmo di Carrara, con un basamento dove poggiano due colonne tuscaniche in breccia rossa d'Arzo, che reggono una trabeazione in modo da creare un'edicola. Sotto di essa si trova la statua bronzea del Medeghino, con la gamba claudicante coperta dal mantello. L'opera, che rappresenta un'interpretazione dello stile di Michelangelo, doveva essere corredata dal sarcofago nella parte superiore, che non venne realizzato in osservanza anticipata delle norme del concilio di Trento in materia di sepolture nelle chiese. Ai lati si trovano altre due statue bronzee: a destra Allegoria della Pace con bassorilievo del Ticino, a sinistra la Milizia con bassorilievo dell'Adda. I due fiumi ricordano due celebri battaglie vinte dal condottiero. La parte superiore è decorata da due epigrafi dedicate al Medeghino e a suo fratello Gabriele. Il fastigio centrale ha un bassorilievo della Natività, coronato da uno stemma dei Medici retto da due putti. Altre due colonne di marmo venato più alte reggono le statue bronzee della Prudenza (destra) e della Fama (sinistra).
La vetrata è opera di Giovanni Battista Bertini (1849) e presenta Storie dei santi Gervasio e Protasio.

##### L’altare Medici-Borromeo
Interessante l'adiacente altare cinquecentesco in marmi policromi antichi, con due ordini di nicchie e colonnine, progettato da Pirro Ligorio e donato dal papa Pio IV, come dono per il nipote Carlo Borromeo. Si dice che il santo vi celebrasse settimanalmente una messa in onore dei suoi familiari. Lo stemma dei Borromeo, "Humilitas", è infatti posto sulla sommità dell'altare. Esso è composto da preziosi marmi orientali e pietre dure, quali calcedonio, serpentino e lapislazzuli. Le statuette dorate che lo ornavano sono state trasferite al Museo del Duomo.
La vetrata con le Storie di san Giacomo Maggiore è opera di Corrado Mochis del 1554-1564.

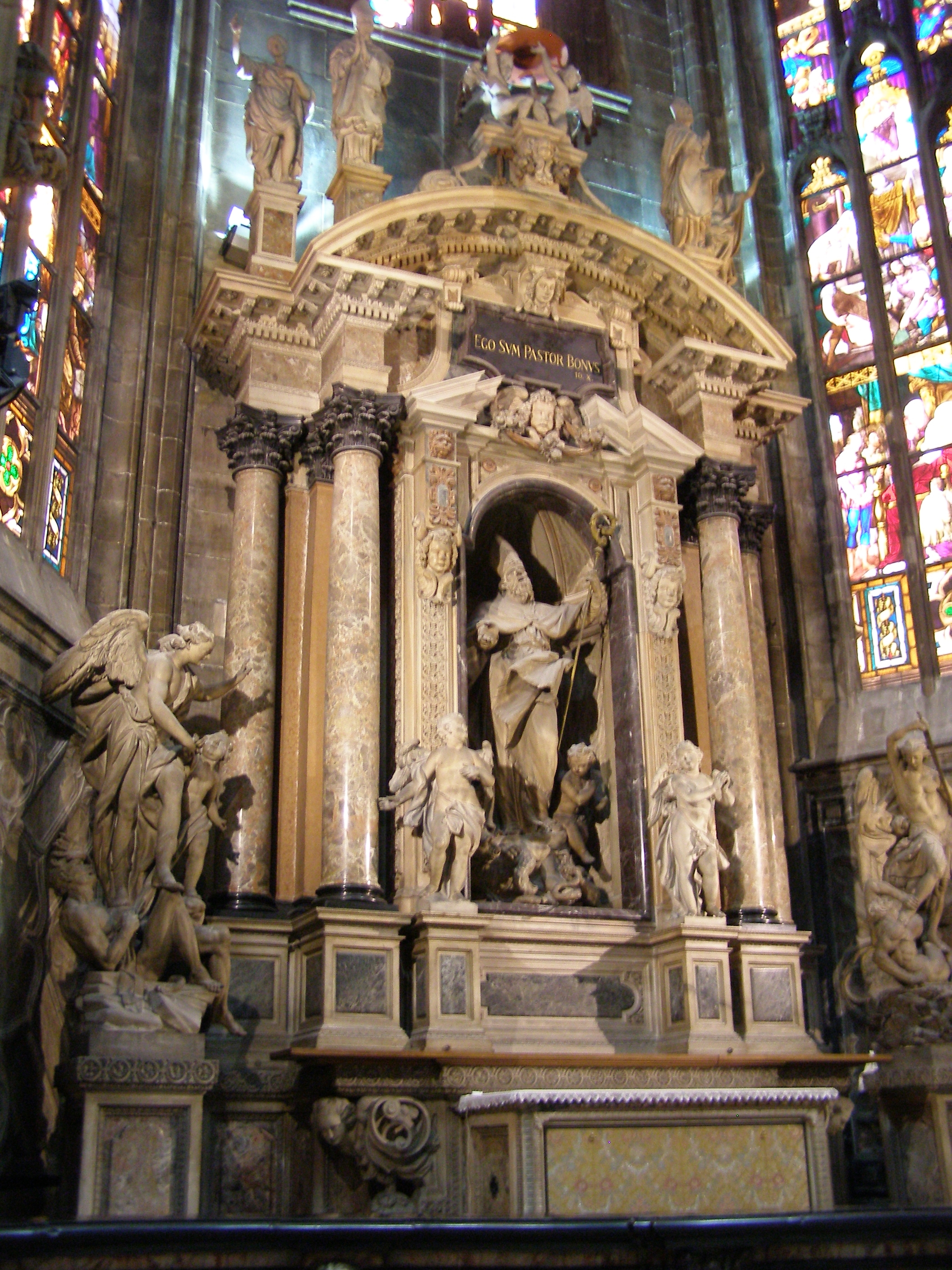
L'altare di San Giovanni Buono

##### Cappella di san Giovanni il Buono
A conclusione della navata mediana si trova l'abside della seconda metà del Seicento, dove si apre la cappella di San Giovanni Bono, così noto nella tradizione locale. Fu Carlo Borromeo a volere la traslazione in questo luogo delle reliquie del santo, al posto del portale gotico precedentemente esistente. Il santo di origine ligure fu contemporaneamente arcivescovo di Milano e di Genova nel VII secolo. È ricordato per avere riportato a Milano la sede vescovile, che a motivo dell'invasione longobarda era stata spostata a Genova. Il suo corpo si trova oggi tumulato all'interno dell'altare a lui dedicato, entro una teca di cristallo. L'aspetto attuale della cappella risale alla prima metà del Settecento quando fu realizzata l'elaborata decorazione che la caratterizza. La statua al centro dell'altare, che ritrae san Giovanni Buono che schiaccia il demonio sotto i suoi piedi, fu realizzata da Elia Vincenzo Buzzi nel 1763. La monumentale edicola marmorea che contiene la statua del santo fu eretta in modo da costituire un pendant simmetrico rispetto al precedente altare della Madonna dell'albero situato nel capocroce del transetto settentrionale. Ai lati sono posti i gruppi marmorei, pure del Buzzi, che richiamano il tema della vittoria sul demonio. A destra è San Michele Arcangelo che abbatte Lucifero, a sinistra l'Angelo custode che, sempre calpestando il demone, indica la retta via al fanciullo. Al centro del timpano è riportato il versetto del vangelo di Giovanni tratto dalla parabola del buon pastore: 
(Giovanni, 10.10)
Coronano l'altare barocco statue di santi e due angeli reggenti il cappello, antico ornamento arcivescovile. Completano la decorazione una serie di altorilievi in marmo di Carrara, che rappresentano Episodi della vita del santo alternati a busti delle Virtù cardinali, realizzati da vari scultori a cavallo tra Seicento e Settecento (Giuseppe Rusnati, Giovan Battista e Isidoro Vismara, Carlo Simonetta e altri). Fra i temi rappresentati ci sono la nascita, l'incontro con la regina Teodolinda, la cacciata degli Ariani, il viaggio a Roma. I rilievi sugli spicchi della volta, della stessa epoca, rappresentano gli Arcivescovi in Gloria fra gli Angeli, mentre nel sottarco è il Cristo benedicente. Le tre vetrate dipinte, con Storie di san Giovanni Bono furono realizzate dal Bertini a metà dell'Ottocento (1839-1842).
La navata di sinistra del transetto invece ha un'uscita laterale divisa in tre varchi: quello centrale porta al passaggio sotterraneo per l'Arcivescovado, fatto per Carlo Borromeo. Qui la vetrata, con Storie di santa Caterina d'Alessandria venne disegnata da Biagio e Giuseppe Arcimboldo e realizzata da Corrado Mochis (1556). Questa navata custodisce tre importanti opere del periodo manierista: l'Altare della Presentazione della Vergine, di Bambaia, l'Altare di sant'Agnese, di Martino Bassi, e il San Bartolomeo di Marco d'Agrate.

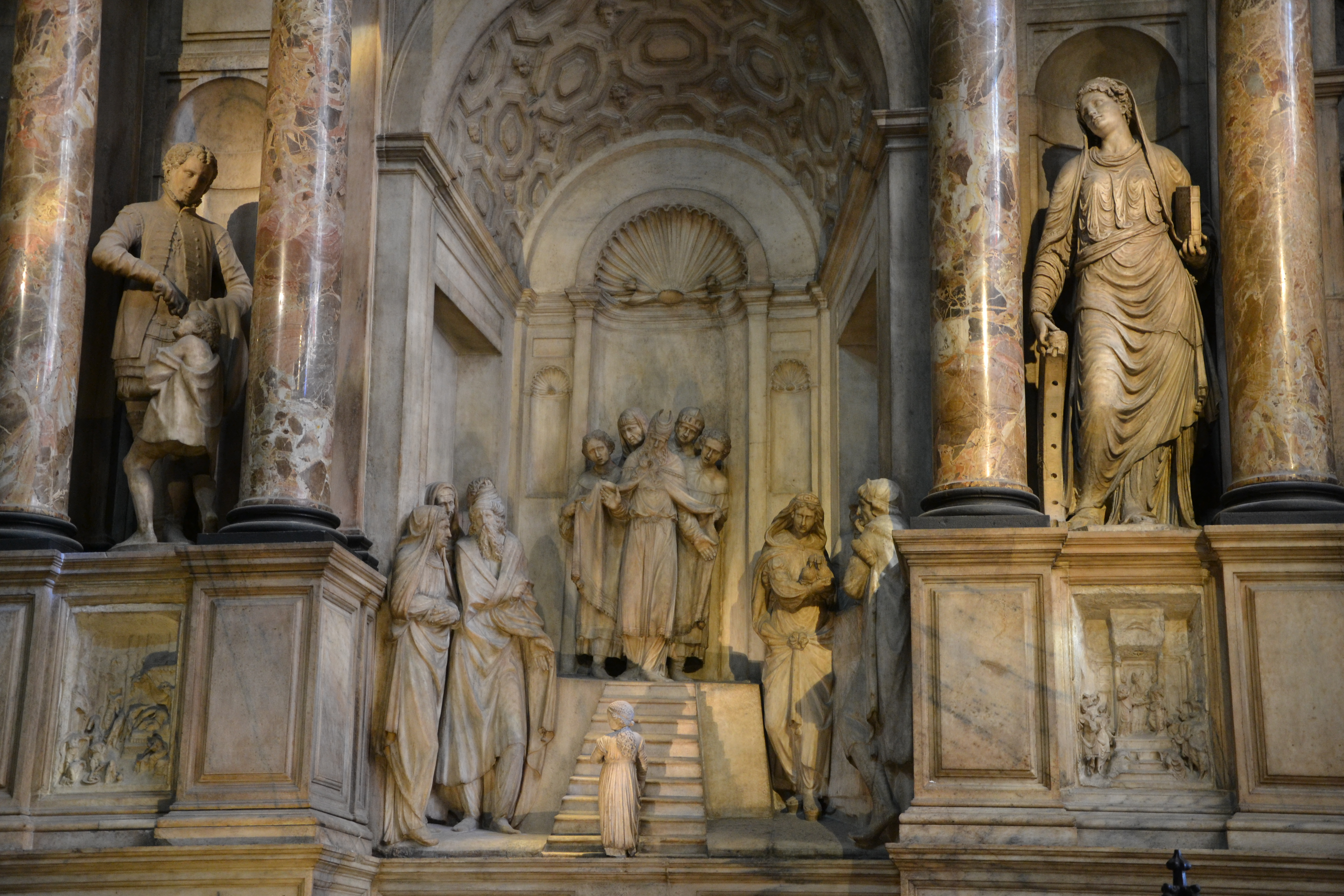
Bambaia, Presentazione di Maria al Tempio (1543)

##### Altare della Presentazione della Vergine
L'altare della Presentazione della Vergine, sulla destra, mantiene l'aspetto datogli nel 1543 quando fu commissionato ad Agostino Busti, detto il Bambaia, dal Canonico Vimercati. A fianco dell'altare si trovava il monumento funerario del Vimercati, pure del Bambaja, oggi trasferito nella navata destra della chiesa. Esso ha la forma di un tempio classico, interamente composto da marmo bianco, retto da colonne in marmo policromo. Al centro ospita il rilievo con la Presentazione di Maria. La scena è concepita come se si trattasse dell'interno del tempio di cui le colonne e il frontone dell'altare costituiscono la parte esterna. Maria bambina è ritratta in basso al centro, nell'atto di salire la scala in cima alla quale il sacerdote circondato dai fedeli è pronto ad accoglierla a braccia aperte. Ai lati della scala si trovano, sulla sinistra i genitori Anna e Gioacchino, e a sinistra un gruppo di fedeli che reca offerte. I personaggi sono caratterizzati da una rappresentazione fortemente realistica ed espressiva, evidente nei volti dalle vivaci espressioni. Nella rappresentazione prospettica dell'interno del tempio è evidente l'ispirazione al finto abside edificato da Bramante in San Satiro, a breve distanza dal Duomo. Il Bambaja è autore anche delle statue che coronano l'altare, con la Vergine, San Paolo, San Giovanni Battista e due sante, e del San Martino nella nicchia laterale. Sono invece di Cristoforo Lombardo Santa Caterina nella nicchia destra e i rilievi alle basi delle colonne, molto ammalorati, con la Nascita e lo Sposalizio della Vergine. Il paliotto con la Nascita della Vergine è opera ottocentesca di Antonio Tantardini.
La vetrata soprastante con Storie di san Martino e la Presentazione della Vergine è del tardo Cinquecento ed è di vari artisti. A metà della vetrata spiccano i Profeti attribuiti a Michelino da Besozzo, che sono fra gli antelli più antichi conservati in Duomo.

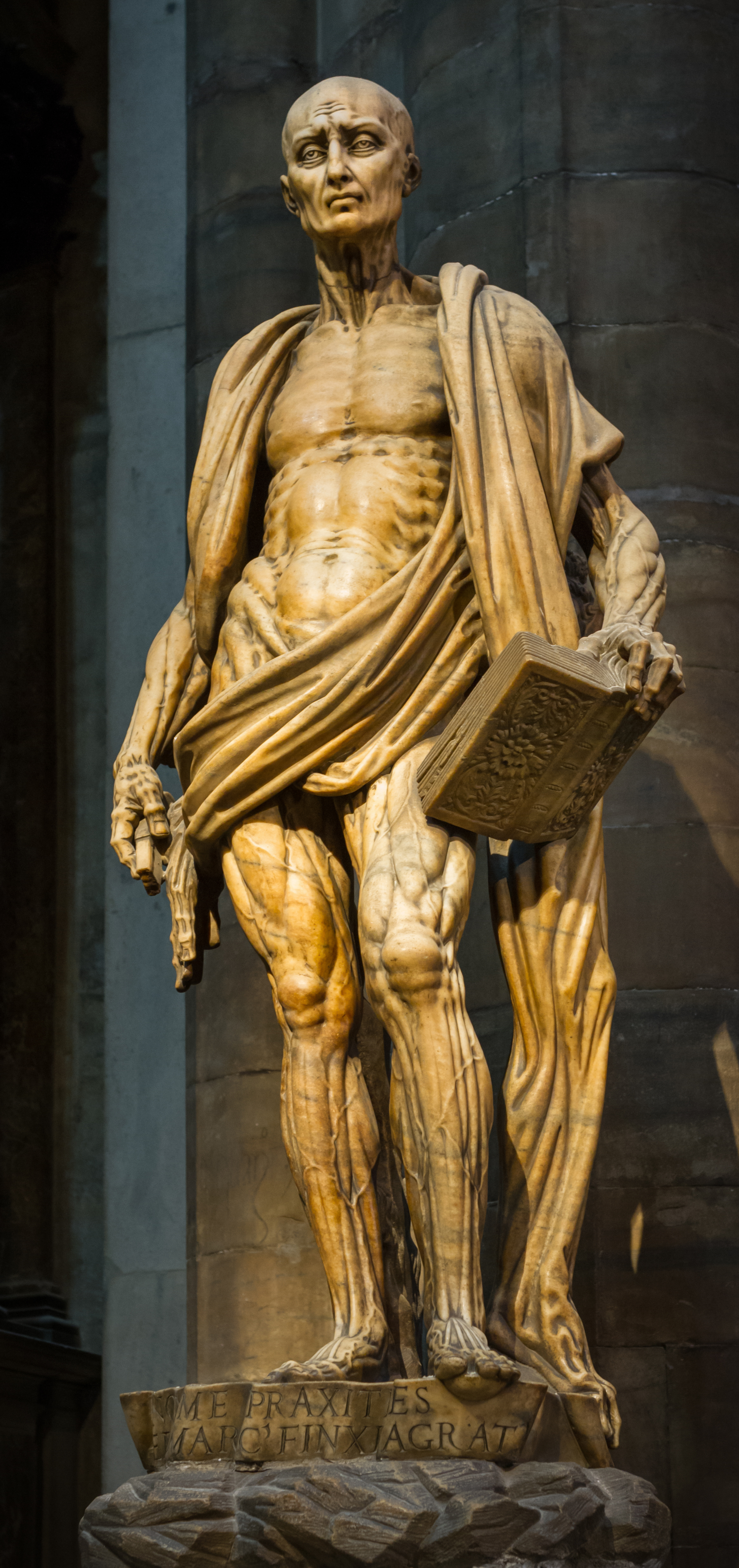
Marco d'Agrate, San Bartolomeo scorticato

Di fronte al Mausoleo Medici vi è la statua forse più celebre di tutto il Duomo: il San Bartolomeo Scorticato (1562), opera di Marco d'Agrate, dove il santo mostra la pelle gettata come una stola sulle spalle. Reca sul basamento la scritta 
(Non mi scolpì Prassitele ma Marco d'Agrate)
Il successivo Altare di sant'Agnese, completato da Martino Bassi, è decorato dalla pala marmorea del Martirio di sant'Agnese, di Carlo Beretta (1754).

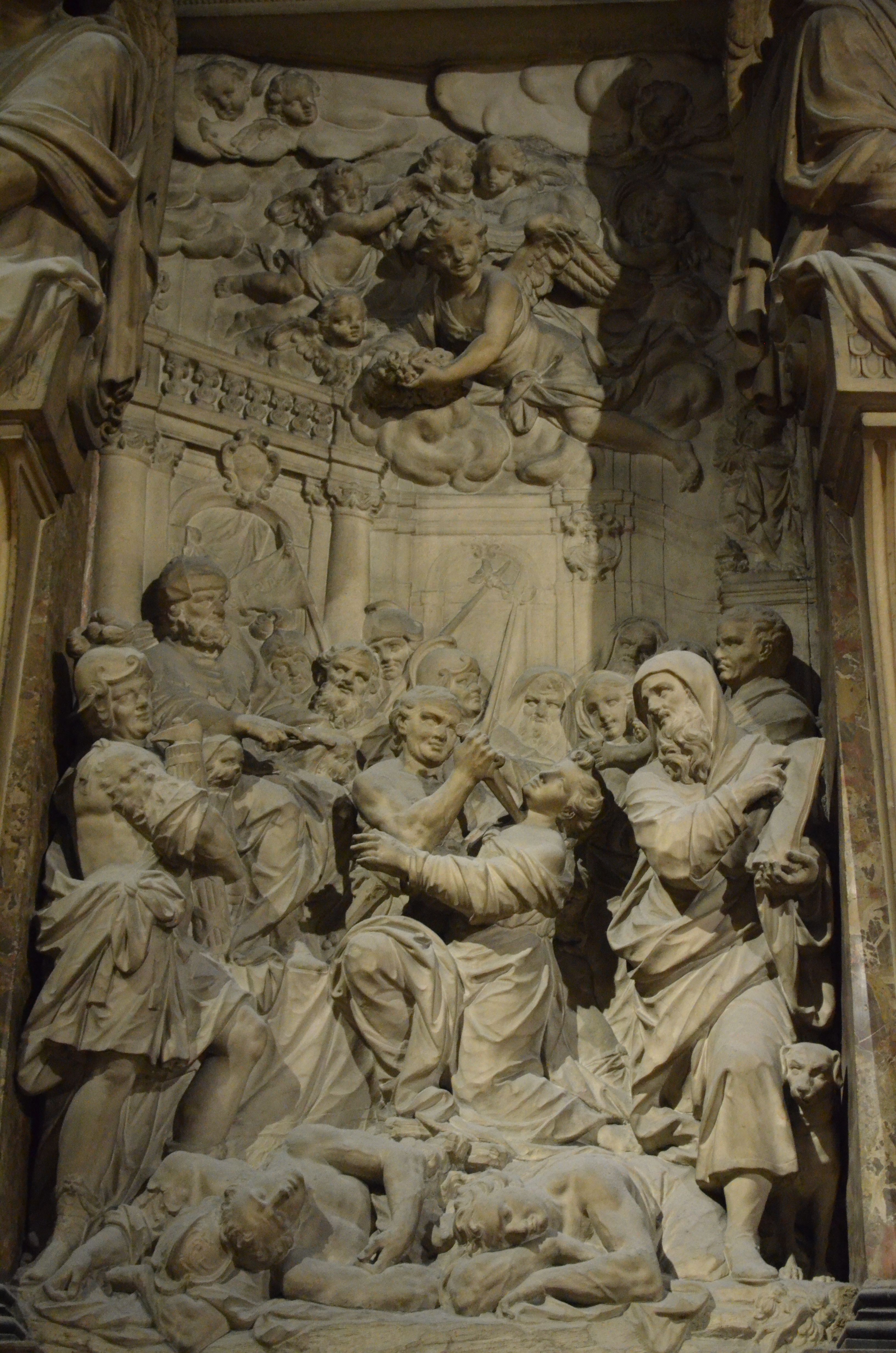
Martirio di sant'Agnese, di Carlo Beretta (1754
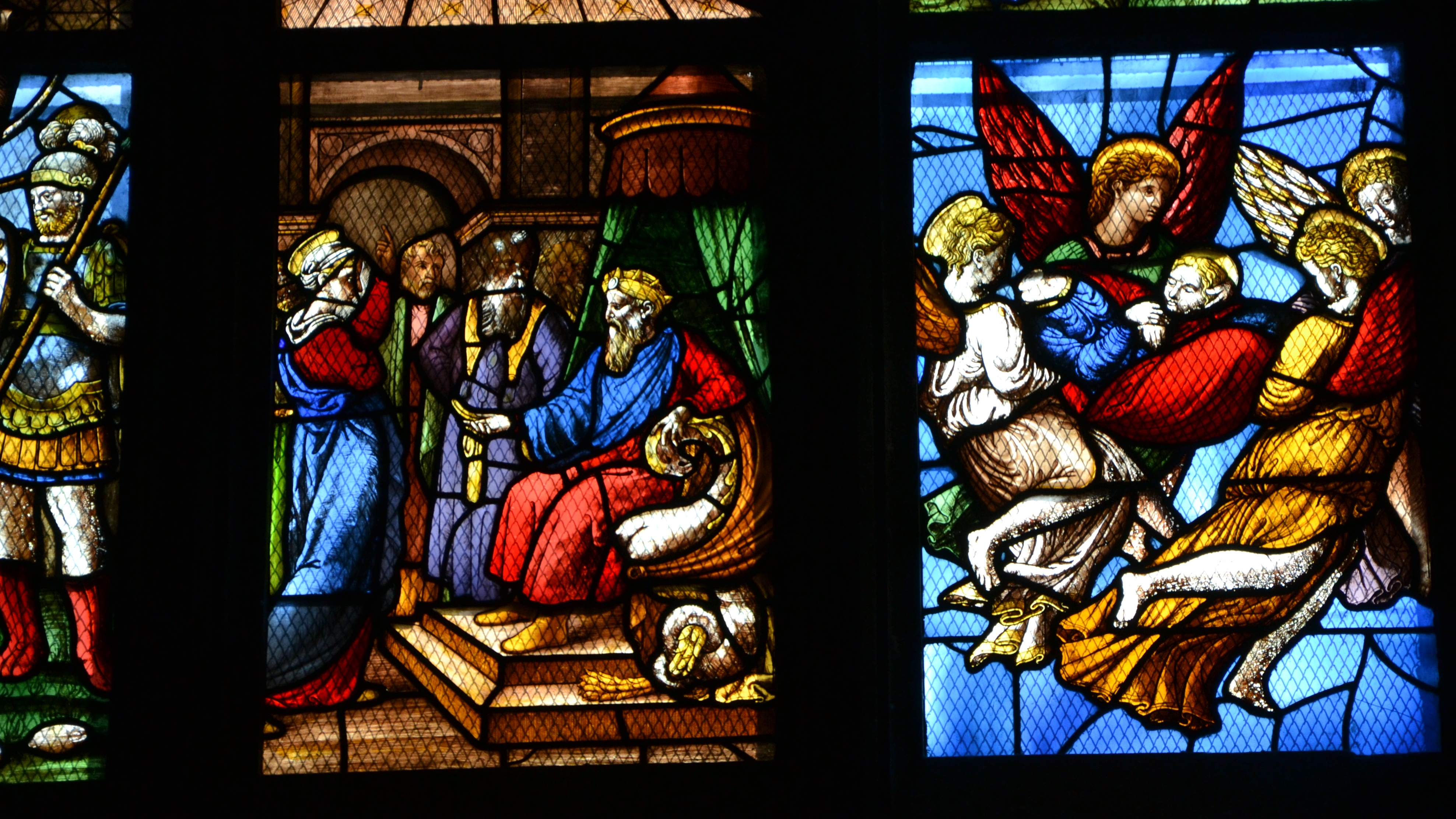
Antello della vetrata di santa Caterina, XVI secolo
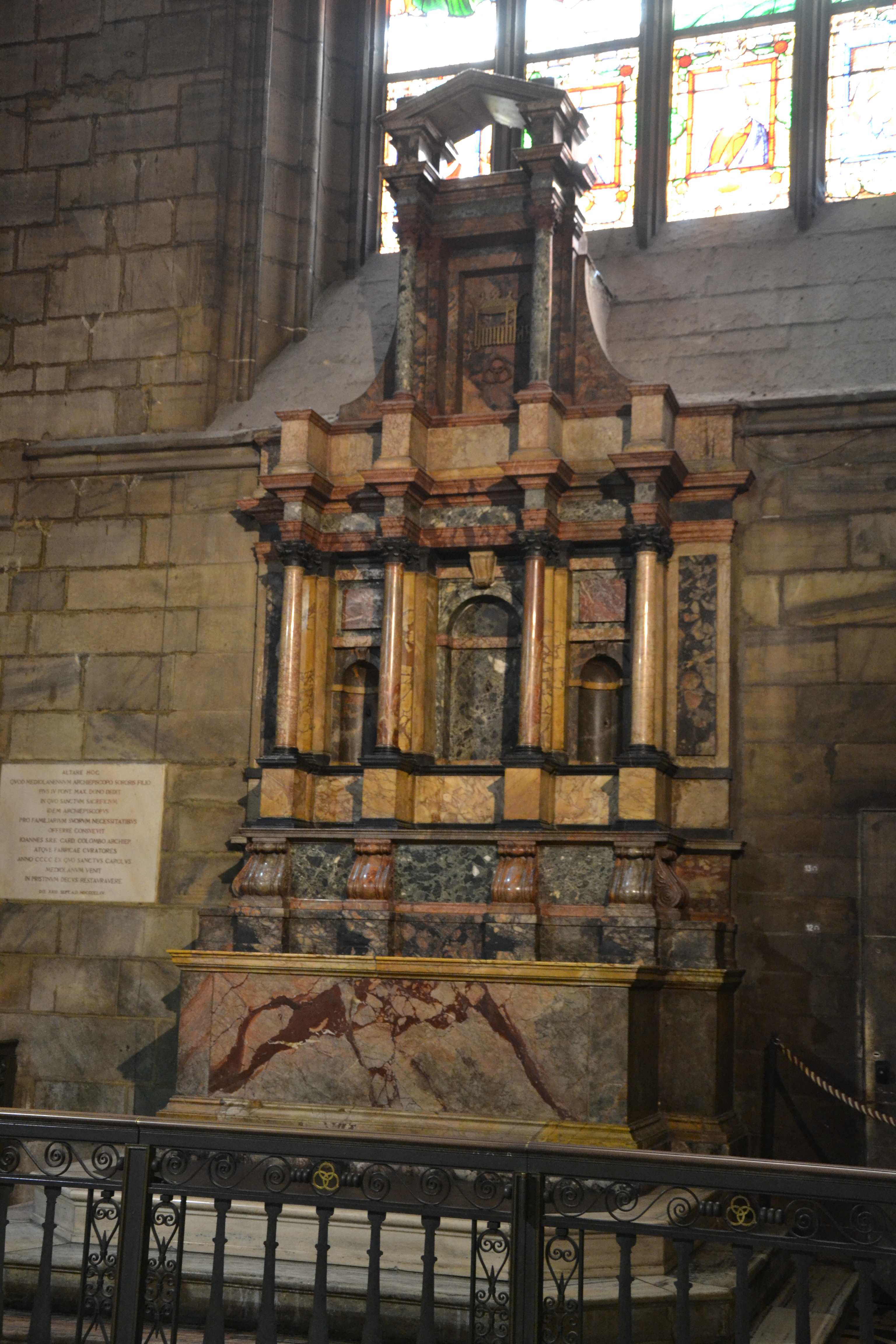
Altare di San Carlo, donato da Pio IV
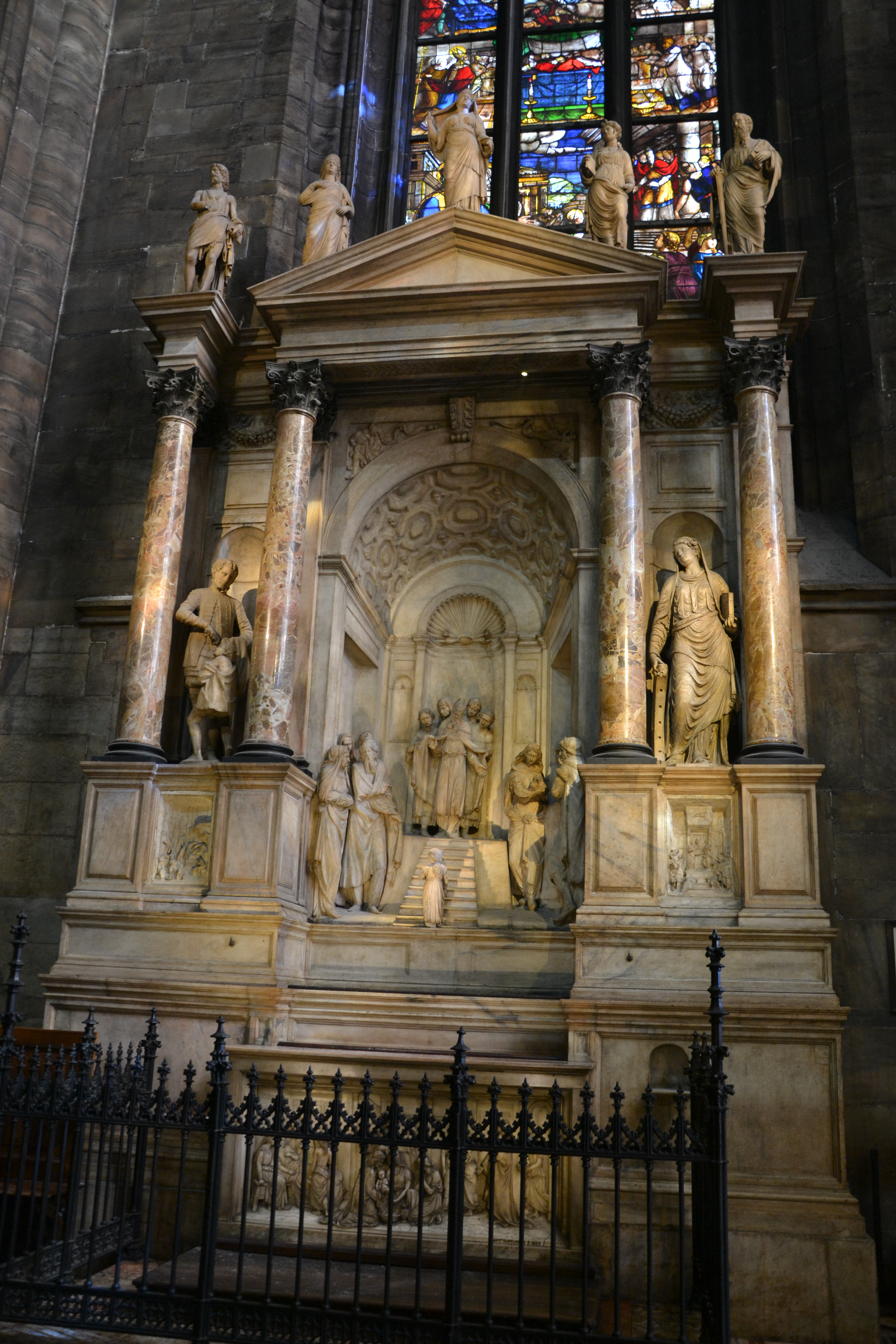
Bambaia, altare della Presentazione della Vergine
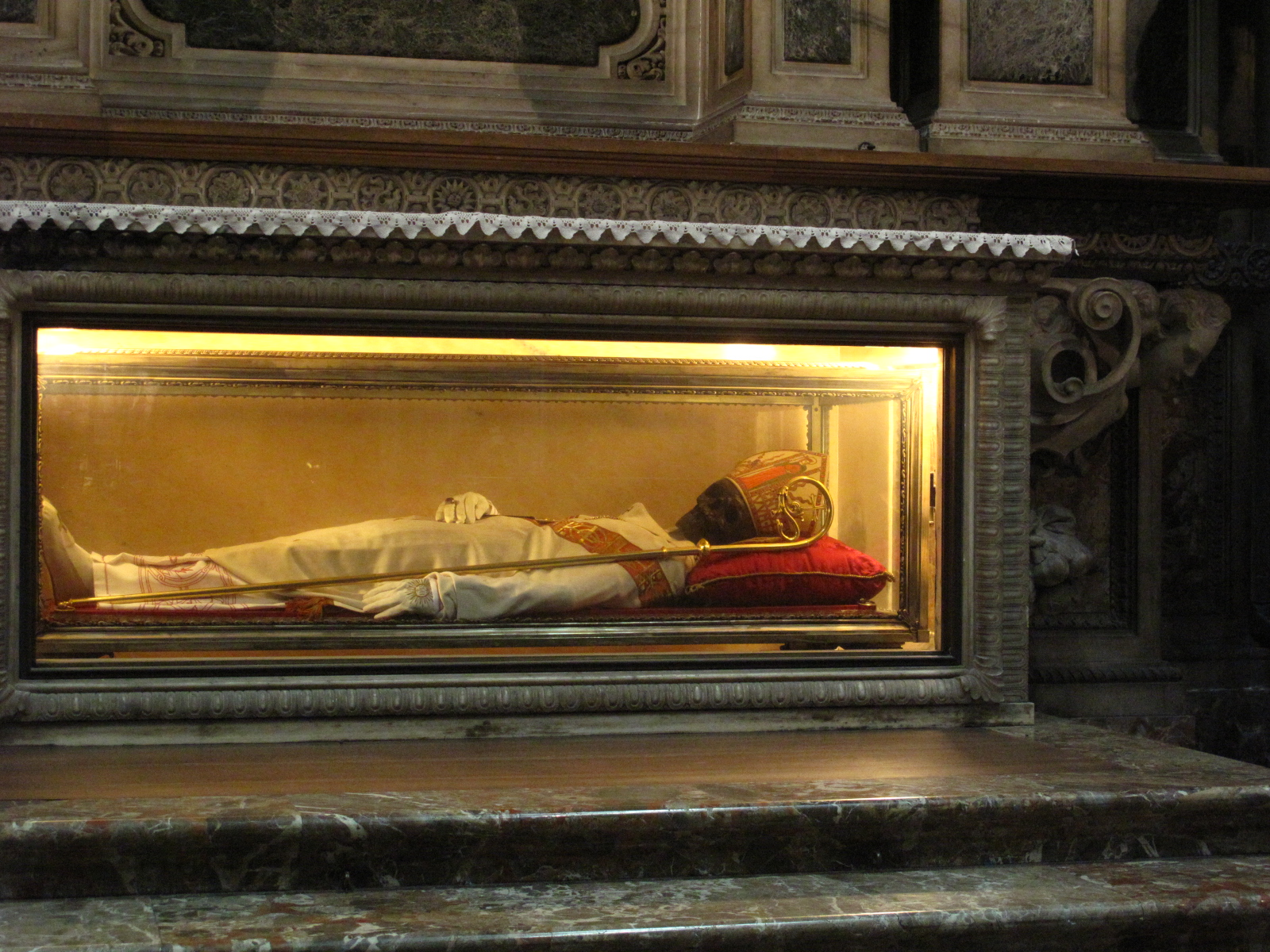
Il corpo di San Giovanni Bono, arcivescovo di Milano

#### Braccio nord del transetto

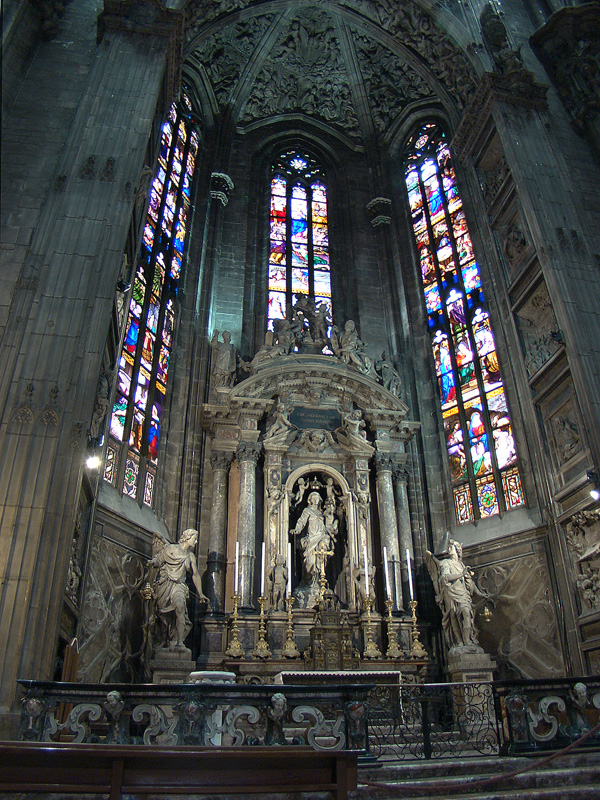
F.M. Richini, Cappella della Madonna dell'Albero, vetrate di G. Battista Bertini (1842-1847)

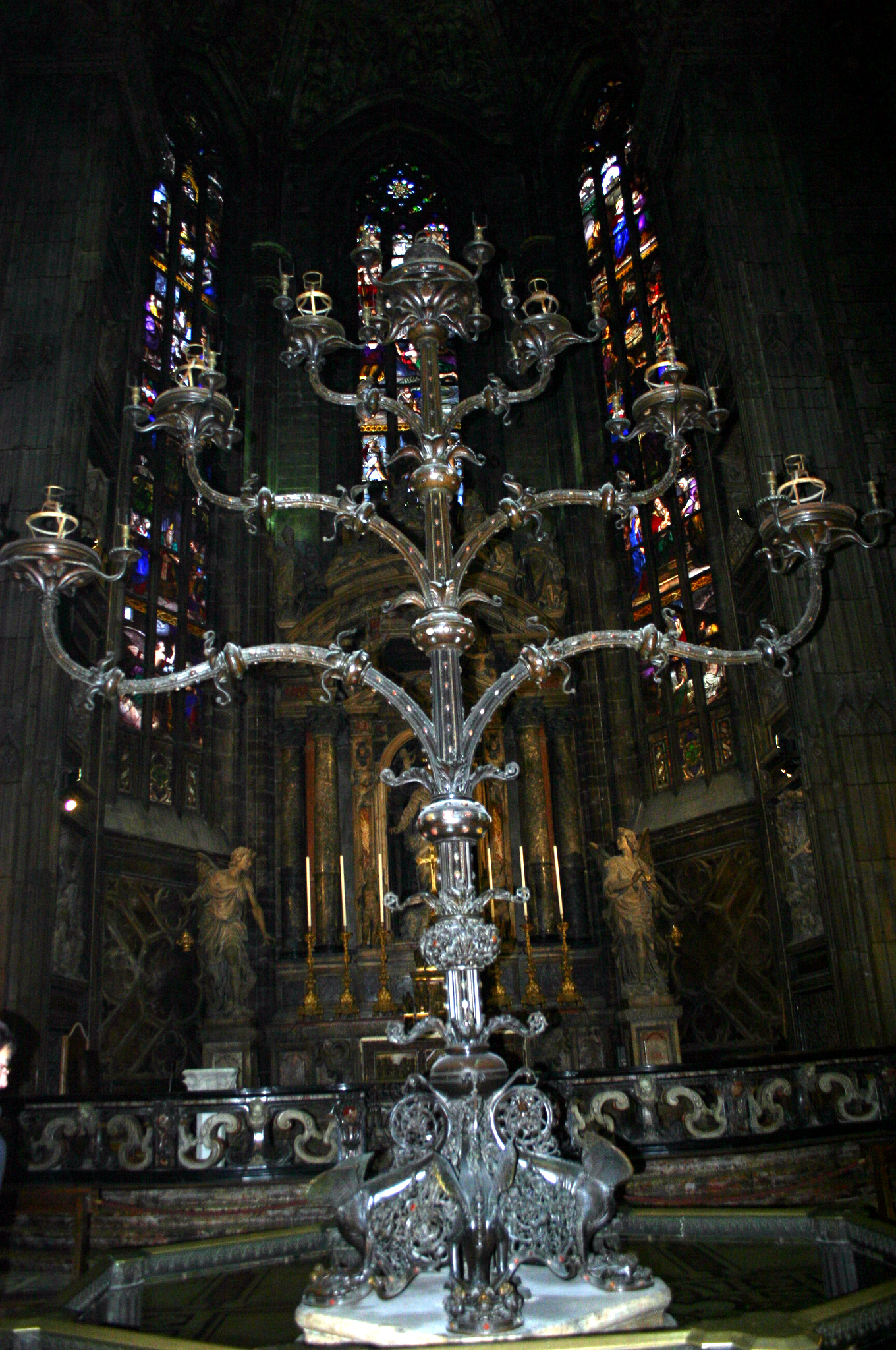
Candelabro Trivulzio, XII secolo

Nella navata destra del braccio nord del transetto si trova un altare disegnato dal Tibaldi, dedicato alla santa cui era dedicata la chiesa abbattuata per fare posto al Duomo, santa Tecla. L'altare in marmo policromo, caratterizzato dalle cariatidi angeliche che reggono il timpano spezzato, è del tardo Cinquecento, così come le statue sovrastanti, mentre sono ottocenteschi i due santi ai lati dell'altare. Al centro è la pala marmorea con il martirio di Santa Tecla tra i leoni, opera tardobarocca scolpita da Carlo Beretta nel 1754, e un paliotto del 1853 di Antonio Tantardini.
Il secondo altare, dell'inizio del XVI secolo, è dedicato a santa Prassede, rappresentata insieme a san Carlo ai piedi del Crocifisso e santi nella pala marmorea di Marcantonio Prestinari (1605). La soprastante vetrata di epoca rinascimentale, decorata con le Storie di san Giovanni Damasceno, è fra le più pregevoli conservate in duomo. Fu commissionata dal collegio degli speziali nel 1479 a Nicolò da Varallo. Gli antelli con la vita del santo mostrano una galleria di felici ritratti di personaggi, rappresentativi del periodo umanista in cui furono disegnati, e inseriti in equilibrate architetture classiche rappresentate con rigore prospettico.
Dal muro di fondo una porticina dà accesso alla scala dei Principi, che in antico era riservata all'ingresso dei personaggi più illustri, mentre oggi porta all'ascensore per le terrazze. La vetrata con Storie di san Carlo è del 1910.

##### Cappella della Madonna dell'Albero
Nella navata mediana è chiusa da un'absidiola che contiene la cappella della Madonna dell'Albero, disegnata da Francesco Maria Richini (1614) e realizzata con alcune modifiche da Fabio Mangone e Tolomeo Rinaldi. Fino all'epoca di Carlo Borromeo l'abside era occupato dal grande portale detto "Compedo". L'arcivescovo ne ordinò la chiusura, per evitare che venisse utilizzato per attraversare la cattedrale da nord a sud, in particolare dai frequentatori del vicino mercato del verziere, che utilizzavano questa porta e l'altra di fronte, sull'abside sud, quale scorciatoi in alternativa al giro esterno del duomo. I bassorilievi che decoravano il portale murato, che costituiscono un'eccezionale testimonianza della scuola lombarda della fase di transizione fra rinascimento e manierismo, furono reimpiegati per decorare la facciata interna dell'arcone che incornicia la cappella della Madonna dell'Albero: da sinistra Natività della Vergine, Presentazione al Tempio di scuola del Bambaia, Presepe di Cristoforo Solari, Cristo fra i dottori di Angelo Marini e Nozze di Cana di Marco d'Agrate, alternati a busti di profeti. La volta è fittamente coperta di brulicanti rilievi barocchi di Gian Andrea Biffi, Giovanni Pietro Lasagna e del Prestinari (1615-1630). L'altare è decorato da una Madonna col Bambino di Elia Vincenzo Buzzi (1768). Le tre vetrate con Storie della Vergine furono interamente rifatte nell'Ottocento a opera di Giovanni Battista Bertini (1842-1847).
Davanti alla cappella si trovano le lapidi funerarie di vari arcivescovi, tra i quali Federico Borromeo e il candelabro Trivulzio, una maestosa opera bronzea donata dall'arciprete G. A. Trivulzio nel 1562: si tratta di un capolavoro della scultura gotica, realizzato nella maggior parte nel XII secolo e attribuito a Nicolas de Verdun o ad artisti renani operanti a cavallo fra Tre e Quattrocento. Il piede poggia su animali chimerici e lungo il corpo corrono viticci e spirali che inquadrano scene del Vecchio Testamento, Arti liberali, Fiumi e un'Adorazione dei Magi.
Nella navata di sinistra si trova l'Altare di santa Caterina, l'unico altare gotico della cattedrale in gran parte originale. È decorato dalle statue di San Girolamo e Sant'Agostino, attribuite a Cristoforo Solari (inizio del XVI secolo), e le statuette della fine del XIV secolo riferibili a Giovannino de' Grassi.
La vetrata sulla sinistra dell'abside nord, si presenta suddivisa in due parti orizzontalmente: la parte superiore racconta Storie di santa Caterina da Siena, ideate e condotte da Corrado Mochis. Benché datata 1562 mostra affinità con le vetrate quattrocentesche narranti la vita dei santi. Tutti gli episodi sono infatti racchiusi in un unico antello ciascuno, per lo più in scene di interno caratterizzate da una prospettiva rigida. Mostra invece uno stile più libero e aggiornato la parte inferiore, con episodi della Vita della Madonna, disegnati da Giovanni da Monte nello stesso periodo (1562-1567). Di gusto tipicamente manierista appaiono il rosone sommitale e i trilobi che concludono la vetrata, decorati con fantasie di putti, grottesche e ghirlande di frutta intrecciate.
A sinistra si trova il monumento funebre dell'arcivescovo Filippo Archinto, predecessore di Carlo Borromeo, il cui severo busto domina l'edicola progettata da Baldassarre da Lazzate (1559 circa). La vetrata dedicata agli Apostoli fu realizzata su cartoni del pittore cremasco Carlo Urbino del periodo manierista (1567). A differenza delle altre vetrate, i suoi antelli non sono decorati con narrazioni di episodi evangelici o agiografici, bensì mostrano a figura intera i dodici apostoli, oltre a raffigurazioni di altri santi in basso. Al culmine c'è l'Incoronazione della Vergine. Le monumentali figure, rappresentate per lo più entro nicchie, rappresentano un capolavoro della maturità dell'artista, attivo in numerose chiese milanesi. Spiccano in particolare per la ricchezza cromatica e la definizione plastica, merito anche della sapiente trasposizione su vetro del de' Mochis.

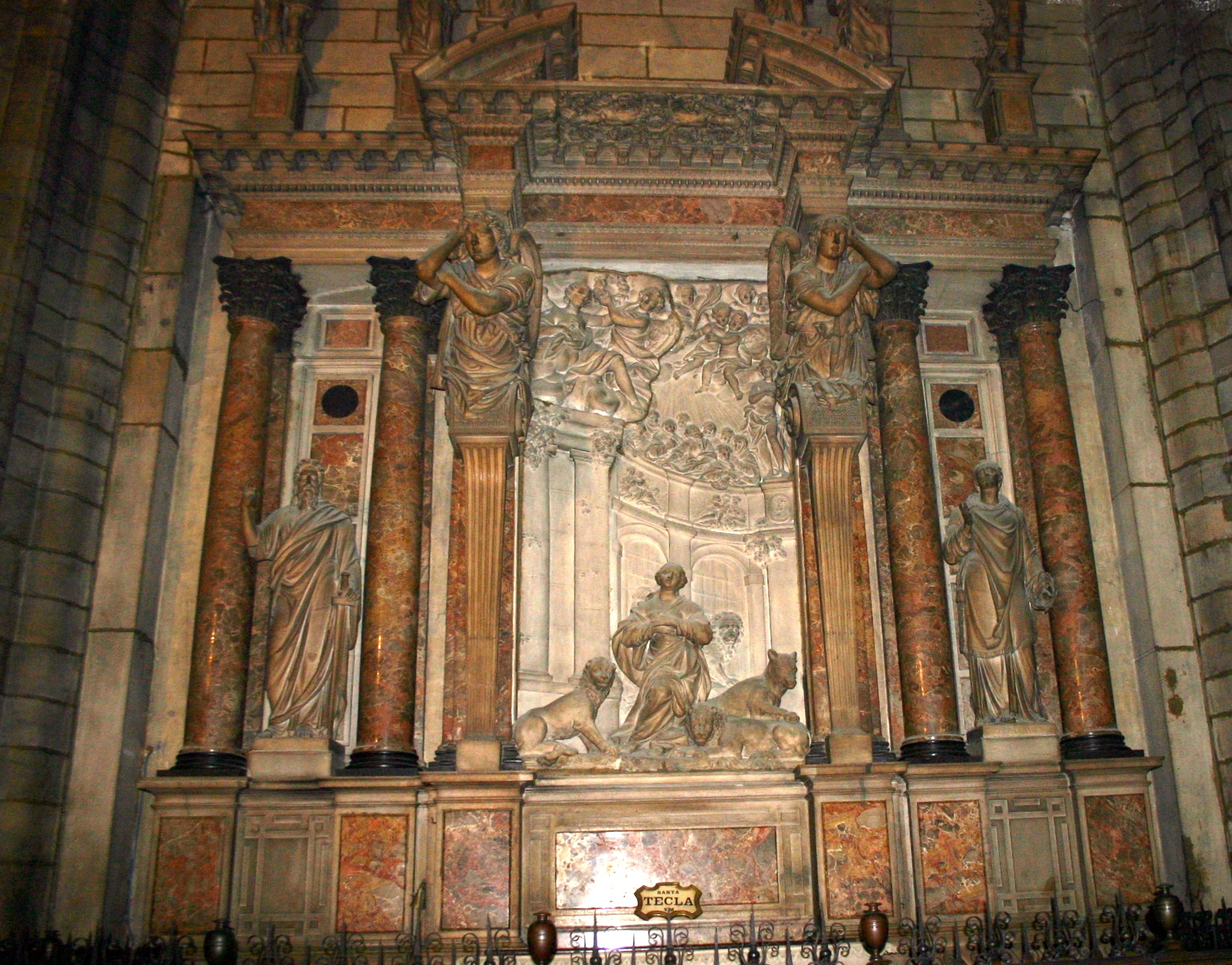
Carlo Beretta, Altare di Santa Tecla,1754
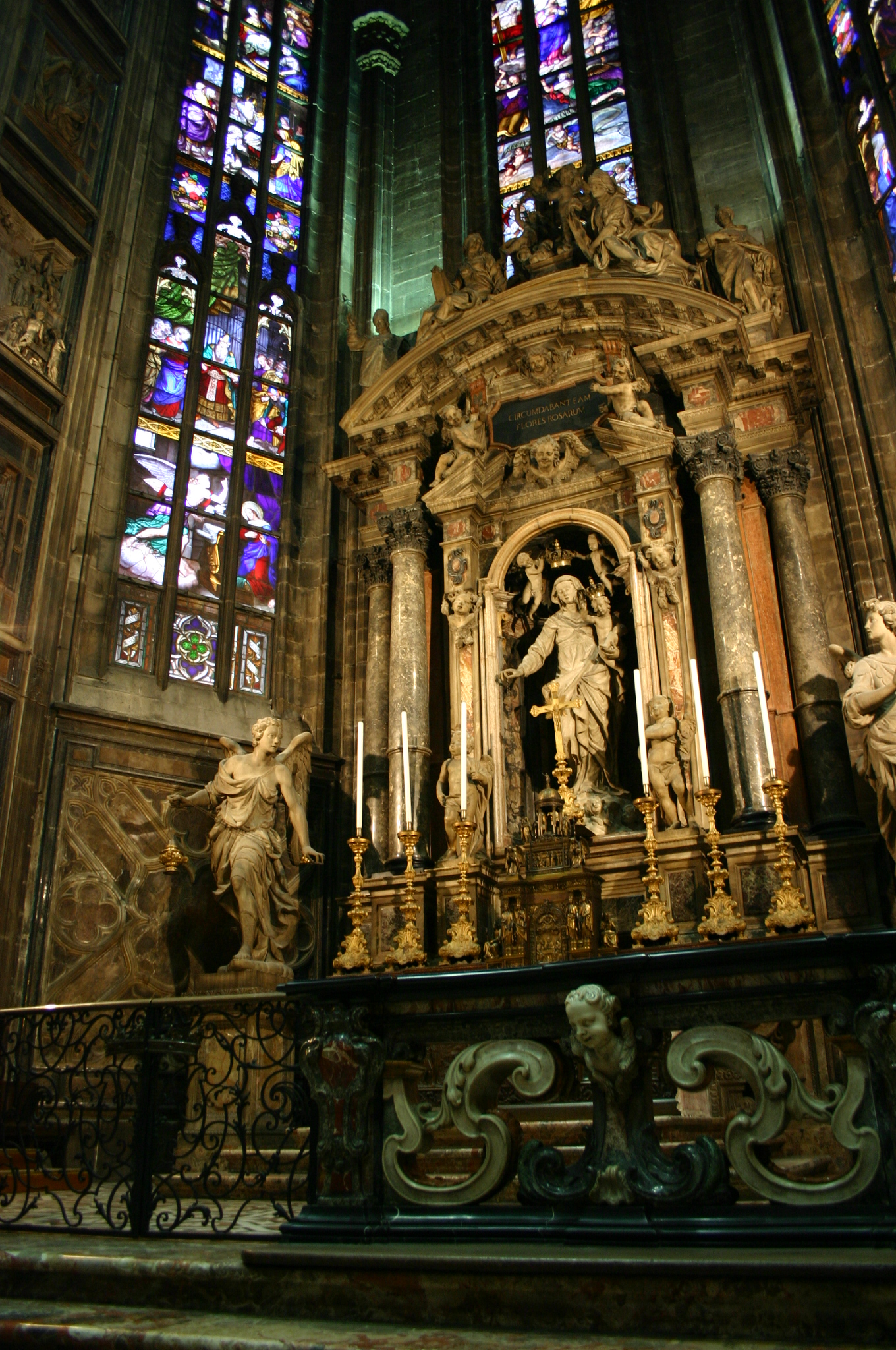
Cappella della Madonna dell'Albero
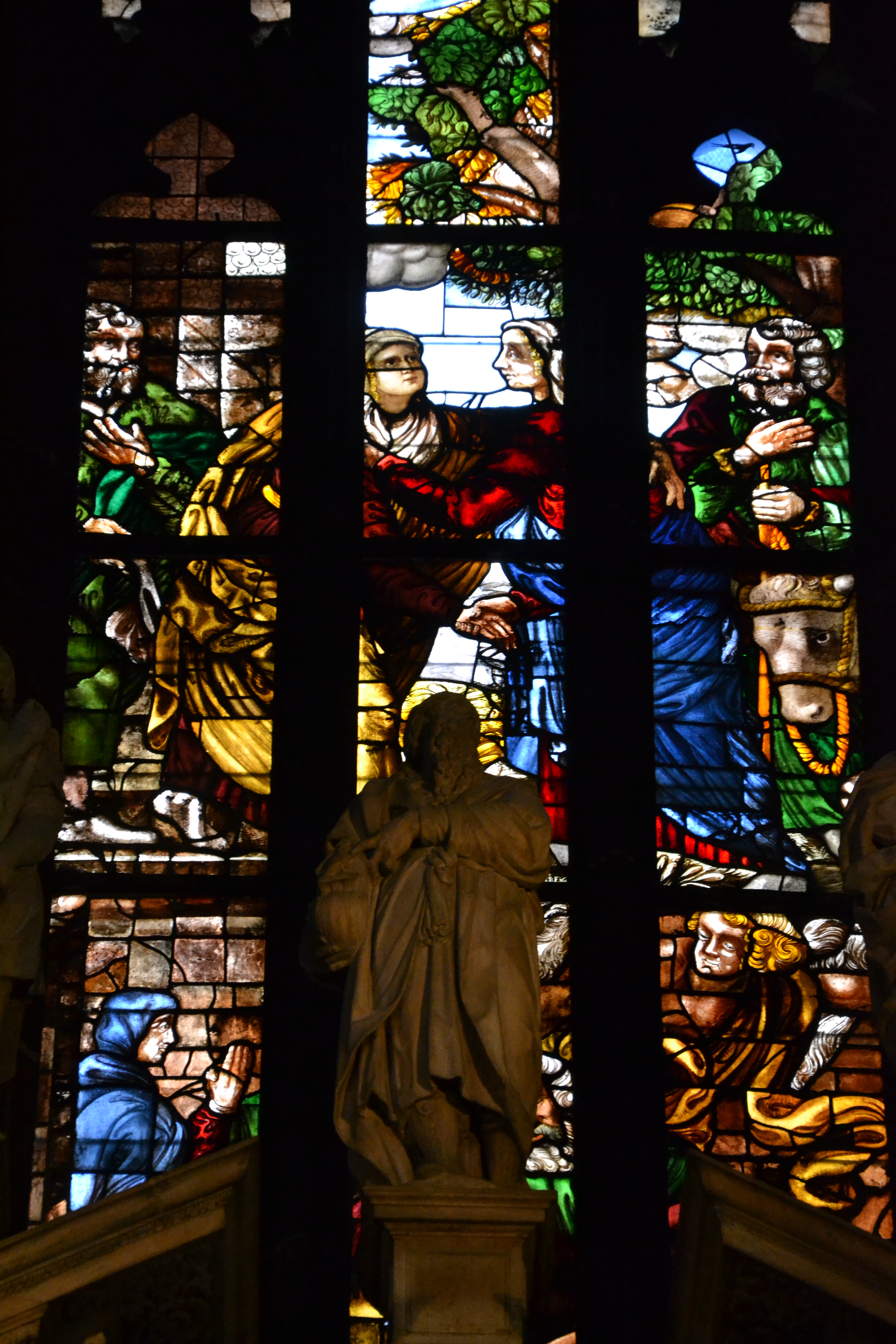
Vetrata di San Giuseppe di Valerio Perfundavalle da Lovanio, XVI secolo
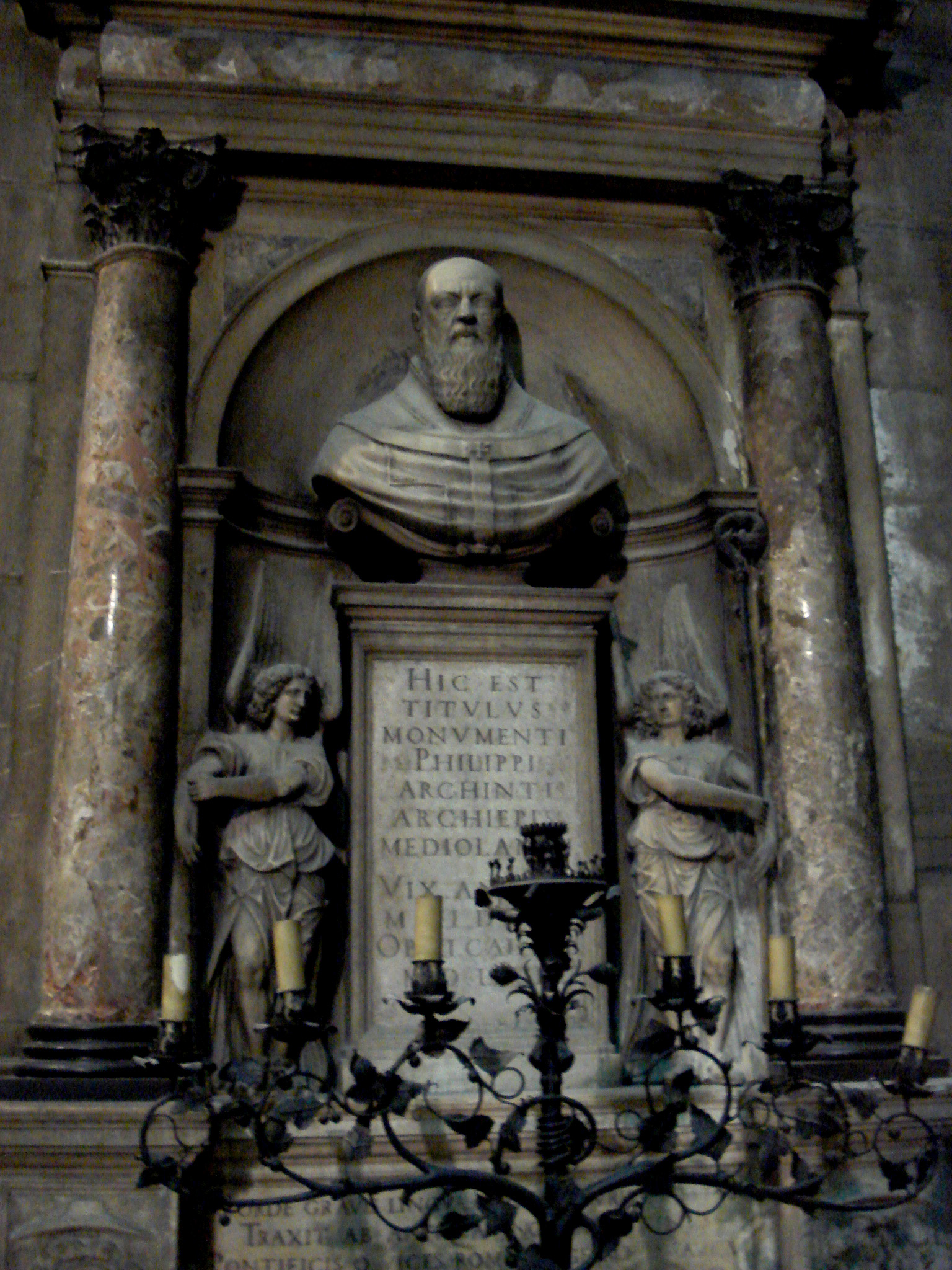
Baldassarre da Lazzate, Tomba di Filippo Archinto
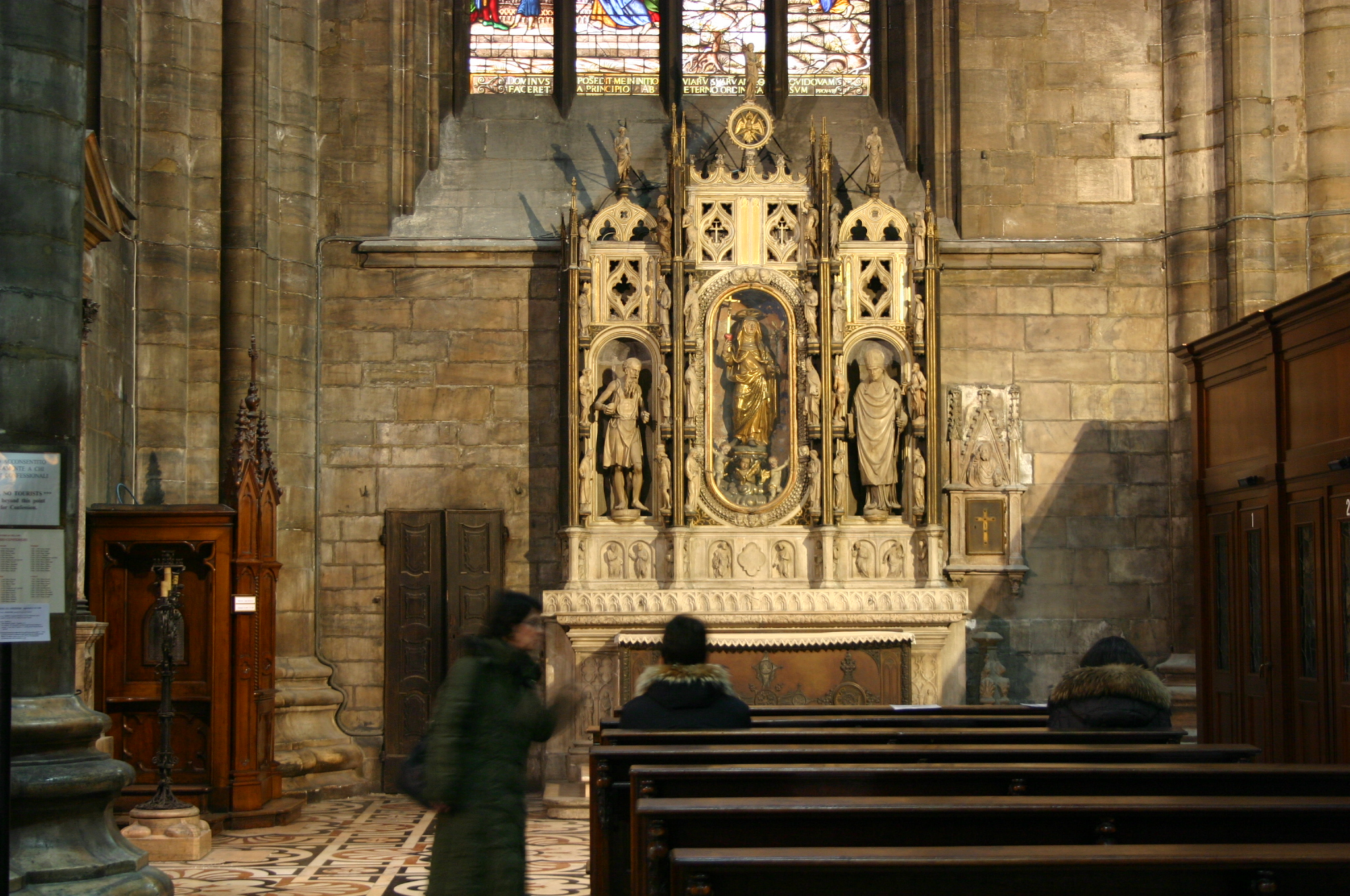
Altare di Santa Caterina

#### Tiburio
Al centro della chiesa si apre il tiburio di Giovanni Antonio Amadeo, alto 68 metri e con una base di forma ottagonale, sostenuta da quattro arcate a sesto acuto e pennacchi. La volta vera e propria è retta dalle lunette a sesto acuto e da quattro archi a tutto sesto, non visibili, nascosti dagli archi acuti.
Gli affreschi a tondo nei pennacchi con i Dottori della Chiesa sono opera di scuola lombarda del 1560-1580 circa. Il profilo delle arcate ospita 60 statue di Profeti e Sibille sono in stile tardogotico della seconda metà del Quattrocento e sono influenzate dall'arte borgognona e renana, che sembrano anticipare il rinascimento lombardo. Le vetrate nelle finestre sono del 1958 e raffigurano gli eventi del Concilio Vaticano II.

##### Campane
Il duomo possiede tre campane che suonano altrettante note: Mi bemolle3 calante, Si2 e un La bemolle2 molto calante; assieme costituiscono il concerto campanario più pesante della diocesi lombarda (e anche dell'intera provincia metropolitana), con 14995 chilogrammi di peso complessivo di bronzo.
- La campana maggiore, dedicata alla Beata Vergine Maria, venne fusa da Giovanni Battista Busca nel 1582 e benedetta da san Carlo Borromeo e ha un diametro di 2,13 m. È la campana più grande di Lombardia, ufficialmente la settima in Italia per peso e dimensioni. Il peso stimato supera le 6 tonnellate.
- La campana mezzana, dedicata a sant'Ambrogio, venne eseguita nel 1577 da Dionisio Busca e ha un diametro di 1,76 m.
- La campana minore, dedicata a san Barnaba, ritenuto l'Apostolo evangelizzatore di Milano, venne fusa da Gerolamo Busca nel 1515 e ha un diametro di 1,28 m.

Queste tre campane sono situate nell'intercapedine del tiburio tra la volta interna e le pareti esterne. Non sono visibili dall'esterno.
Le campane, originariamente a slancio e posizionate su un campanile posto sulla terrazza sopra la navata maggiore, demolito nel 1868, oggi per problemi statici sono fisse e suonano mediante il movimento del battaglio.
Sulla terrazza del tiburio, dietro una guglia, è collocata una quarta campana dedicata a santa Tecla, fusa nel 1553 da Antonio Busca (la nota emessa è un Si4).

#### Presbiterio

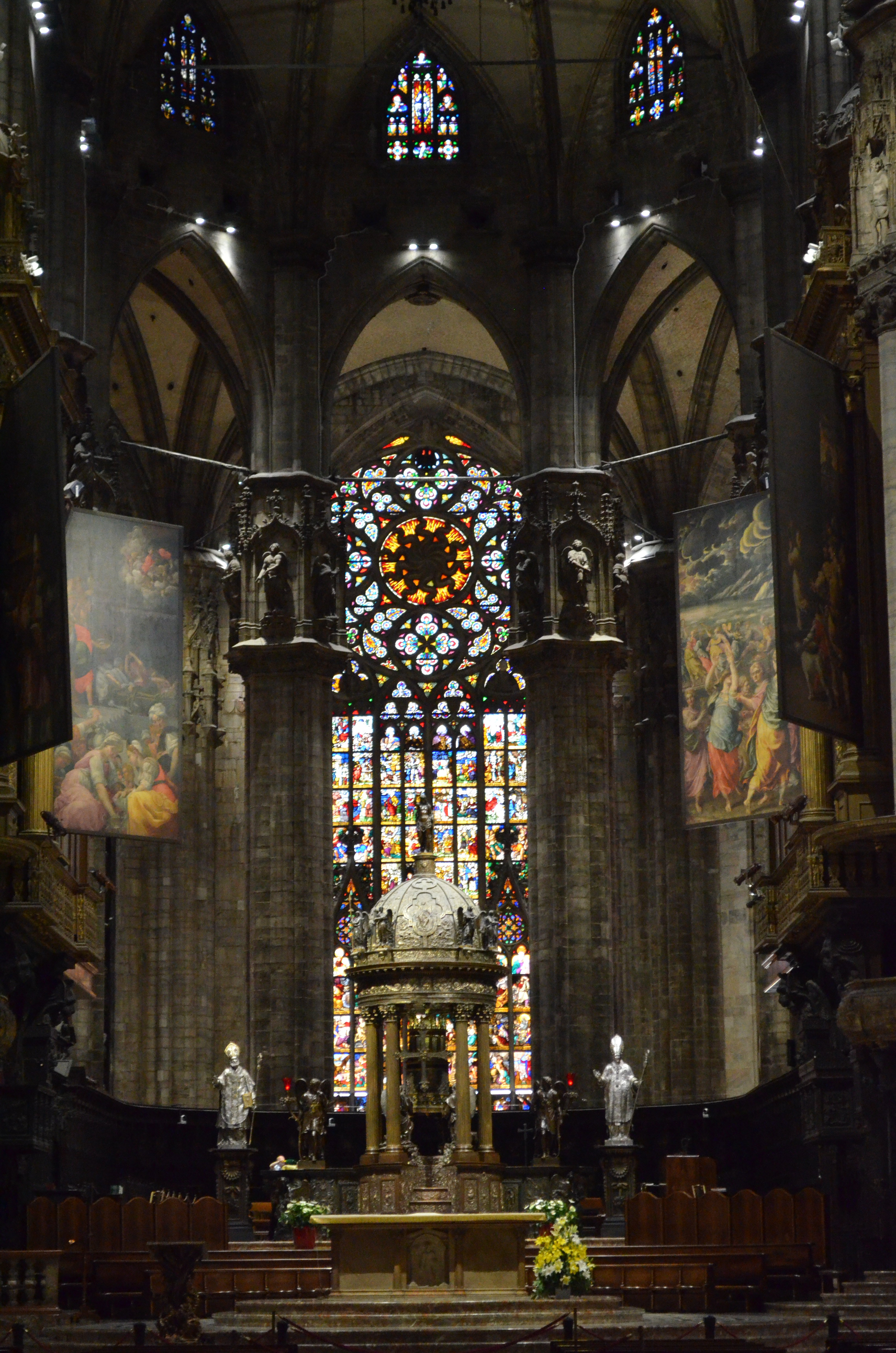
Il presbiterio.

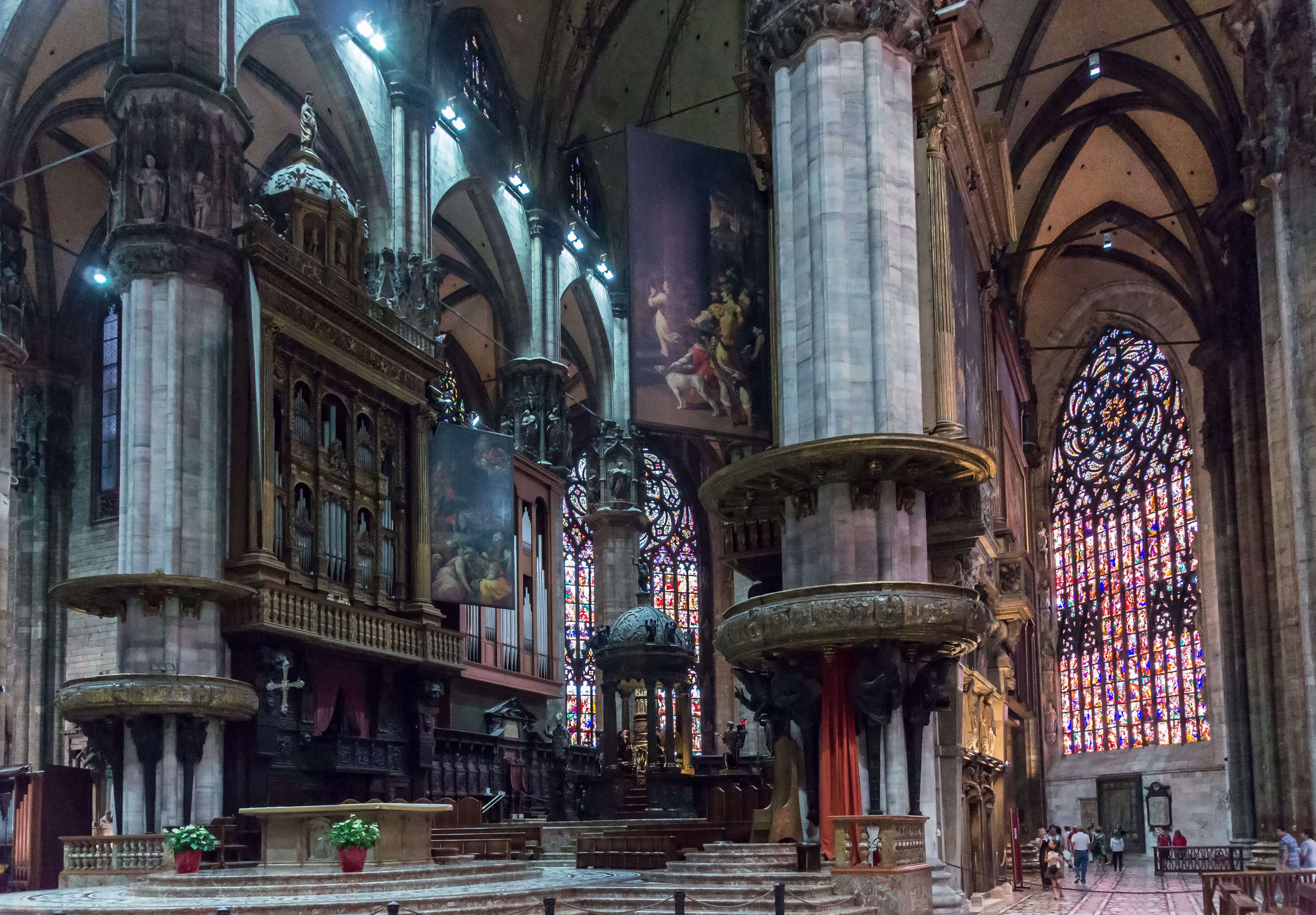
Il presbiterio con i due pulpiti

Il complesso del presbiterio corrisponde all'area racchiusa dai dieci piloni absidali, e circondata dal deambulatorio. Il suo aspetto attuale risale all'ultima metà del Cinquecento. La sua sistemazione e le decorazioni che oggi vediamo furono commissionate da Carlo Borromeo e operate dal suo architetto prediletto, Pellegrino Tibaldi, secondo i dettami del Concilio di Trento. Ulteriori trasformazioni furono operate negli anni ottanta del novecento, a seguito del restauro statico dei piloni del tiburio.
Oggi il presbiterio è diviso in due parti, con diverse funzionalità.
Il presbiterio festivo ha accesso da una gradinata semicircolare e occupa una parte della navata centrale e il vecchio coro senatorio (dove si riunivano le magistrature civili e quelle delle confraternite), con vari piani ripavimentati di recente sulla decorazione del Pellegrini.
Nel punto più elevato si trova l'altare maggiore, proveniente dalla basilica di Santa Maria Maggiore, e consacrato dal papa Martino V il giorno 16 ottobre del 1418, che segnò l'inizio ufficiale dell'officiatura della nuova cattedrale. La nuova posizione sopraelevata venne decisa da Carlo Borromeo. Risale all'epoca della ricostruzione di Milano dopo le distruzioni del Barbarossa, attorno alla fine del XII secolo. La decorazione romanica, di estrema semplicità, è costituita da dieci lastre di marmo alternate ad altrettanti pilastrini ottagonali, che reggono la grande mensa rettangolare. Al centro dell'altare è collocato un rilievo trovato nel lato interno delle lastre che lo compongono, che faceva parte di un sarcofago romano-pagano del III secolo d.C., già riutilizzato come sepoltura di un martire cristiano, come testimonia una croce sul fondo e un cartiglio. Esso raffigura un romano togato reggente un cartiglio, all'interno di un'edicola.
La cattedra e l'ambone, dello scultore Mario Rudelli, a seguito dell'adeguamento liturgico delle chiese, sono del 1985 e sono accompagnati da due pulpiti cinquecenteschi, progettati dal Pellegrini, che con la sua traslazione inversa segna la continuità della storia di fede con le radici storiche. Già nel 1965 era stato posto un nuovo altare ligneo volto verso l'assemblea comunitaria voluto dal cardinale Giovanni Colombo poi modificato fino alla definitiva stesura voluta dal cardinale Carlo Maria Martini. I due pulpiti di forma circolare, circondano i due pilastri che reggono il tiburio. Entrambe sono sorretti da quattro monumentali cariatidi in bronzo, che reggono i parapetti realizzati da lastre di rame sbalzato e dorato, come pure i baldacchini che ne coronano le sommità. Il sinistro fu terminato nel 1585. È dedicato al Nuovo Testamento e retto dai simboli degli Evangelisti. Il destro, terminato nel 1602, presenta rilievi del Vecchio Testamento e quattro cariatidi con i Dottori della Chiesa. Sono opera di Giovanni Andrea Pellizzoni e bronzi di Francesco Brambilla il Giovane (1585-1599).

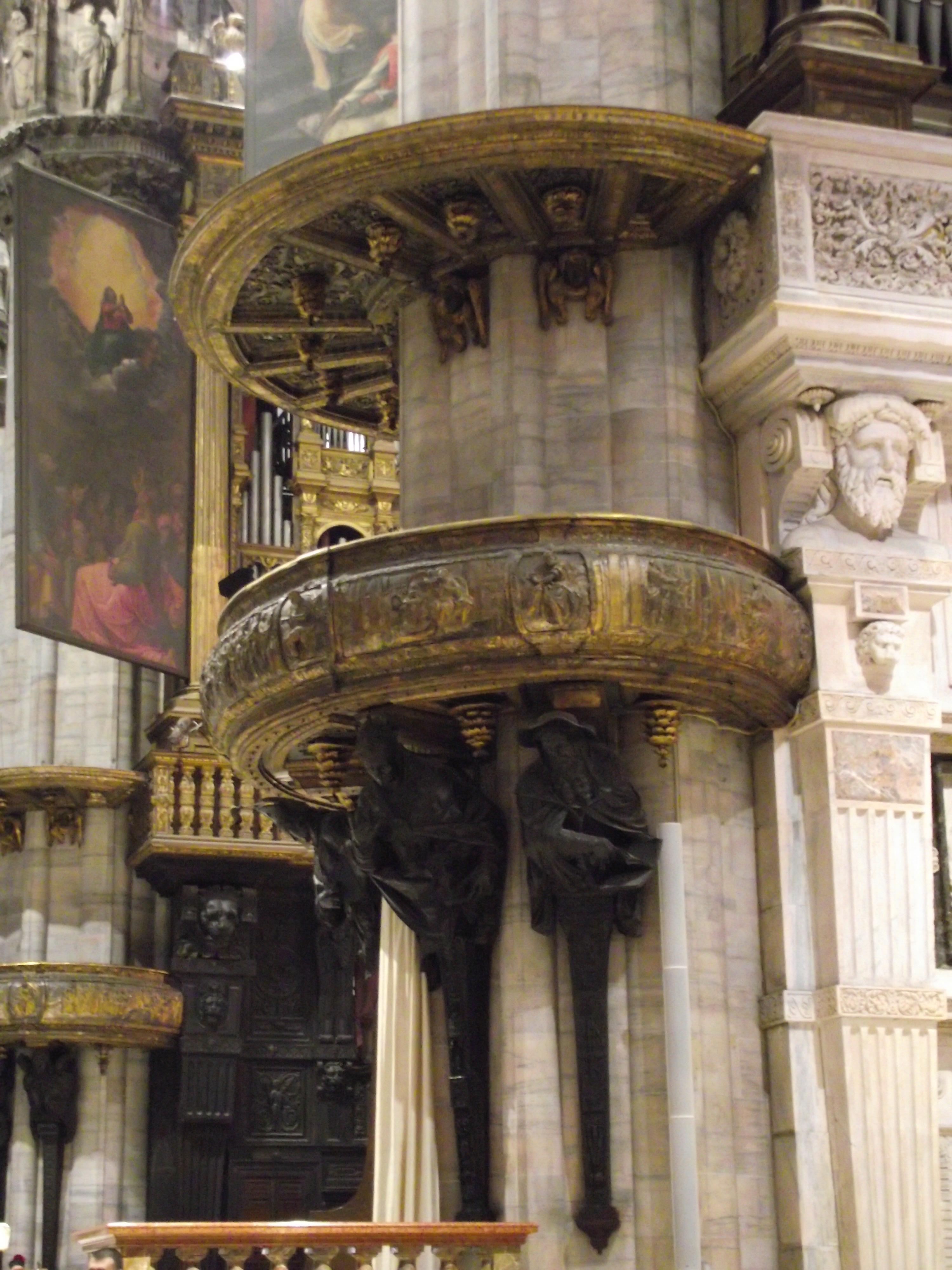
Uno dei pulpiti cinquecenteschi del Pellegrini.

Al centro dell'area presbiteriale sorge il Tempietto o ciborio del Pellegrini, che racchiude al suo interno il tabernacolo cilindrico a torre, dono del 1561 del papa Pio IV Medici al nipote Carlo Borromeo. Il tempietto ha la forma di un piccolo tempio classico circolare, retto da otto colonne corinzie, la cui cupola è adornata da statue di angeli e coronata dal Salvatore. Esso ripete nella forma il tabernacolo interno, cilindrico, retto da quattro angeli e interamente modellato con episodi della vita di Cristo. Ai due lati del ciborio sono le due imponenti statue in argento di san Carlo e sant'Ambrogio, capolavoro di scultura e oreficeria barocca. La statua di san Carlo, risalente al 1610, fu modellata dallo scultore Andrea Biffi e cesellata dall'orafo Verova. La pianeta è finemente decorata con venti ovali che narrano gli episodi della vita del santo. La Mitra è ornata con perle e pietre preziose donate dai fedeli. La statua di sant'Ambrogio, Successiva di quasi un secolo (1698), presenta maggiore enfasi ed espressività. L'intera superficie è fittamente cesellata e decorata con diamanti e pietre dure.
Il ciborio segna anche il confine con la Cappella Feriale, l'altra sezione del presbiterio. Si tratta di uno spazio separato e raccolto realizzato nel 1986 nel vecchio presbiterio e nel coro, dove potere raccogliere i fedeli durante le liturgie della settimana.
Anche il coro che ligneo delimita questa zona risale al Cinquecento e fu voluto da san Carlo. È composto da un doppio ordine di stalli intagliati, quello superiore per i canonici, quello inferiore per il Capitolo. Furono intagliati da Giacomo, Giampaolo e Giovanni Taurini, Paolo de' Gazzi e Virgilio de' Conti su disegni forniti da Pellegrini, nel 1567-1614. I rilievi raccontano 71 Episodi della vita di sant'Ambrogio con altrettante figure di martiri nell'ordine superiore, Storie di arcivescovi milanesi in quello inferiore.

##### Sacro Chiodo

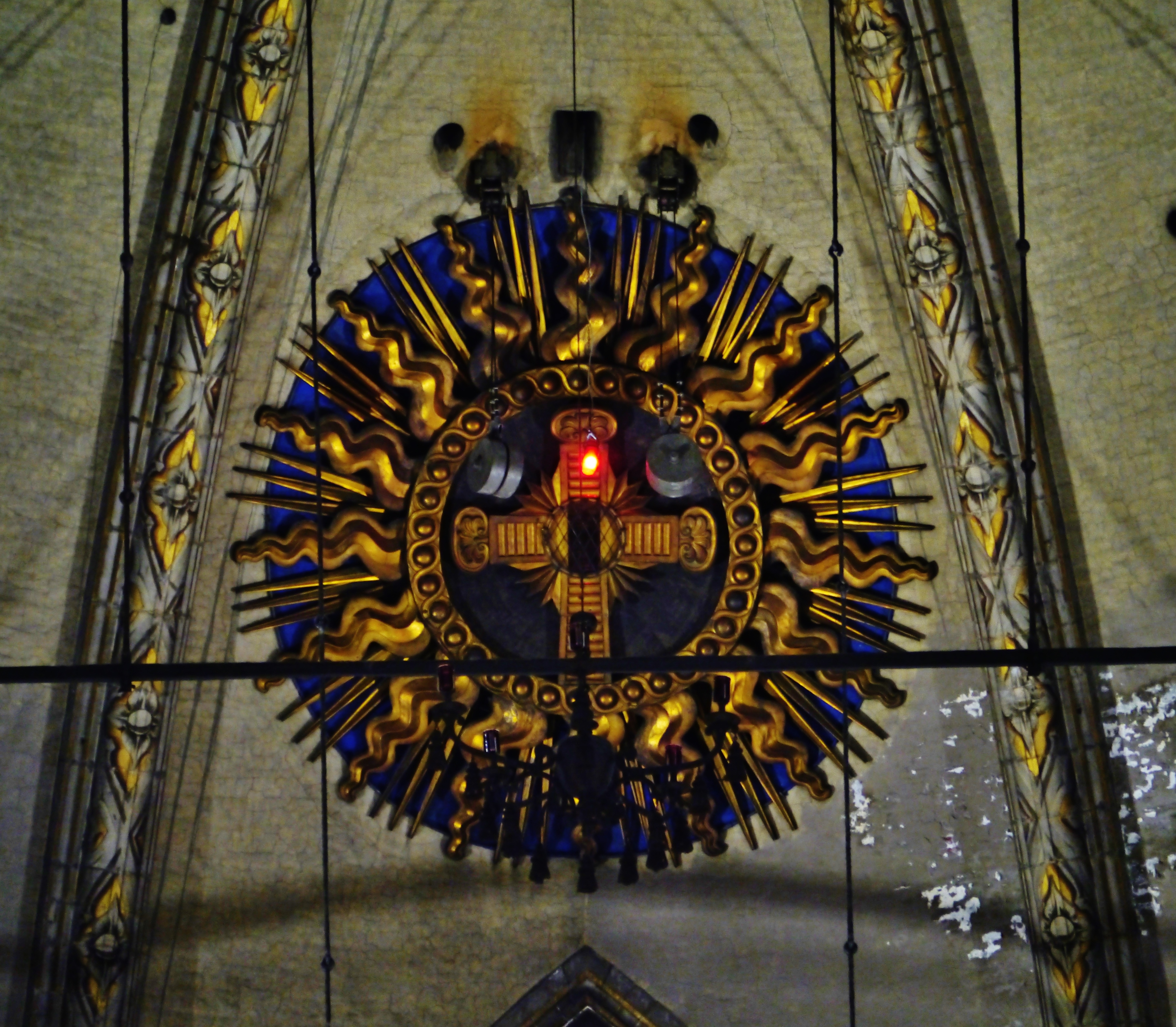
Reliquiario del Sacro Chiodo

Sospeso sopra l'altare maggiore, attaccato alla chiave di volta, si trova la reliquia più preziosa del duomo, il chiodo della Vera Croce (Sacro Chiodo), che secondo la tradizione era stato rinvenuto da sant'Elena e usato come morso del cavallo di Costantino I.
Il Sacro Chiodo è conservato in una nicchia contenuta in una copia della serraglia in rame dorato con il rilievo del Padreterno (poi nel Museo del Duomo). Anche se sospeso molto in alto, una luce rossa lo rende visibile da tutta la cattedrale. Il chiodo è prelevato dall'arcivescovo e mostrato ai fedeli ogni 3 maggio, festa dell'"Invenzione della santa Croce" (cioè del ritrovamento della Croce), viene portato in processione il 14 settembre, festa dell'Esaltazione della santa Croce. Per prelevare il chiodo dalla sua custodia viene utilizzata la seicentesca nivola, un curioso ascensore meccanizzato, da cui prende il nome la celebrazione del rito della Nivola. Dei quattro chiodi della Vera Croce, altri due si trovano, secondo la tradizione, nella Corona ferrea a Monza e alla basilica di Santa Croce in Gerusalemme a Roma. Il quarto chiodo che avrebbe tenuto la scritta "INRI", dalla tradizione più dubbia, si troverebbe nella cattedrale di Colle di Val d'Elsa in provincia di Siena.

##### Organi

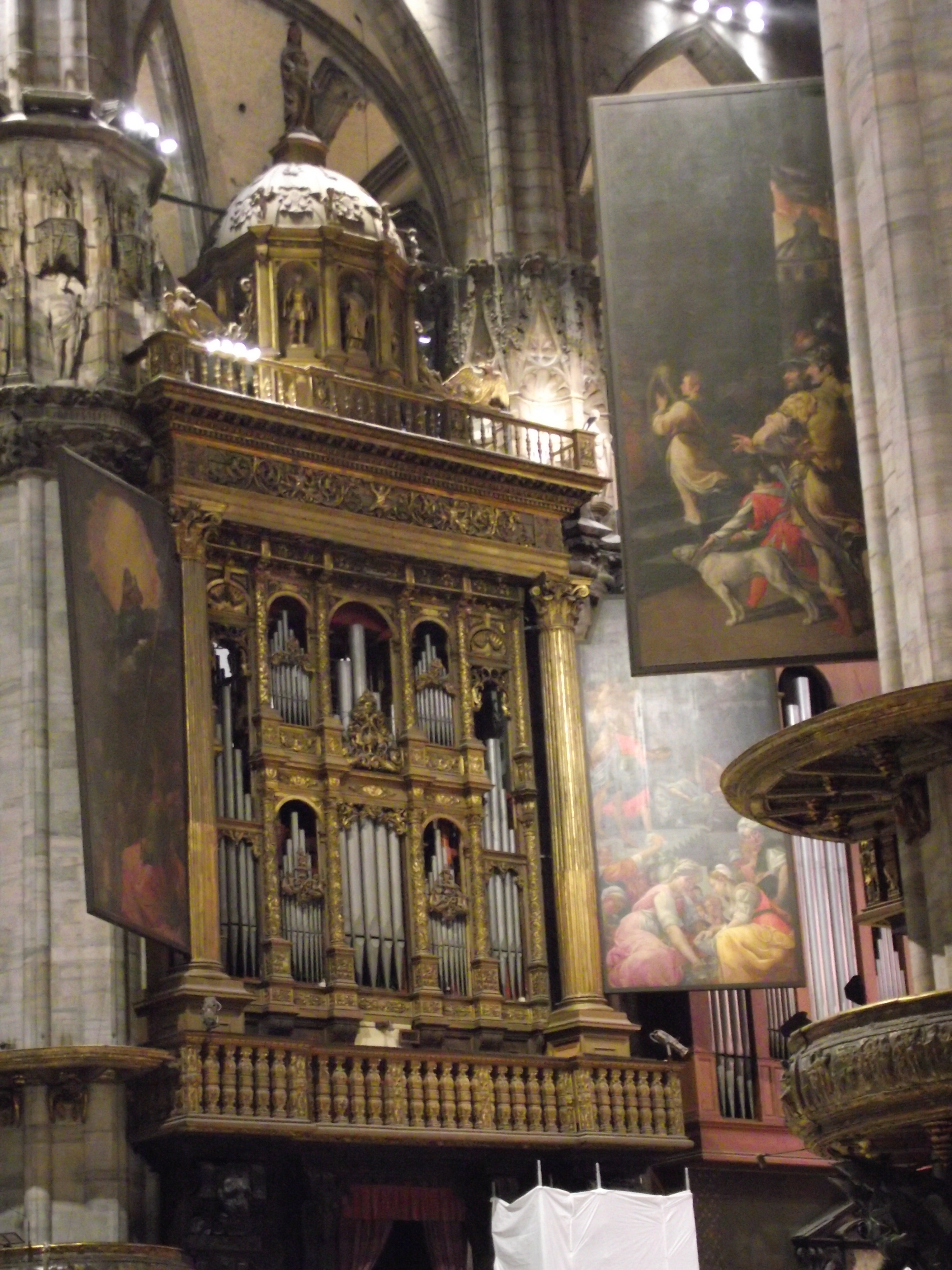
Corpi settentrionali dell'organo (1395-1986)

Si può dire che l'organo del duomo fu una dotazione importante fin dalla nascita della costruzione. Il primo organo fu commissionato già nel 1395 a Martino degli Stremidi ed era funzionante nel 1397. Seguirono continue modifiche, aggiunte e ripristini. Un punto d'arrivo è l'opera di Gian Giacomo Antegnati che tra il 1533 e il 1577 costruì l'organo nord, con 12 registri e 50 tasti, che fu trasportato nella posizione attuale nel 1579. Nel 1583 venne commissionato a Cristoforo Valvassori l'organo sud (1584-1590), in sostituzione di quello più antico. Le ante di quest'ultimo hanno grandi dipinti: a sinistra con Storie della Vergine e dell'Antico Testamento di Giuseppe Meda (1565-1581); a destra la Natività e il Passaggio del Mar Rosso di Ambrogio Figino e Storie del Vecchio e Nuovo Testamento di Camillo Procaccini (1592-1602). Gli intagli dorati delle casse sono di Giovan Battista Mangone, Sante Corbetta, Giacomo, Giampaolo e Giovanni Taurini.
I due grandi organi nord e sud furono continuamente rimaneggiati, passando tra l'altro dalla trasmissione meccanica a quella pneumatica fino a quella attuale, elettrica. Sono dotati di otto grandi ante (quattro verso il presbiterio e quattro verso il tornacoro) che possono aprirsi o chiudersi per modulare il volume, riverbero ed echi. Nell'elenco degli organisti titolari vi è anche il figlio di Johann Sebastian Bach, Johann Christian Bach. Nel corso del XIX secolo anche i Serassi parteciparono alla ristrutturazione dell'organo. Nel 1937 furono aggiunti altri quattro corpi, in modo che tutti quanti fossero comandati dalla stessa consolle. Il risultato acustico fu tuttavia deludente, al punto che tutto il complesso degli organi fu risistemato in occasione della ristrutturazione del presbiterio negli anni 1985-1986. Oggi i quattro organi aggiunti sono posti accanto ai due più antichi, in nuove casse lignee semplici e lineari. La consolle attuale è stata posta sotto la cassa cinquecentesca di destra (sud). L'ultima ristrutturazione (quella del 1986) fu eseguita dalla ditta Tamburini.
L'organo del Duomo di Milano conta 15.800 canne ed è uno dei maggiori organi del mondo. Accanto a questo grande organo ne è stato aggiunto un secondo, di piccole dimensioni, posto sulla parte sinistra, accanto al luogo dove prende posto il coro, proprio per essere vicino ai cantori quando serve un accompagnamento meno imponente di quello costituito dall'organo principale.

#### Cripta

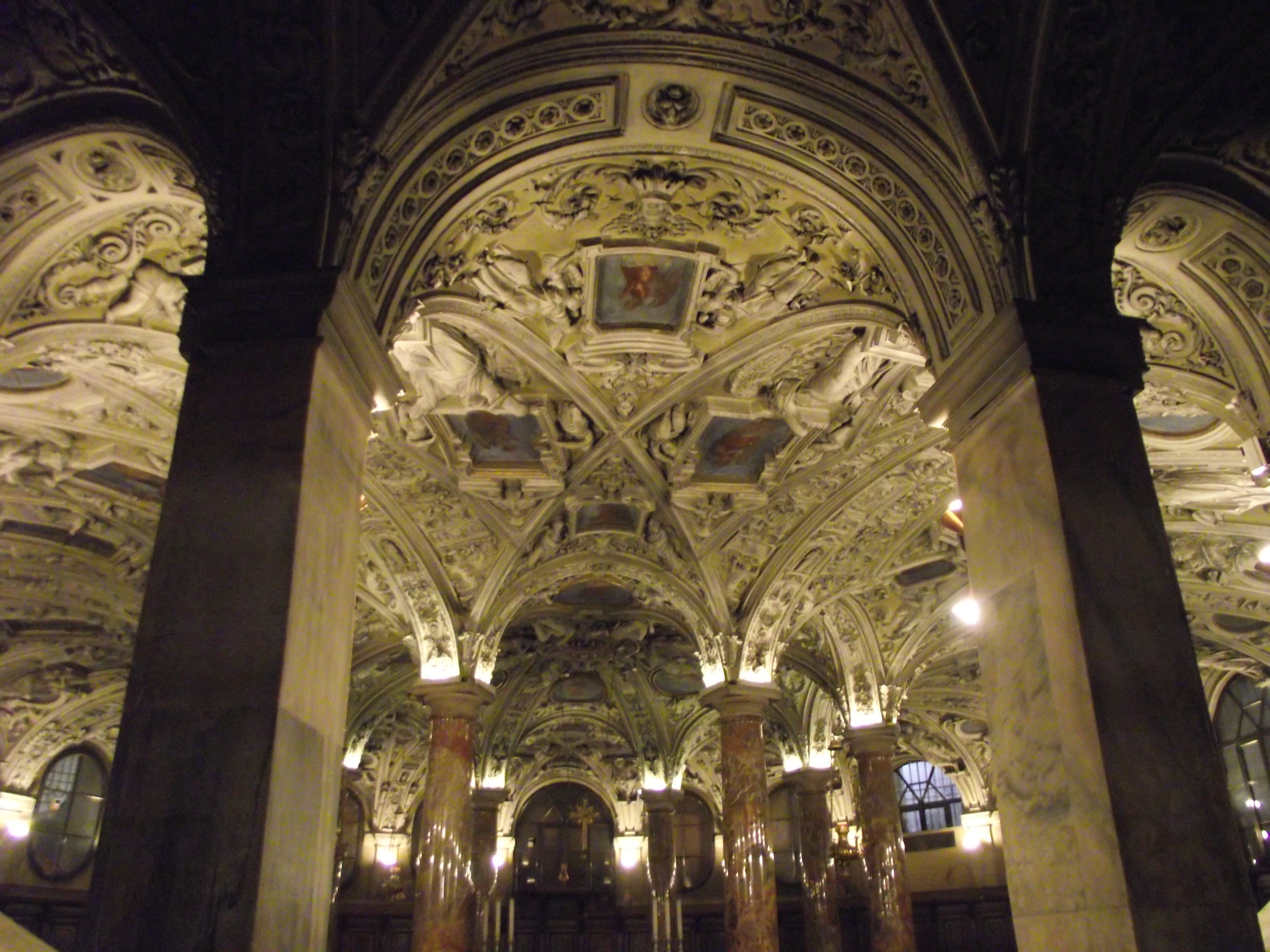
La cripta.

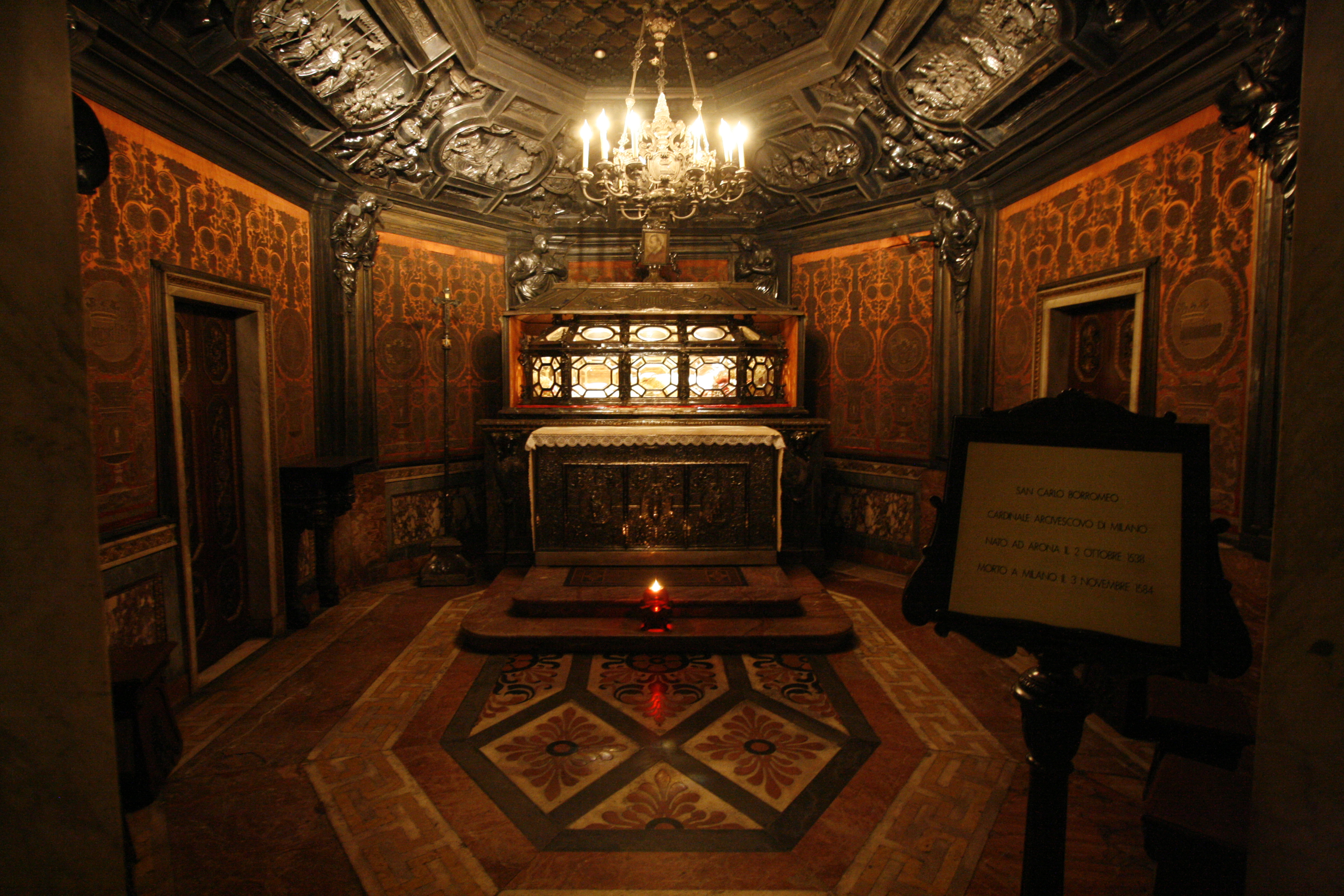
Lo "Scurolo di San Carlo"

Nel retrocoro, davanti alle sacrestie meridionali, si aprono le scale che scendono alla cripta. Al termine delle scale, oltre l'ingresso al Tesoro, si passa a un vestibolo rifatto da Pietro Pestagalli nel 1820, che dà accesso allo scurolo di San Carlo, e alla cripta. Quest'ultima è un ambiente circolare disegnato dal Pellegrini con un peribolo attorno all'altare. Il piccolo ambiente veniva utilizzato durante il periodo invernale dai canonici, al posto del soprastante coro, per la temperatura più mite. Per questo motivo era anche detto coro iemale o invernale. La cappella circolare è occupata al centro dall'altare, circondato da otto colonne in marmo rosso che sorreggono la volta interamente coperta da una fittissima e raffinata decorazione a stucco e affresco. Addossati alle pareti sono gli stalli lignei del coro, di semplice fattura. Una serie di finestre ovali si affaccia sul deambulatorio soprastante.
Dalla parte opposta rispetto al coro invernale è il cosiddetto scurolo di San Carlo, una cappella a base ottagonale schiacciata, progettata da Francesco Maria Richini nel 1606. Tutta la fascia superiore e il soffitto sono decorati da lamine d'argento con scene della vita di san Carlo, fatte eseguire dal Cardinal Alfonso Litta verso il 1670. Il corpo del santo è custodito in un'urna di argento cesellato, con le pareti di cristallo di rocca donata da Filippo IV di Spagna. Il Cerano fornì i disegni degli angeli e delle figure che ornano il sarcofago, capolavoro dell'oreficeria barocca. San Carlo giace in abito pontificale, con una croce in tormalina e diamanti donata da Maria Teresa d'Austria. La maschera d'argento fu modellata sull'originale maschera di cera presa dopo la sua morte.

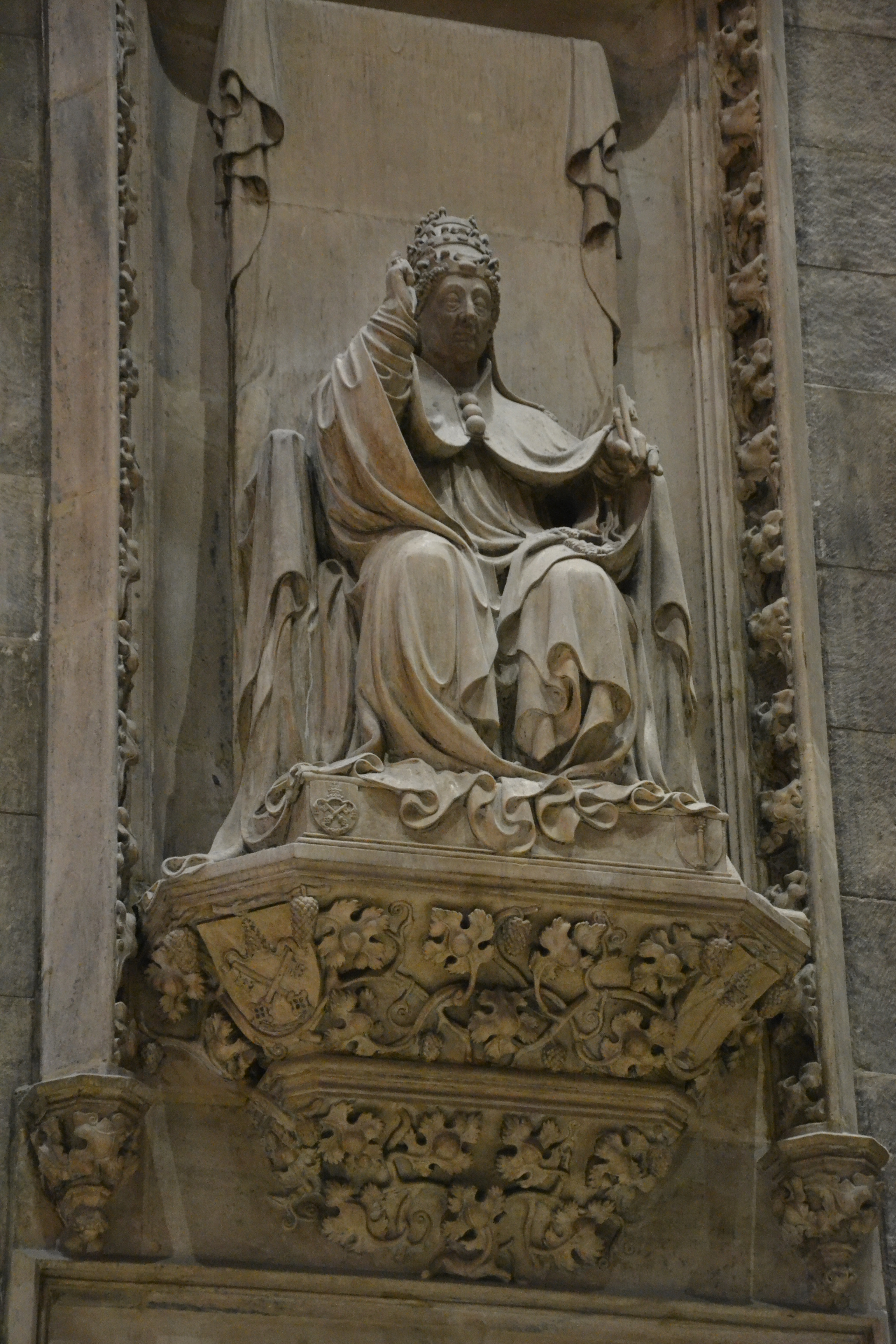
Jacopino da Tradate, Monumento a Papa Martino V, 1424

#### Deambulatorio

##### Retrocoro con leStorie di Maria
Il deambulatorio è la galleria che corre sul retro del coro, illuminata dai tre immensi finestroni absidali. Il suo lato interno è costituito dal retrocoro marmoreo del Pellegrini, di forma semicircolare, composto da due ordini sovrapposti uno sull'altro. L'ordine inferiore, ritenuto di Galeazzo Alessi, è decorato da erme con sembianze angeliche, cherubini e teste di leoni di gusto manierista. In esso si aprono l'accesso alla cripta, e la corona di finestroni che le danno luce. L'ordine superiore è decorato da 32 cariatidi in forma di Angeli su disegno dello stesso Pellegrini realizzati da Francesco Brambilla il Giovane. A essi sono intervallati e tabelle a rilievo, con diciassette Storie di Maria e dieci Simboli mariani, scolpite all'epoca di Federico Borromeo. La storia si dipana dal pulpito meridionale, e costituisce un importante ciclo di scultura barocca. Vi sono rappresentati la Natività di Maria, la Presentazione al tempio, lo Sposalizio, l'Annunciazione, la Visitazione, il Sogno di Giuseppe, il Presepe, la Circoncisione, la Fuga in Egitto, la Disputa con i dottori, le Nozze di Cana, la Crocefissione, la Deposizione, l'Apparizione del Risorto alla madre, il Transito della Vergine, l'Assunzione, l'Incoronazione di Maria. Tra gli episodi relativi alla vita di Maria sono posti dei simboli mariani, con cartigli dotati di estratti dal Siracide. Furono scolpiti dai più apprezzati autori milanesi del tempo: Gian Andrea Biffi, Marcantonio Prestinari, Giovanni Pietro Lasagna, Giovanni Bellanda, Gaspare Vismara.

##### Monumenti a pontefici e cardinali
La prima campata contiene il Monumento a Papa Pio XI Ratti, arcivescovo di Milano nei sei mesi precedenti la sua elezione a Papa, di cui rappresenta un fedele ritratto. La statua, scolpita da Francesco Messina nel 1969, lo ritrae in solenni vesti pontificali con la tiara e le chiavi di San Pietro mentre impartisce la benedizione, riprendendo il monumento gotico di Martino V poco distante. Qui si trova l'accesso alla sagrestia meridionale.
Il Monumento a papa Paolo VI, risale al 1988, e commemora Giovanni Battista Montini, arcivescovo di Milano dal 1954 al 1963. Scolpito da Floriano Bodini, reinterpreta il dinamismo e l'esuberanza del gotico e del manierismo prevalenti nella cattedrale in chiave contemporanea, con un particolare modellato del marmo di carrara che lo rende simile a cera plasmata.
Nella seconda campata si trova l'altare della Vergine dell'Aiuto, con un affresco quattrocentesco ridipinto. La lapide sepolcrale di Niccolò e Francesco Piccinino, capitani di ventura di Filippo Maria Visconti, è sormontata dal mensolone con la statua a figura intera del Monumento a Papa Martino V, pregevole monumento di scultura tardogotica di Jacopino da Tradate. La cornice e il mensolone, così come il ricco panneggio del papa, rappresentano un tipico esempio del gusto decorativo dell'ultima fase del gotico. Fu scolpito nel 1424 su commissione di Filippo Maria Visconti, per commemorare il papa che il 6 ottobre 1418 consacrò il Duomo.
Segue il Monumento al cardinale Marino Ascanio Caracciolo, governatore di Milano morto nel 1538, opera manierista di Agostino Busti detto il Bambaia. Il cenotafio è caratterizzato dall'acceso contrasto fra il nero del Marmo di Varenna, di cui è composta l'edicola, e il biancore delle statue che la ornano. La struttura architettonica, costituita da una semplice trabeazione retta da colonne tuscaniche, si presenta sobria e disadorna, a differenza delle precedenti opere del Bambaia che presentano una ricca decorazione. Il corredo statuario comprende, al centro il Redentore benedicente a figura intera, circondato da san Paolo e san Pietro. Ai lati san Girolamo in veste cardinalizia e sant'Ambrogio con la tradizionale frusta. Al centro della lunetta è il tondo dal quale emerge la Vergine con il bambino, mentre ai lati sono due piccoli Angioletti. L'opera scultorea di maggiore pregio è tuttavia la statua giacente del defunto che sormonta il sarcofago. Il cardinale è rappresentato su di un triclinio dalle linee classiche, mentre sembra essersi appisolato durante la lettura del libro che tiene aperto sulle ginocchia. Il viso del governatore, segnato dalle rughe, appare immerso nel sonno e costituisce l'ultimo capolavoro del Bambaia.
La terza campata ha una copia dell'antica lastra marmorea del Chrismon Sancti Ambrosii e un bassorilievo con Pietà e due angeli di un maestro renano del XIV secolo, oltre a uno stendardo della congregazione del Rosario, del tardo Cinquecento, con ricami e pitture.

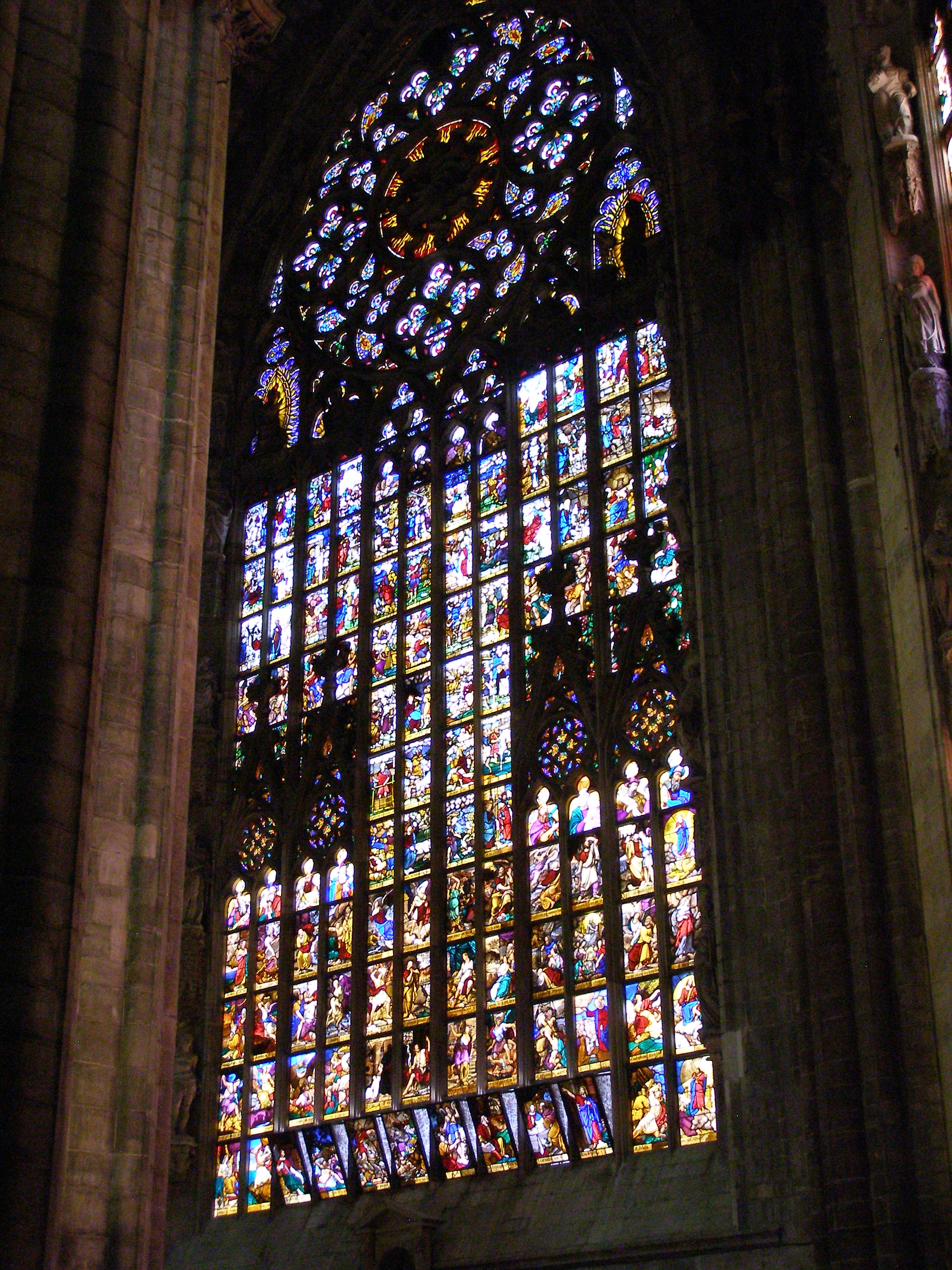
La vetrata absidale della "razza" viscontea

Nella quarta campata il Monumento a san Carlo del 1611 commemora la consacrazione di Carlo Borromeo del 20 ottobre 1577, affiancata dalle erme del Tempo e dell'Eternità, in parte opera di Pietro Daverio, e da due lastre marmoree con l'elenco dei santi dei quali sono conservate reliquie nel Duomo.
La quinta campata presenta un Crocifisso con dalmatica duecentesco custodito sotto vetro e proveniente dal Castello Sforzesco nel 1449.
La sesta campata ha un Crocifisso con vergine e santi, affrescato da un maestro lombardo all'inizio del XV secolo. Su un elaborato mensolone di gusto tardomanierista (opera di Francesco Brambilla il Vecchio), si trova il Monumento a papa Pio IV benedicente di Angelo Marini (1567). Il monumento commemora lo zio di san Carlo, Angelo Medici di Marignano, il cui stemma mediceo è retto da uno dei fantasiosi angeli che decorano la mensola. Un altro affresco lombardo coevo è il San Giovanni Battista e Madonna col Bambino. Nella settima campata si trova il portale della sagrestia nord.

##### Vetrate absidali
I tre immani finestroni absidali sono i più antichi e i più ampi della cattedrale. Le due vetrate laterali, di 130 pannelli ciascuna, contengono Storie del Nuovo Testamento e Storie del Vecchio Testamento. Furono integralmente rifatte in un arco di tempo che va dal 1833 al 1865 da Giovanni Battista Bertini e dai figli Pompeo e Giuseppe, allora direttore dell'Accademia di Brera. La vetrata centrale, dedicata alla Visione dell'Apocalisse mantiene invece nella parte alta una cinquantina di pezzi del XV e XVI secolo. Essa fu originariamente commissionata nel 1416 a Franceschino Zavattari, Maffiolo da Cremona e Stefano da Pandino. Alla fine del Quattrocento vi intervennero anche Cristoforo de' Mottis e Niccolò da Varallo. È detto anche della "razza" o sole visconteo, dal gigantesco sole che vi campeggia nel mezzo, simbolo araldico, insieme al biscione, dei Visconti Duchi di Milano.

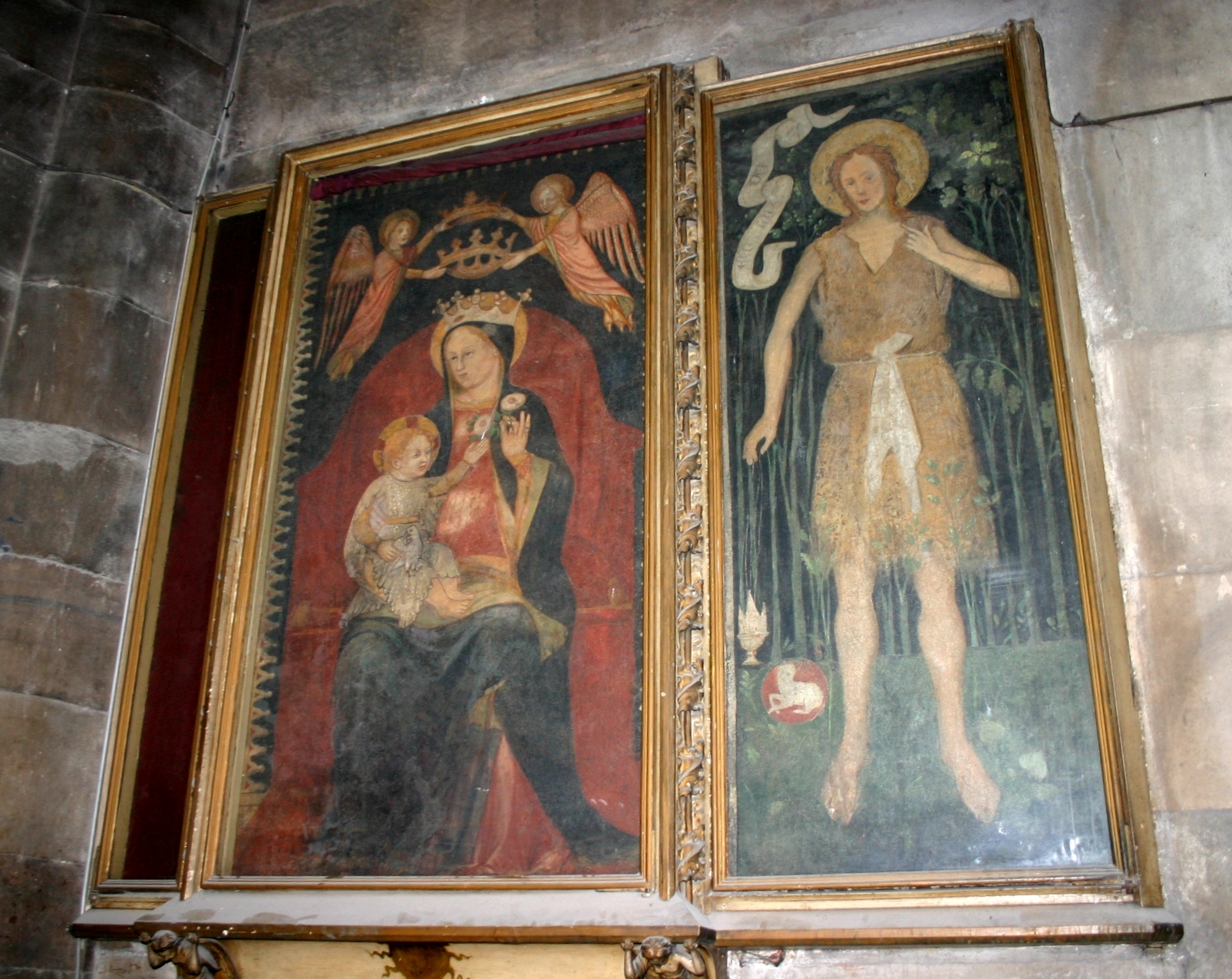
Madonna con Bambino e San Giovanni, maestro lombardo all'inizio del XV secolo
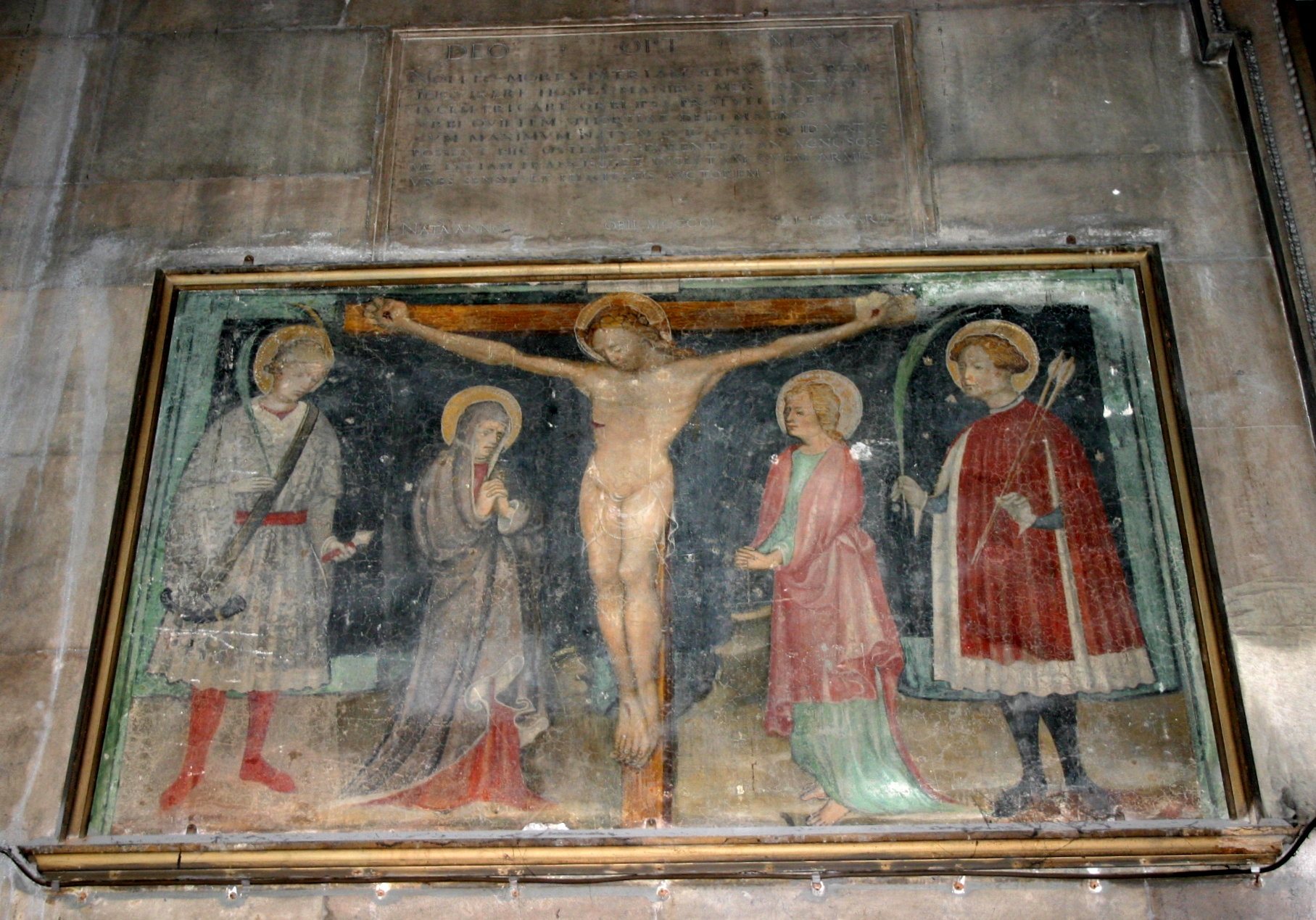
Crocefissione del XV secolo
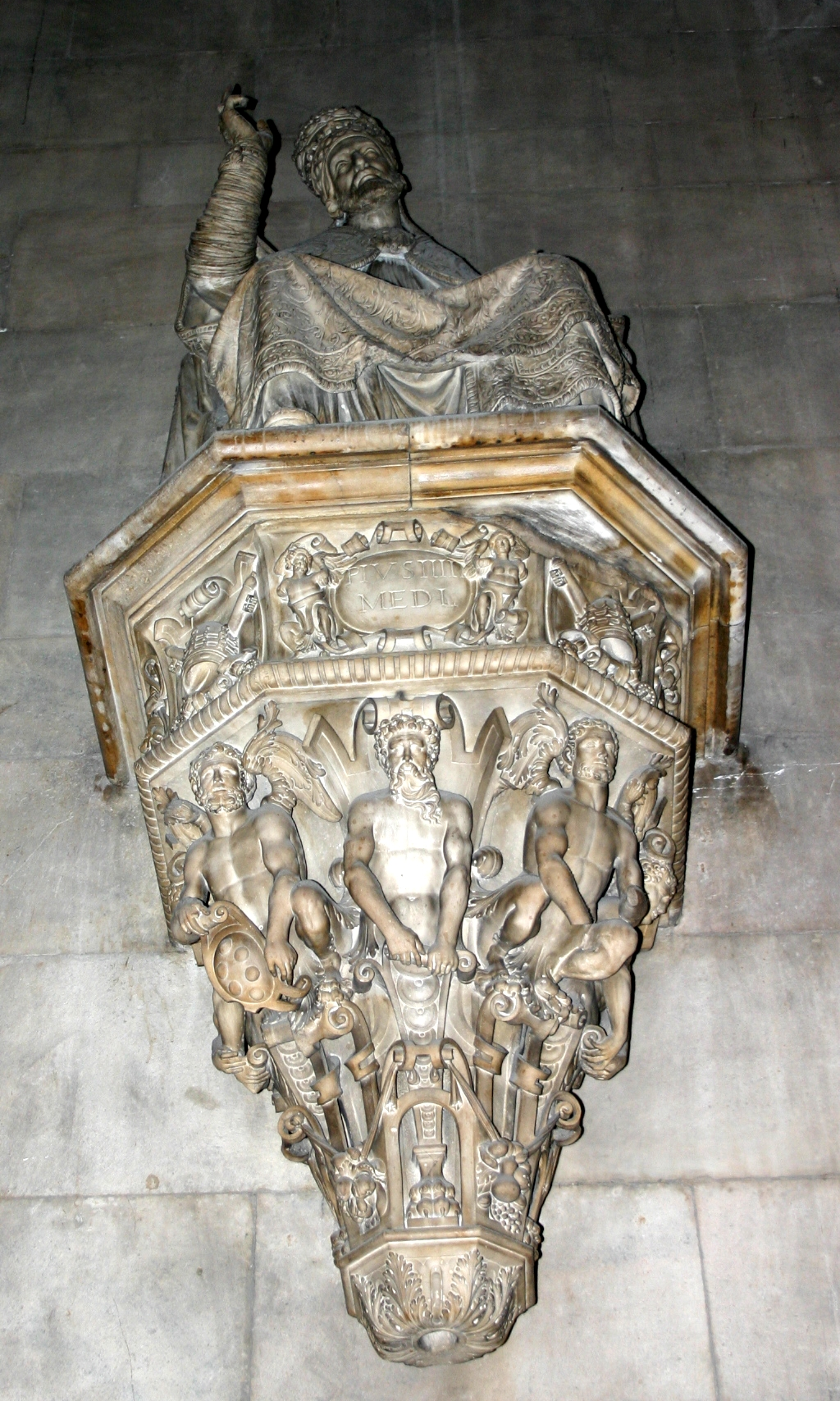
Monumento a Pio IV
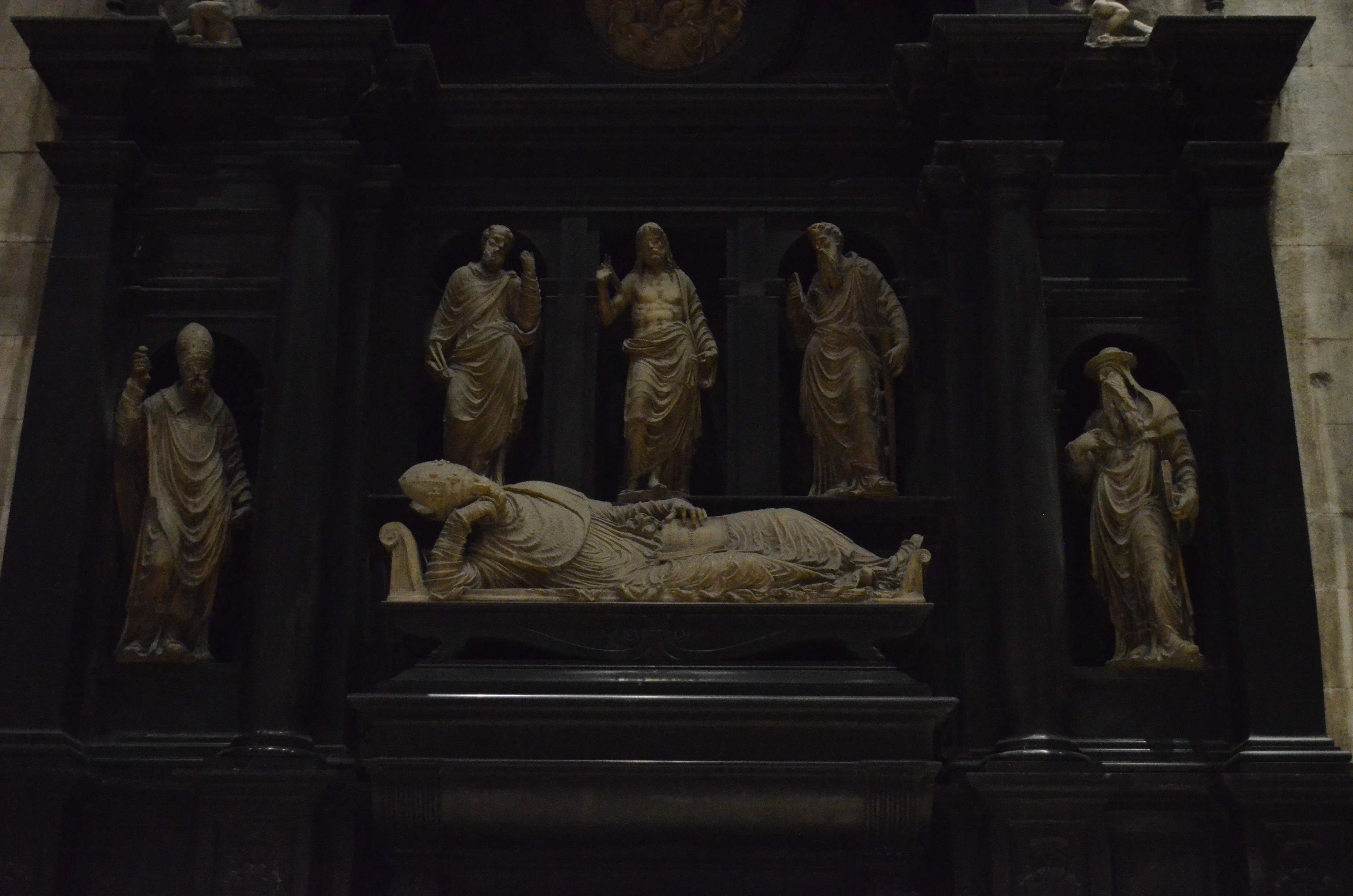
Bambaia, Monumento a Marino Caracciolo, 1538
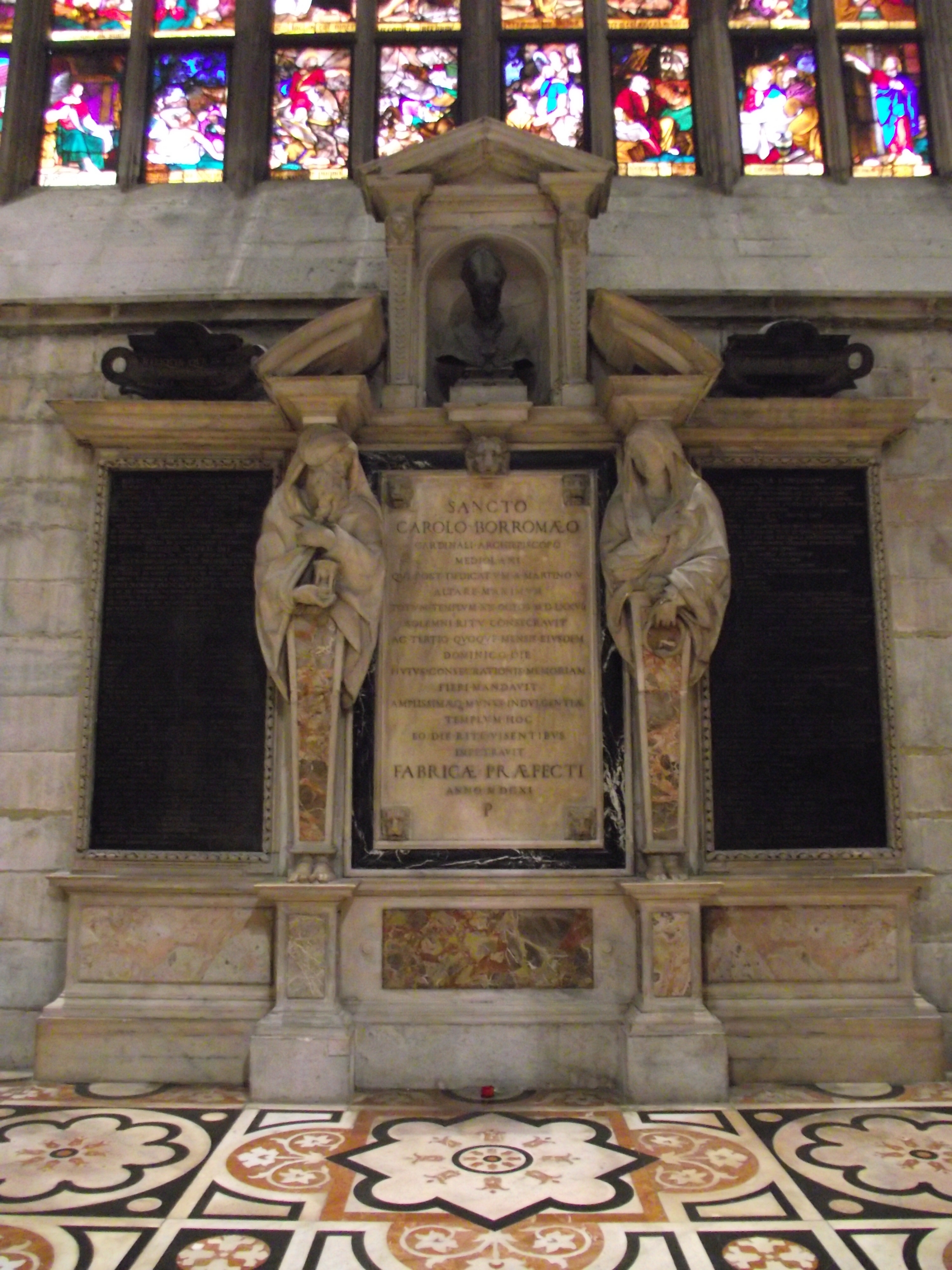
Monumento a Carlo Borromeo
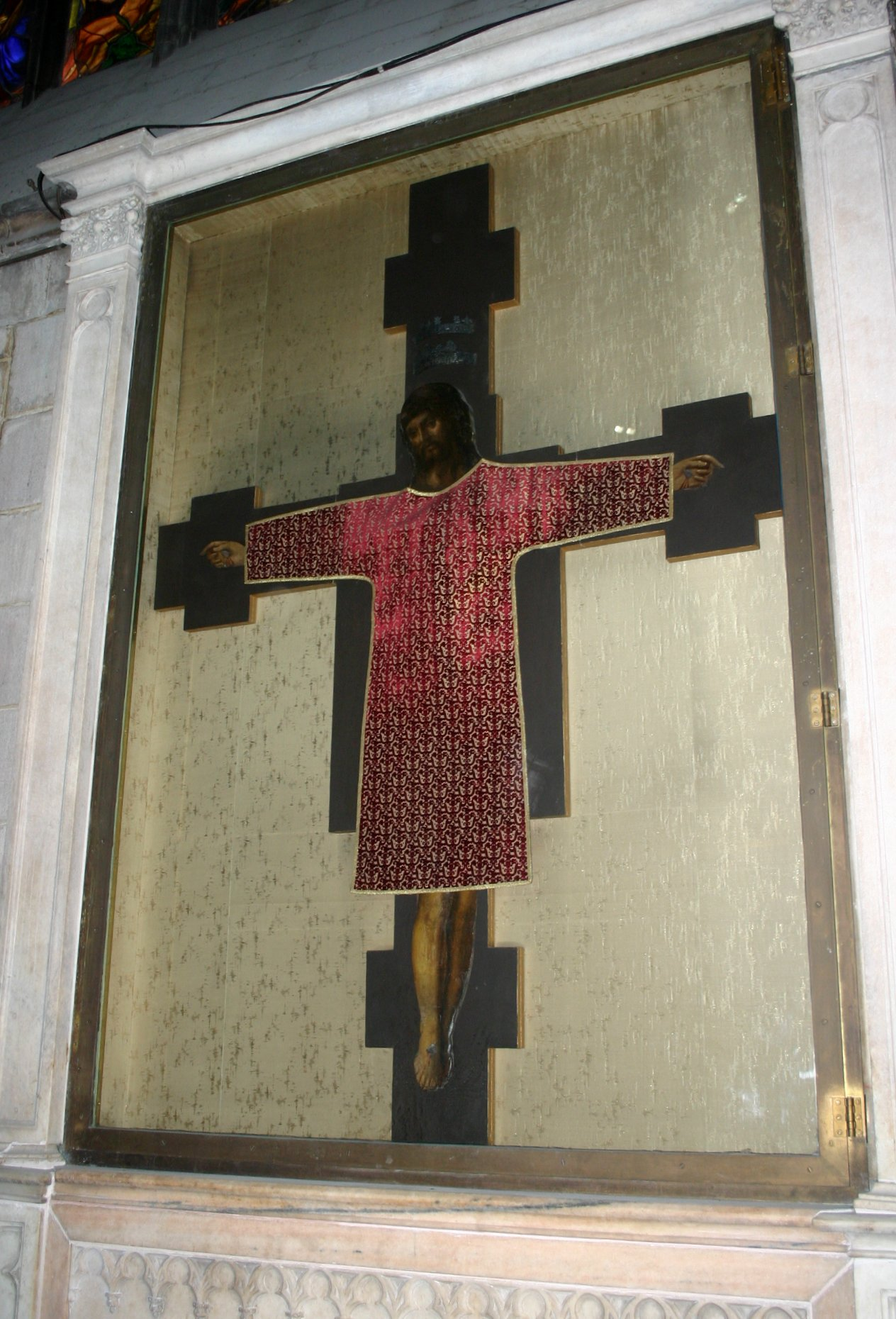
Il Crocifisso del Castello Sforzesco

##### Sagrestia meridionale

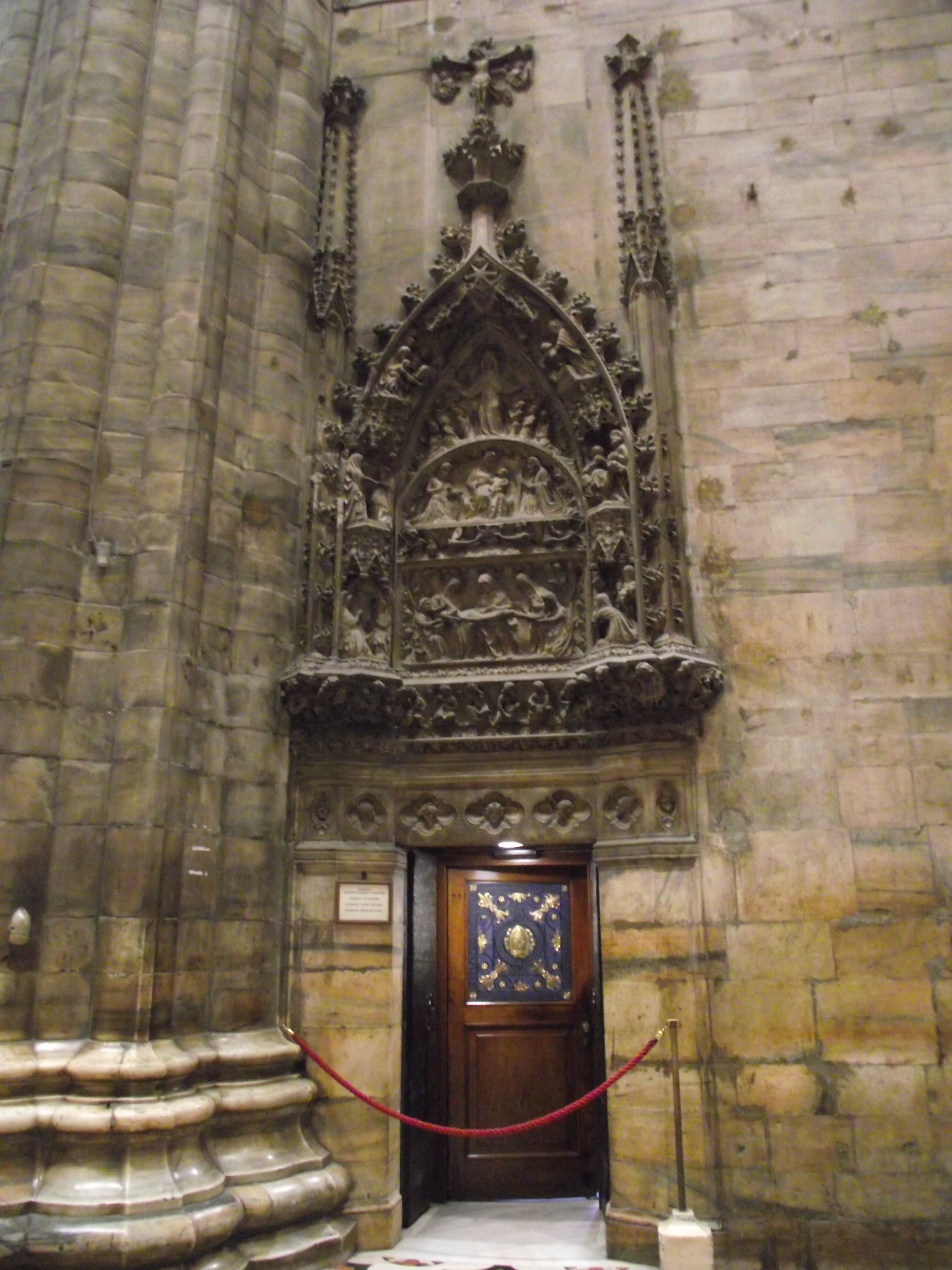
Portale della Sacrestia meridionale

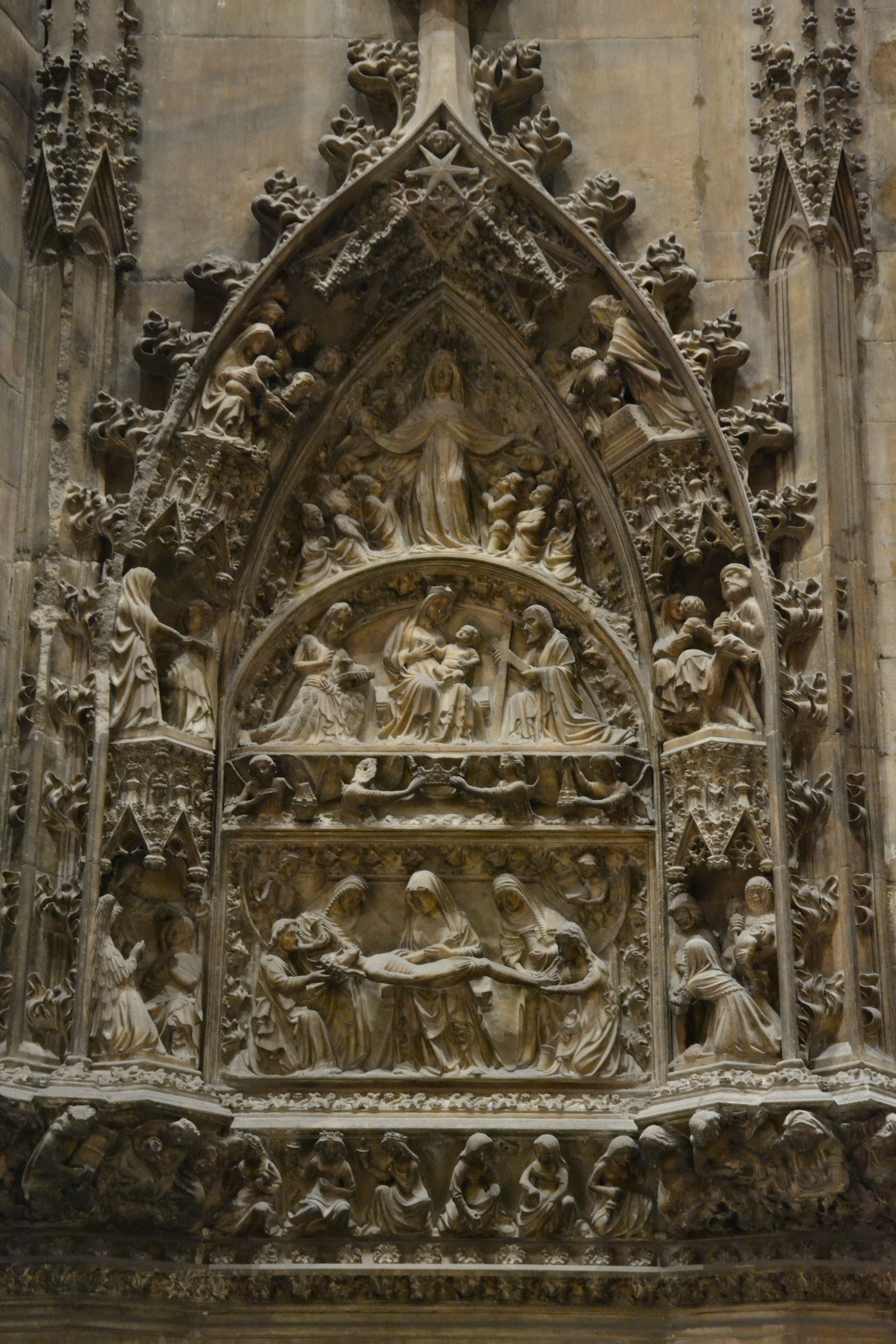
Hans von Fernach, lunetta portale della sagrestia meridionale (1391)

Il portale della sacrestia meridionale è un eccezionale capolavoro di scultura tardogotica, perfettamente conservato, realizzato dallo scalpellino tedesco Hans von Fernach, o Giovanni di Fernach, alla fine del Trecento. Il vibrante brano di scultura si sviluppa al di sopra dell'architrave della porta, attribuito invece a Giovannino de' Grassi, che lo decorò a formelle quadrilobate con Teste di Profeti come il portale della sagrestia settentrionale. La sobrietà decorativa del portale contrasta nettamente con il ridondante stile delle decorazioni soprastanti.
L'opera è interamente dedicata alla celebrazione di Maria. Il coronamento ha la forma di un arco ogivale fiancheggiato da due pinnacoli, e terminante nella Crocifissione. L'intera composizione presenta una fervida fantasia nell'ideazione e una raffinata ed esuberante ricchezza nella realizzazione. Alla base si trovano i rilievi delle Vergini sagge e delle Vergini folli, le prime con le lampade accese e le seconde con le lampade spente, secondo la Parabola delle dieci vergini molto frequente nell'iconografia medioevale. La stessa freschezza caratterizza le rappresentazioni degli episodi della Vita di Maria negli intradossi nell'arco, alternati agli elaborati coronamenti. Da sinistra: l'Annunciazione, la Visitazione, la Natività, la Fuga in Egitto e la Strage degli innocenti. Al primo livello della composizione una composta Pietà mostra una raffinata eleganza grafica nelle sinuose linee dei panneggi contrastante con la rigida fissità del corpo di Cristo. Al centro della lunetta una Madonna del Latte è affiancata da san Giovanni e sant'Andrea inginocchiato. Nella cuspide la Madonna della Misericordia è raffigurata con le braccia tese ad aprire l'ampio manto per accogliere il popolo dei fedeli. L'estradosso della lunetta presenta la tradizionale decorazione gotica a grandi foglie arricciate, o "gattoni".
L'interno della sacrestia è rivestito da armadi seicenteschi. Sopra l'ingresso si trova un Martirio di santa Tecla di Aurelio Luini (1592). Il lavabo ha un dossale con cuspide, nella cui lunetta si trova un medaglione polilobato con Gesù e la samaritana, di Giovannino de' Grassi (1396). A sinistra si trova una nicchia con un Cristo alla colonna di Cristoforo Solari.

##### Sagrestia settentrionale

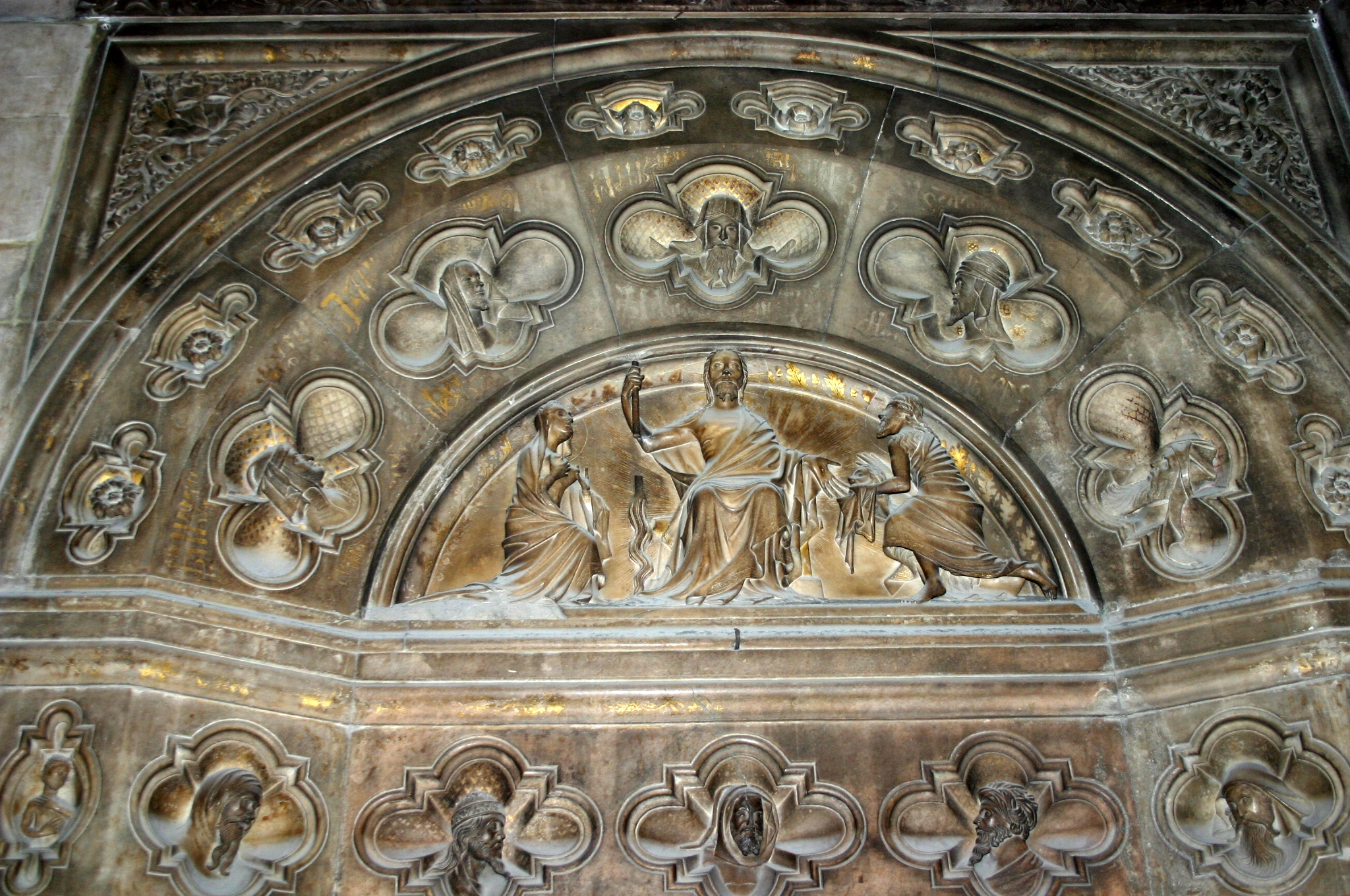
Giacomo da Campione, Portale della sagrestia settentrionale (1389)

La sagrestia settentrionale rappresenta il punto esatto dal quale partì la costruzione della cattedrale, come testimonia la presenza di decorazioni in cotto, sostituite poi dal marmo in tutto il resto dell'edificio. Presenta nel portale la più antica opera di scultura del Duomo, opera di Giacomo da Campione e Giovannino de' Grassi risalente al 1386. L'architrave e la strombatura della lunetta contengono eleganti formelle quadrilobate, da cui emergono le Teste di Profeti, che con eleganti barbe e fantasiosi copricapi testimoniano il gusto elaborato del gotico internazionale. Nella lunetta il Cristo in trono è affiancato da una Madonna del latte, ritratta nel gesto simbolico di donare il latte del proprio seno, e da san Giovanni Battista, che esibisce la sua testa sul vassoio. Nell'architrave soprastante, la colomba dello spirito santo è affiancata da quattro cariatidi dalle sembianze di angeli, che sorreggono una grande edicola con cuspidi sovrapposte, fiancheggiata da quattro pinnacoli. Nell'arco acuto al centro dell'edicola superiore si trova il rilievo con la Gloria di Cristo. Cristo in trono, benedicente, è sorretto da un gruppo di cherubini all'interno della mandorla fiammeggiante, attorniato da angeli e santi. L'intera opera presenta resti della primitiva policromia.
All'interno della sagrestia, il pavimento è di Marco Solari da Carona del 1404-1407. Dietro gli armadi barocchi resta un frammento di un'arcata gotica in laterizio, che testimonia la primissima fase costruttiva del Duomo (1386-metà del 1387). Uno dei fastigi degli armadi è dipinta dal Morazzone con San Carlo e due angeli (1618). In una nicchia si trova la statua del Redentore di Antonio da Viggiù, mentre la volta è affrescata da Camillo Procaccini.

## Misure e dimensioni

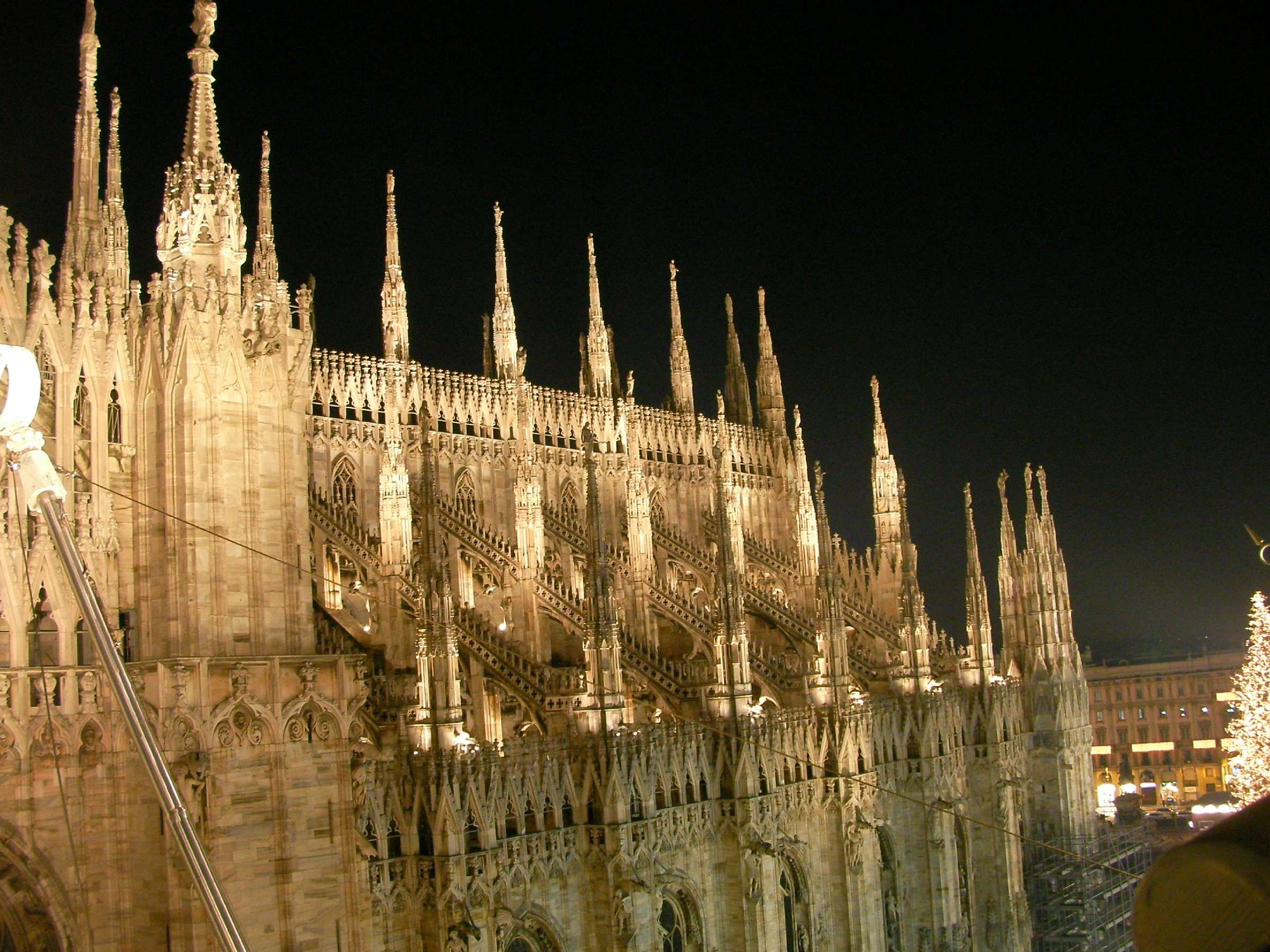
Le guglie di notte

| Parametro                                   | Misura                        |
| ------------------------------------------- | ----------------------------- |
| Lunghezza totale esterna                    | 158,50 m                      |
| Lunghezza totale interna                    | 148,50 m                      |
| Larghezza esterna al transetto              | 93 m                          |
| Larghezza della facciata                    | 67,90 m                       |
| Larghezza interna del piedicroce a 5 navate | 57,61 m                       |
| Larghezza esterna del piedicroce            | 66 m                          |
| Altezza delle volte                         | 45 m                          |
| Altezza esterna del tiburio                 | 68 m                          |
| Altezza interna del tiburio                 | 50 m                          |
| Diametro del tiburio                        | 18 m                          |
| Altezza dei pilastri interni                | 24 m                          |
| Altezza della massima facciata              | 56,50 m                       |
| Altezza della Madonnina dal suolo           | 108,50 m                      |
| Altezza della statua della Madonnina        | 4,16 m                        |
| Diametro pilastri interni                   | 3,40 m                        |
| Numero pilastri interni                     | 52                            |
| Numero guglie                               | 135                           |
| Numero statue                               | 3400, di cui 2300 all'esterno |
| Superficie interna                          | 11.700 m²                     |

## Scavi

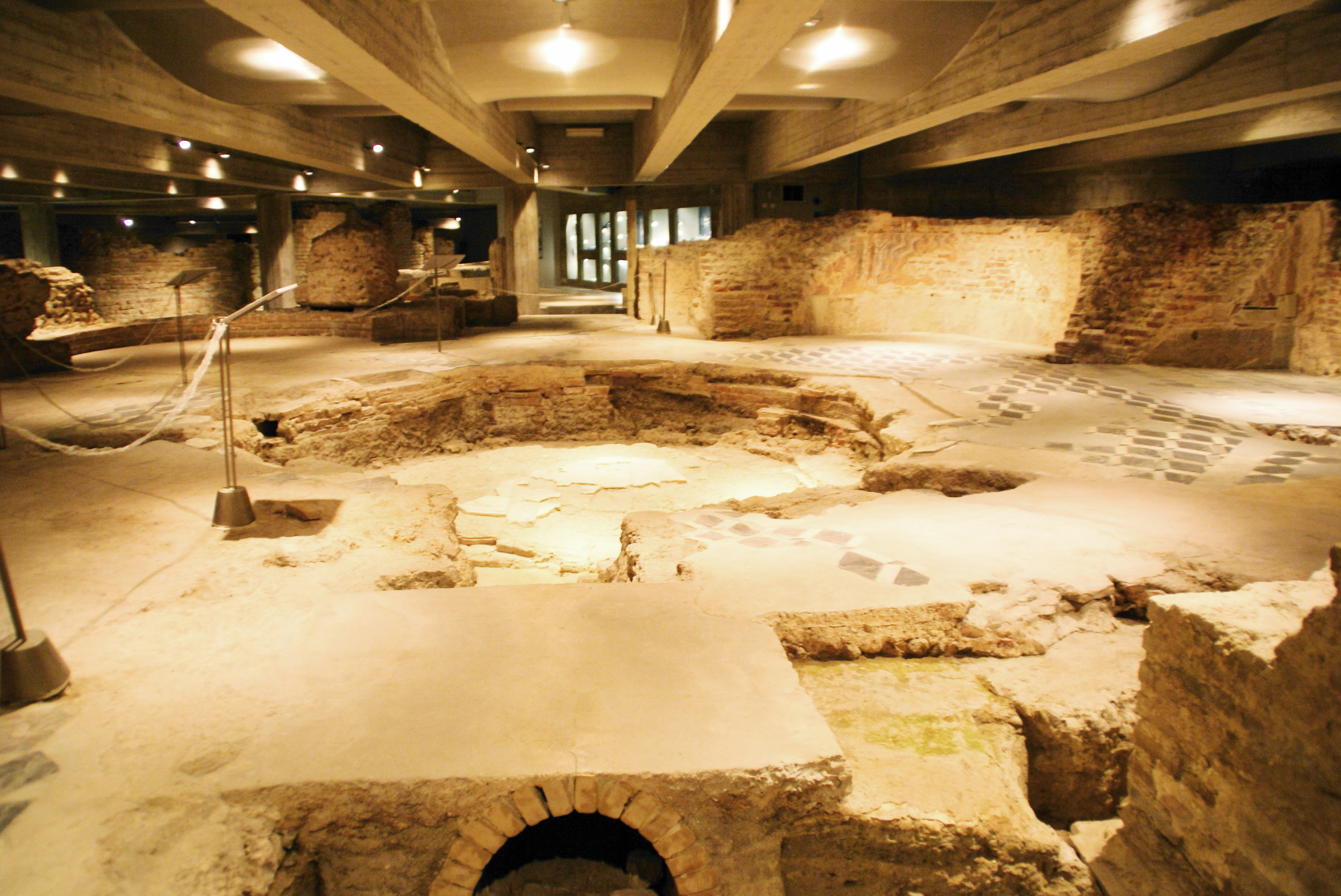
Scavi del battistero

Da una stretta scala nella facciata interna si può accedere al sotterraneo dove si trova il piano del calpestio del IV secolo, a circa quattro metri sotto il livello attuale della piazza. Qui si trovano i resti del battistero di San Giovanni alle Fonti, edificato dal 378 e compiuto entro il 397, dentro il quale sant'Ambrogio battezzò il futuro sant'Agostino, la notte di pasqua del 387. Aveva un impianto ottagonale, per un diametro di 19,3 metri, con nicchie che si aprivano nelle pareti alternativamente semicircolari e rettangolari. Al centro si trova ancora il fonte ottagonale, il più antico che sia documentato, che però è in gran parte spogliato della decorazione marmorea originale.
Altri resti sono pertinenti alle absidi della basilica di Santa Tecla, cattedrale estiva anteriore alla metà del IV secolo, demolita nel 1461-1462.

## Terrazze del Duomo

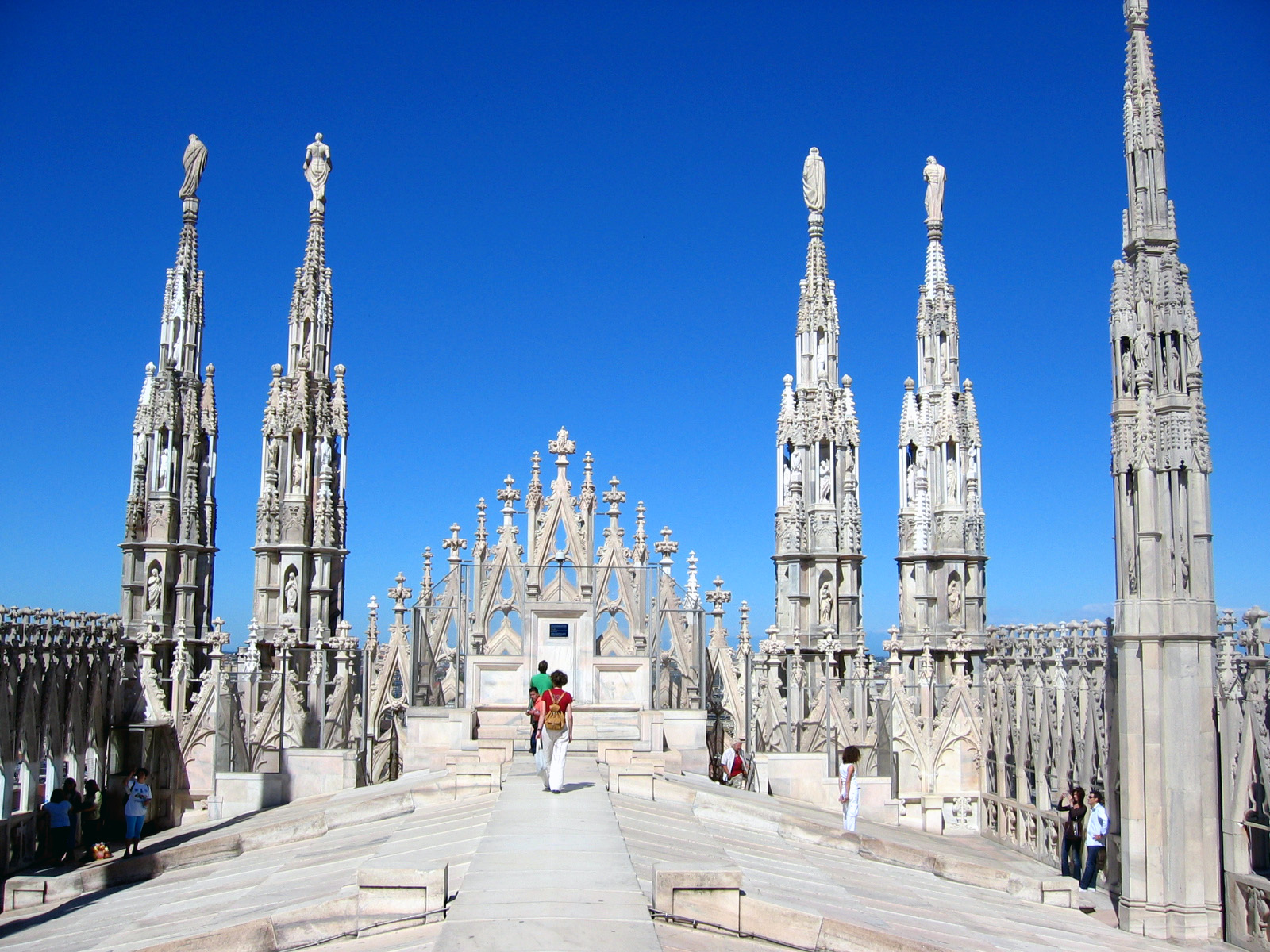
I terrazzi

Attraverso l'ascensore contenuto nel contrafforte est del braccio nord del transetto si può accedere alle terrazze del Duomo, dalle quali si gode una straordinaria vista sul fitto ricamo di guglie, archi rampanti (dove sono nascosti gli scarichi delle acque piovane), pinnacoli e statue, nonché sulla città.
Vicino all'ascensore si trova la guglia Carelli, la più antica del Duomo, che risale al 1397-1404 e fu costruita grazie al lascito di Marco Carelli. È decorata da statuette della prima metà del XV secolo che ricordano i modi borgognoni. La parte terminale è stata rifatta mentre la statua sulla sommità, raffigurante Gian Galeazzo Visconti, è una copia dell'originale di Giorgio Solari, oggi conservata nel Museo del Duomo. Tra tutte le altre guglie, solo sei risalgono al XV e XVI secolo e una decina sono del XVII e XVIII secolo.
Il tiburio di Giovanni Antonio Amadeo (1490-24 settembre 1500) è sormontato all'esterno da otto archi rovesci che sostengono la guglia maggiore, ultimata nel 1769 con una struttura marmorea, che è collegata a un'armatura di ferro del 1844. Attorno al tiburio si trovano quattro gugliotti, di progetto dell'Amadeo, che vide realizzato solo quello di nord-est (1507-1518), arricchito da statuaria coeva oggi in gran parte sostituita da copie; alla base del gugliotto si conserva il bassorilievo commemorativo con l'effigie dell'Amadeo. Quello di nord-ovest venne ultimato da Paolo Cesa Bianchi nel 1882-1887, quello di sud-ovest da Pietro Pestagalli nel 1844-1847 e quello di sud-est, che fa anche da torre campanaria, da Giuseppe Vandoni nel 1887-1892.
Tra le statue sono singolari quelle nella parte sud della falconatura della facciata, risalenti al rifacimento del 1911-1935: raffigurano gli Sport e sono un inconsueto esempio di statuaria degli anni Trenta.

## Madonnina

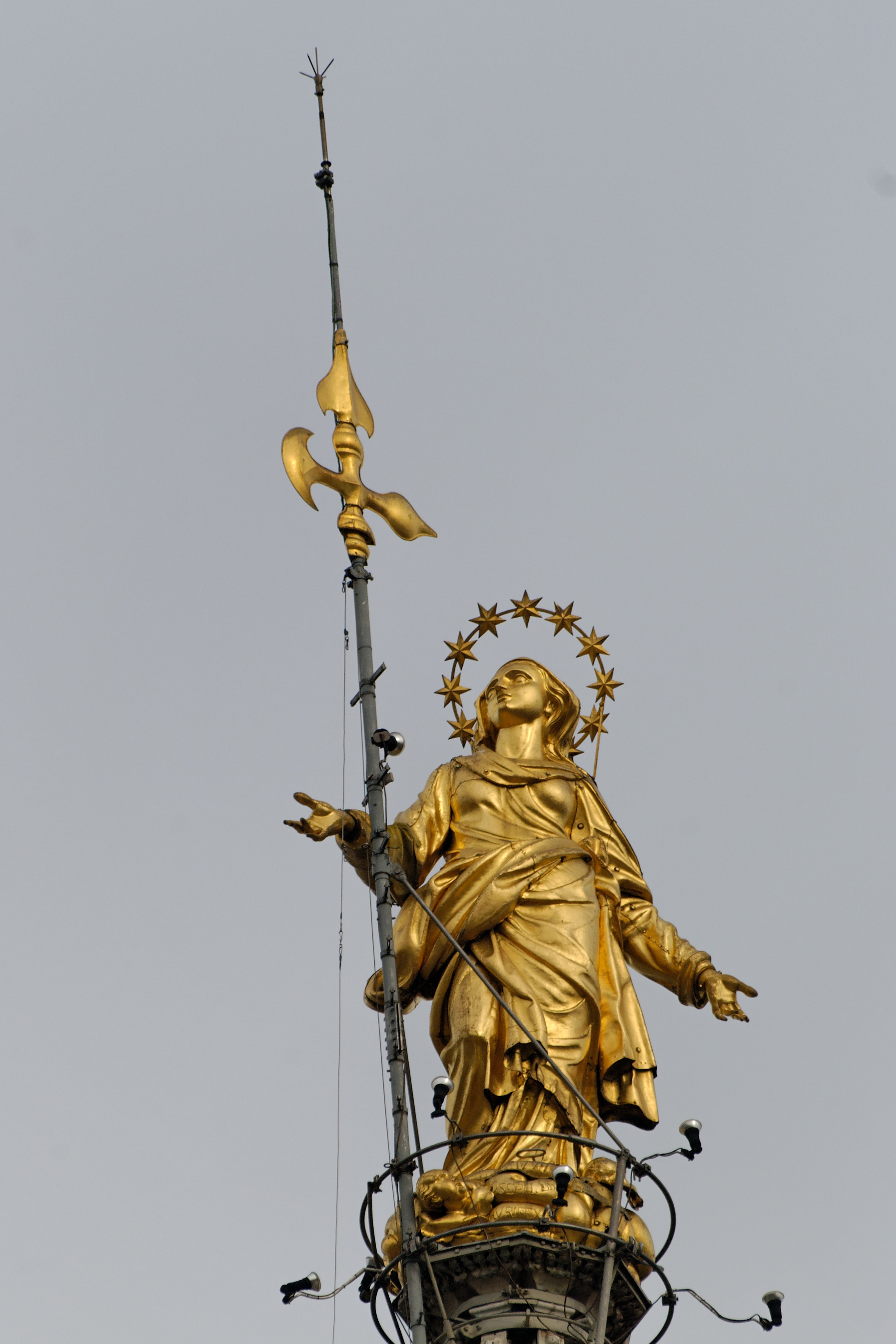
La Madonnina

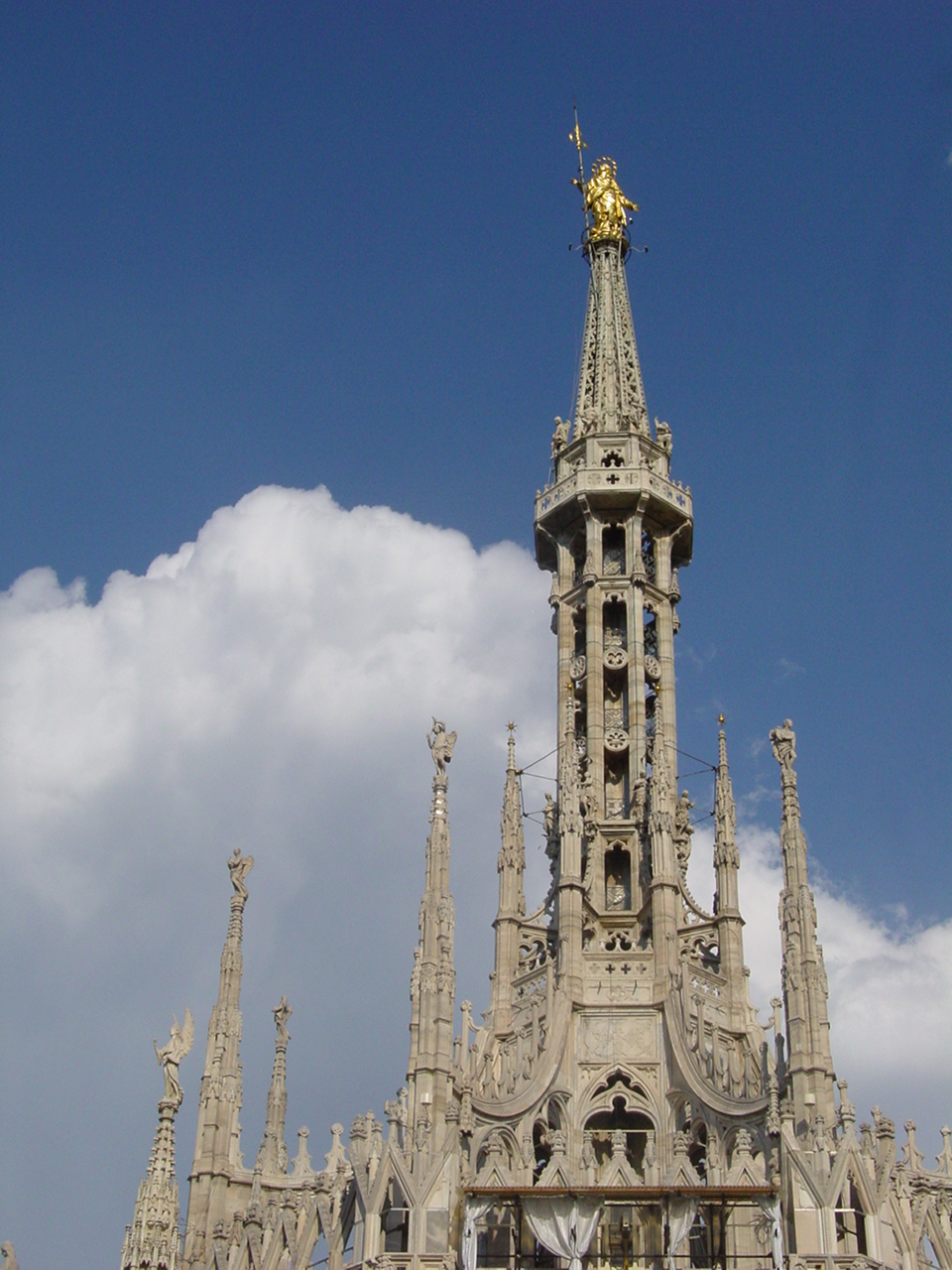
La guglia maggiore

Inaugurata il 30 dicembre 1774, la Madonnina del Duomo di Milano è il punto più alto della chiesa. La statua venne disegnata dallo scultore Giuseppe Perego e fusa dall'orafo Giuseppe Bini, per un'altezza di 4,16 metri. L'interno della statua conserva uno scheletro metallico, che, degradatosi negli anni Sessanta del Novecento, è stato ricoverato nel museo e sostituito da un'ossatura in acciaio.

## Grande Museo del Duomo di Milano
Nel Museo, ospitato all'interno di Palazzo Reale sul fianco destro del Duomo, sono ospitati il Tesoro del Duomo, ricchissima collezione di opere d'arte di oreficeria e capolavori testimonianza di 1500 anni di storia della Chiesa milanese, gli esemplari originali di molte delle più pregevoli sculture del duomo, dipinti, arazzi, vetrate e modelli che testimoniano l'intera storia della cattedrale.

### Arte gotica
- Gotico a Milano
- Gotico internazionale in Italia

### Arte nel duomo
- Vetrate del Duomo di Milano
- Madonnina
- Grande Museo del Duomo di Milano
- Cappella musicale del Duomo di Milano
- Marmo di Candoglia